# Partito Socialista Italiano
Il Partito Socialista Italiano (PSI) è stato un partito politico italiano di ispirazione socialista, attivo dal 1892 al 1994.
A parte la breve esperienza del Partito Socialista Rivoluzionario Italiano, che tenne il suo primo Congresso Nazionale a Forlì nel 1884, è il più antico partito politico in senso moderno e la prima formazione organizzata della sinistra in Italia, oltre ad aver rappresentato anche il prototipo del partito di massa. Alla sua fondazione nel 1892 a Genova nella sala dell'associazione garibaldina Carabinieri genovesi adottò il nome di Partito dei Lavoratori Italiani. Successivamente a Reggio Emilia nel 1893 il nome venne cambiato in Partito Socialista dei Lavoratori Italiani mentre al congresso di Parma del 1895 assunse la denominazione di Partito Socialista Italiano.
Durante il regime fascista (in particolare dopo la messa al bando di tutti i partiti tranne il Partito Nazionale Fascista) continuò la sua attività nella clandestinità mentre la direzione del partito in esilio in Francia tentava di mantenere i contatti con i nuclei clandestini e d'influire sulla vita politica italiana, denunciando all'opinione pubblica europea e statunitense i crimini del regime. Dopo la caduta del fascismo del 25 luglio 1943, il PSI partecipò al movimento italiano di Resistenza, essendo presente nei Comitati di Liberazione Nazionale centrale e locali e organizzando proprie formazioni partigiane denominate Brigate Matteotti.
Dopo la fusione con il Movimento di Unità Proletaria avvenuta nell'agosto 1943 assunse il nome di Partito Socialista Italiano di Unità Proletaria, per poi ritornare al nome precedente nel gennaio 1947, anno in cui il PSI strinse un'alleanza con il PCI, la quale causò la scissione socialdemocratica di Palazzo Barberini, dalla quale ebbe origine il Partito Socialista Democratico Italiano.
Negli anni sessanta si avviò una stagione di collaborazione tra il PSI e la Democrazia Cristiana che portò alla nascita dei primi governi di centro-sinistra. Nel 1964 la sinistra più radicale e ortodossa interna al PSI se ne distaccò per formare una nuova formazione politica che rispolverò il nome di Partito Socialista Italiano di Unità Proletaria.
Nel 1966 il PSI e il PSDI decisero di riunificarsi nel PSI-PSDI Unificati, noto anche con la denominazione di Partito Socialista Unificato. A causa del deludente risultato elettorale conseguito alle elezioni politiche del 1968 l'unità socialista durò meno di due anni e il 28 ottobre 1968 riprese la denominazione di PSI mentre larga parte della componente socialdemocratica diede vita nel luglio 1969 al Partito Socialista Unitario, che nel febbraio 1971 riassunse il nome originario di Partito Socialista Democratico Italiano. Dopo il fallimento della riunificazione con i socialdemocratici e l'entrata in crisi della formula del centro-sinistra a seguito della nascita della contestazione studentesca e del protagonismo operaio nelle lotte degli anni settanta, il PSI con il segretario Francesco De Martino elaborò nel 1974 la strategia della alternativa di sinistra, un progetto di coalizione di governo con il PCI ma aperto anche al PSDI, che avrebbe dovuto mandare all'opposizione la DC e portare al governo la sinistra unita. Tale strategia entrò in rotta di collisione con quella del compromesso storico lanciata dal segretario del PCI Enrico Berlinguer all'indomani del golpe in Cile nel 1973.
A partire dagli anni settanta si affermò nel partito una nuova posizione ideologica volta a riscoprire la tradizione socialista liberale e libertaria, non marxista e non bolscevica, culminata con la nomina di Bettino Craxi a segretario nel 1976. Il nuovo capo politico autonomista e riformista marcò ulteriormente la nuova direzione del PSI verso il socialismo liberale, rendendo il partito più autonomo dal PCI, più contrapposto allo stesso e più marcatamente indirizzato ad un centro-sinistra socialdemocratico. È dimostrazione di ciò la nascita del Pentapartito, e successivamente la nascita dei governi Craxi. A seguito di questa svolta ideologica venne gradualmente modificato il simbolo del PSI, sostituendo a falce e martello l'immagine ottocentesca del garofano rosso.
Successivamente a seguito della caduta dei regimi autoritari di stampo socialista nei Paesi dell'est europeo nel 1989, venne modificata la denominazione stessa del partito in Unità Socialista – PSI, auspicando con ciò una riunificazione tra i socialisti, i socialdemocratici del PSDI e la componente riformista del PCI, che nel 1991 divenne il Partito Democratico della Sinistra.
A seguito della crisi dei partiti tradizionali conseguente alla vicenda di Tangentopoli che colpì duramente il PSI sia dal punto di vista politico-elettorale sia finanziario, il partito venne messo in liquidazione nel 1994, determinando la diaspora socialista con la nascita di varie formazioni politiche, divise circa l'adesione alla coalizione di centro-destra o a quella di centro-sinistra, secondo il nuovo sistema bipolare della cosiddetta Seconda Repubblica, favorito dall'introduzione della nuova legge elettorale maggioritaria del Mattarellum.

## Storia

### Origini del movimento socialista in Italia

Targa commemorativa fondazione Partito Socialista dei Lavoratori Italiani - Genova - Salita dei Pollaioli 17 r - locali ex trattoria Garofano Rosso

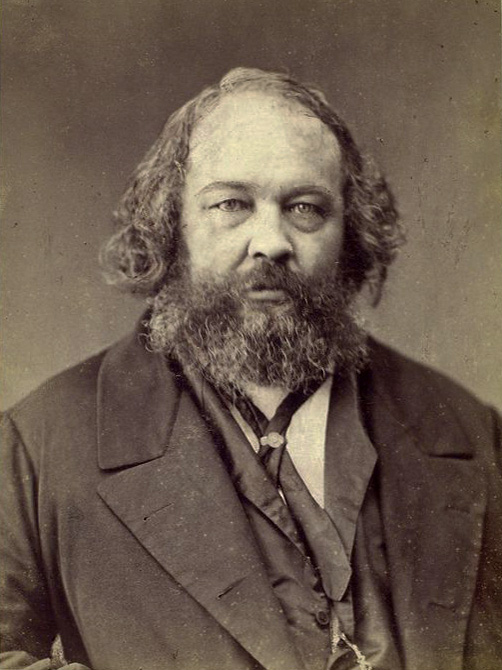
Il filosofo e anarchico Michail Bakunin

In Italia la crescita del movimento operaio si delineò sulla fine del XIX secolo. Le prime organizzazioni di lavoratori furono le società di mutuo soccorso e le cooperative a fine solidaristico di tradizione mazziniana. La presenza in Italia dell'esponente anarchico Michail Bakunin dal 1864 al 1867 diede impulso alla nascita delle prime organizzazioni socialiste-anarchiche, ma aperte anche a istanze più generalmente democratiche e anche autonomiste. Nel 1872 nella Conferenza di Rimini venne costituita la Federazione italiana dell'Associazione internazionale dei lavoratori di ispirazione bakuninista. L'episodio di iniziativa anarco-socialista più noto fu nel 1877 il fallito tentativo di un gruppo di anarchici capeggiati da Errico Malatesta di far sollevare i contadini del Matese.

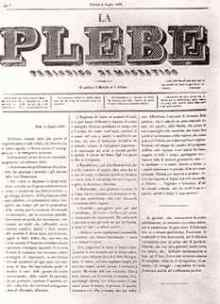
Il periodico socialista La Plebe

L'anima più moderata, guidata dal romagnolo Andrea Costa (che da un'iniziale adesione all'anarchismo era progressivamente passato al socialismo evoluzionista), sosteneva invece la necessità di incanalare le energie rivoluzionarie in un'organizzazione partitica disposta a competere alle elezioni. Tra i più convinti sostenitori di questa linea vi erano Enrico Bignami e Osvaldo Gnocchi-Viani, fondatori nel 1876 della Federazione Alta Italia dell'Associazione Internazionale dei Lavoratori e nel 1882 del Partito Operaio Italiano con la rivista La Plebe (di Lodi), alla quale poi si affiancarono altre pubblicazioni.

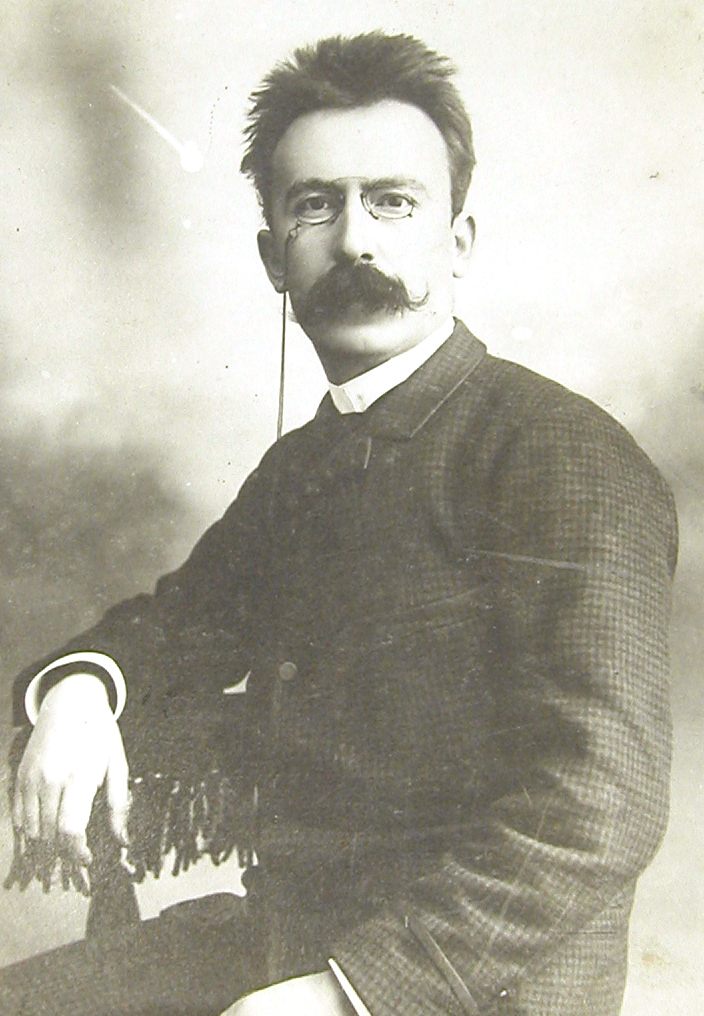
Andrea Costa fu il primo deputato socialista d'Italia

Nel 1879 Costa, uscito dal carcere, si trasferì a Lugano, in Svizzera. Qui scrisse la lettera intitolata «Ai miei amici di Romagna» in cui indicava la necessità di una svolta tattica del socialismo, che doveva passare dalla «propaganda per mezzo dei fatti» a un lavoro di diffusione di principi che non avrebbe presentato risultati immediati, ma avrebbe ripagato sul medio periodo. La lettera fu pubblicata nel numero 30 del 3 agosto 1879 de La Plebe.
La sua presa di posizione determinò nel movimento socialista italiano una prima separazione dei socialisti dagli anarchici. Nel 1881 Costa organizzò il Partito Socialista Rivoluzionario di Romagna, che sosteneva, fra l'altro, le lotte dei lavoratori, l'agitazione per riforme economiche e politiche, la partecipazione alle elezioni amministrative e politiche.
Il partito di Costa incontrò grandi difficoltà, ma grazie anche all'allargamento degli aventi diritto al voto sancito dalla nuova legge elettorale del 1882 riuscì a essere eletto alla Camera nelle elezioni politiche del 1882, diventando il primo deputato socialista della storia d'Italia. Anche il Partito Operaio Italiano di Costantino Lazzari e Giuseppe Croce si presentò alle elezioni del 1882, ma senza successo.
Frattanto il movimento operaio si organizzava in forme più complesse come Federazioni di mestiere, Camere di lavoro e così via. Le Camere di lavoro si trasformarono in organizzazioni autonome e divennero il punto di aggregazione a livello cittadino di tutti i lavoratori.

### Dalla nascita alla prima guerra mondiale

#### Fondazione del Partito dei Lavoratori Italiani

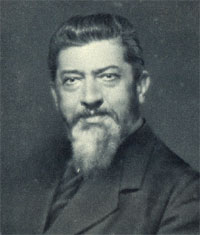
Filippo Turati

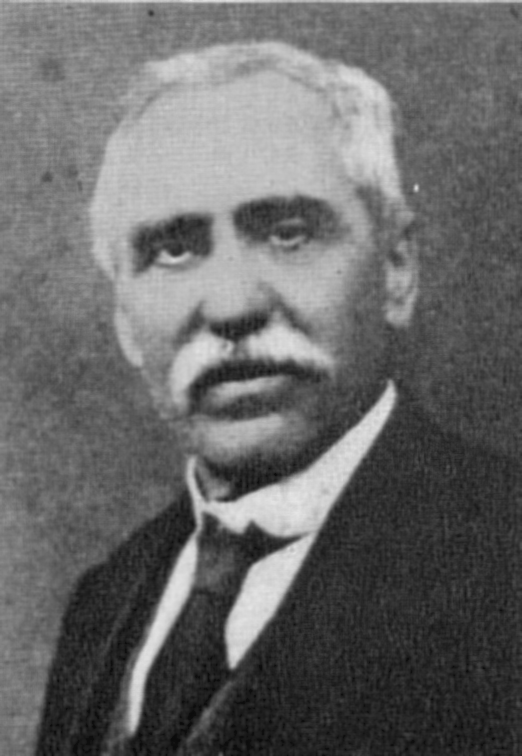
Costantino Lazzari

Su queste basi nel 1892 nacque a Genova il Partito dei Lavoratori Italiani, che fuse in sé l'esperienza del Partito Operaio Italiano (nato nel 1882 a Milano), della Lega Socialista Milanese (d'ispirazione riformista, fondata nel 1889 per iniziativa di Filippo Turati) e di molte leghe e movimenti italiani che si rifacevano al socialismo di ispirazione marxista.
La scelta di Genova come città in cui svolgere il congresso il 14 e 15 agosto 1892 fu dovuta tra le altre cose alla contemporanea presenza delle manifestazioni colombiane per il quattrocentenario della scoperta delle Americhe: infatti le ferrovie in tale occasione avevano concesso degli sconti sui biglietti per il capoluogo ligure, che vennero sfruttati dai convenuti al congresso (la maggior parte dei quali proveniva dalle regioni del nord). La decisione generò attriti con i rappresentanti della locale Confederazione operaia genovese, inizialmente tenuti fuori dall'organizzazione dell'evento e mediaticamente si rivelò controproducente, giacché in quei giorni l'interesse dei quotidiani e delle riviste era concentrato proprio sugli eventi (gare ginniche e regate) correlati alla grande esposizione colombiana, che finirono per mettere in ombra il congresso.

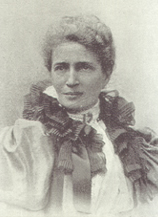
Anna Kuliscioff

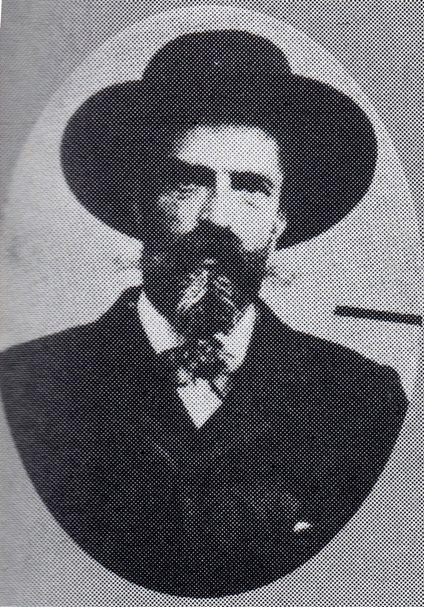
Camillo Prampolini

Al congresso si presentarono circa 400 delegati, rappresentanti di interessi e posizioni non sempre allineate tra di loro.
I fondatori ufficiali della nuova formazione politica furono Filippo Turati e Guido Albertelli. Altri promotori furono Claudio Treves, Leonida Bissolati, Arcangelo Ghisleri e Enrico Ferri, che provenivano dall'esperienza del positivismo.
Turati e altri (Camillo Prampolini, Anna Kuliscioff, Rosario Garibaldi Bosco e altri ancora) furono a Genova fin dal 13 agosto e la sera di quel giorno si riunirono per discutere delle proposte da presentare al congresso nei giorni seguenti. Gli esponenti anarchici, commentando all'epoca la natura di quest'incontro preparatorio, lo descrissero come una riunione che aveva a oggetto le decisioni da prendere contro la corrente anarchica. Gli attriti tra le due anime proseguirono il giorno successivo nella sala Sivori designata come sede del congresso, con la richiesta della parte anarchica (Pellaco, Galleani e Gori) di sospendere i lavori e la posizione di Turati e Prampolini che invece chiesero ed auspicarono una netta separazione tra le due correnti del movimento. Turati decise quindi di riunire i congressisti che erano d'accordo con la sua linea non più alla sala Sivori, ma nella sede dell'associazione garibaldina Carabinieri genovesi.
Il 15 agosto si tennero quindi due incontri, quello degli aderenti alla linea di Turati (circa i due terzi dei rappresentanti convenuti a Genova), che dopo alcuni infruttuosi tentativi di mediazione tra le due correnti portati avanti da Andrea Costa fondarono il Partito dei Lavoratori Italiani; e quello nella sala Sivori, dove l'ala anarchica e operaista (circa 80 delegati) diede vita a un partito omonimo, la cui esistenza ebbe di fatto termine con la fine del congresso.
Venne eletto segretario del neocostituito partito Carlo Dell'Avalle, fondatore nel 1882 della Società Genio e Lavoro, che riuniva le principali organizzazioni operaie milanesi, tra cui quelle dei ferrovieri e dei lavoratori della Pirelli.
Nel II Congresso di Reggio Emilia nel 1893 il partito si diede un'autonomia e un nome ufficiale come Partito Socialista dei Lavoratori Italiani, inglobando anche il Partito Socialista Rivoluzionario Italiano di Andrea Costa. Fu confermato segretario Carlo Dell'Avalle. Lo storico avvenimento fu documentato dal fotografo Gildaldo Bassi, lui stesso militante e amico di Prampolini e Costa.
Nell'ottobre del 1894 il partito venne sciolto per decreto a causa della repressione crispina. Il 13 gennaio 1895 si tenne in clandestinità il III Congresso a Parma che decise di assumere la denominazione definitiva di Partito Socialista Italiano. Fu eletto Segretario Filippo Turati.
Turati era erede del radicalismo democratico e nel 1885 si era unito con la rivoluzionaria russa Anna Kuliscioff, in precedenza legata sentimentalmente ad Andrea Costa. Conosceva le opere di Karl Marx e Friedrich Engels ed era legato alla socialdemocrazia tedesca e alle associazioni operaie lombarde. Considerava il socialismo non dal punto di vista insurrezionale, ma piuttosto un ideale da calare nelle specifiche situazioni storiche. Alle elezioni politiche del 1895 in contrapposizione alla repressione venne creata un'alleanza democratico-socialista. Vennero eletti in Parlamento 15 deputati socialisti, tra i quali Bissolati, Costa, Prampolini e Turati.

#### Nascita dell'Avanti!e moti popolari del 1898

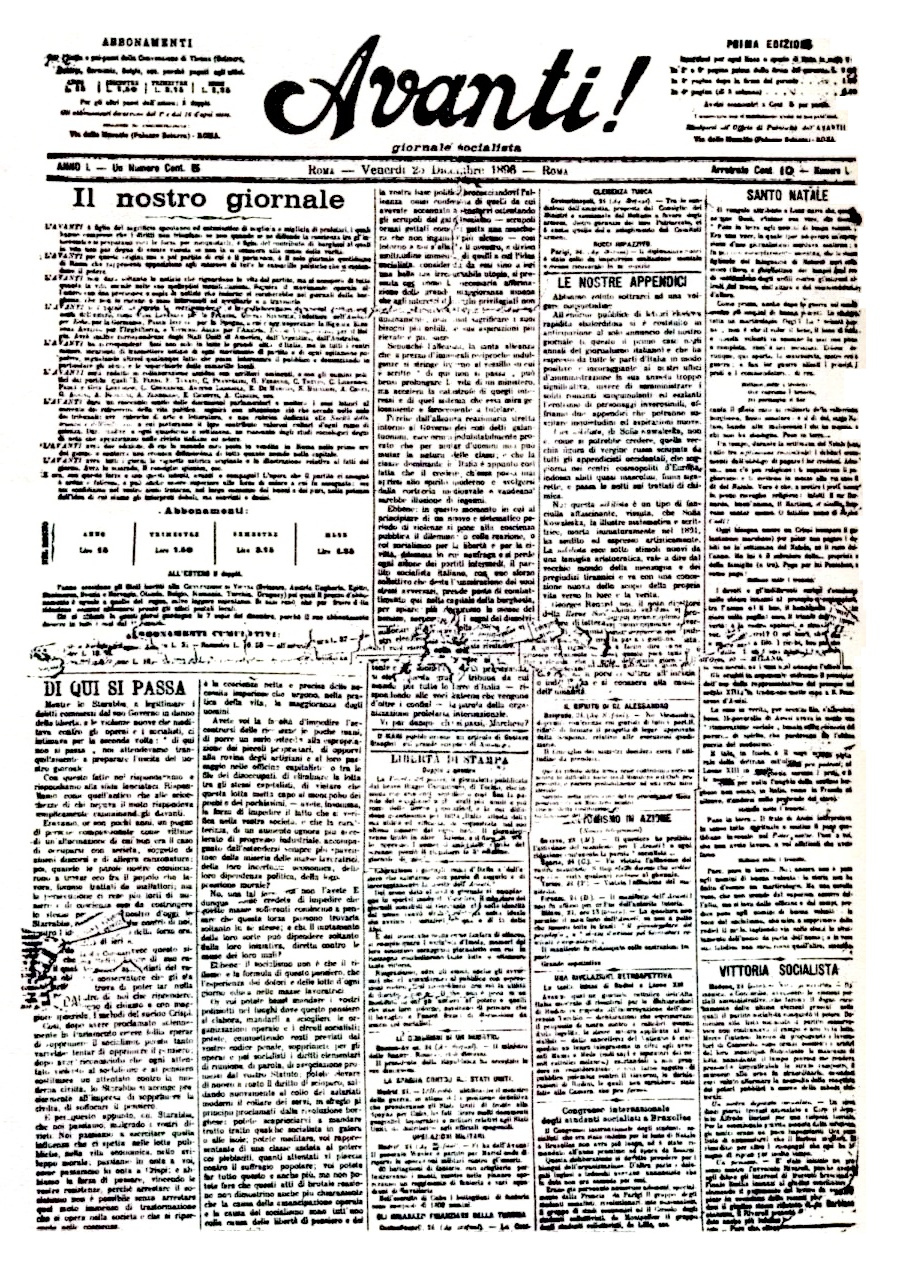
Primo numero dell'Avanti! del 25 dicembre 1896

Il 25 dicembre 1896 vede la luce il primo numero del quotidiano del partito, l'Avanti!, che svolge un'importante azione di unificazione e propaganda delle posizioni del PSI su tutto il territorio nazionale. Il giornale è diretto da Leonida Bissolati.
Nel 1898 l'aumento del costo del grano e quindi del pane da 35 a 60 centesimi al chilo a causa degli scarsi raccolti agrari e in parte all'aumento del costo dei cereali d'importazione dovuto alla guerra ispano-statunitense, provoca in quasi tutta Italia innumerevoli manifestazioni popolari per il pane, il lavoro e contro le imposte, sempre represse dal governo. A gennaio nelle province di Modena e Bologna intervengono interi reparti di fanteria e la polizia arresta decine di persone.
A Forlì i manifestanti subirono le cariche della polizia e la manifestazione degenerò in tumulto; mentre ad Ancona e a Senigallia intervenne un battaglione di fanteria inviato da Pesaro. Ancona fu affidata al generale Antonio Baldissera, il quale assumendo i pieni poteri militari ordina arresti di massa. Il governo di Rudinì richiama alle armi 40 000 riservisti da impiegare nella repressione delle manifestazioni. Scioperi e tumulti si contavano a decine in Sicilia, in Campania e nelle Marche.

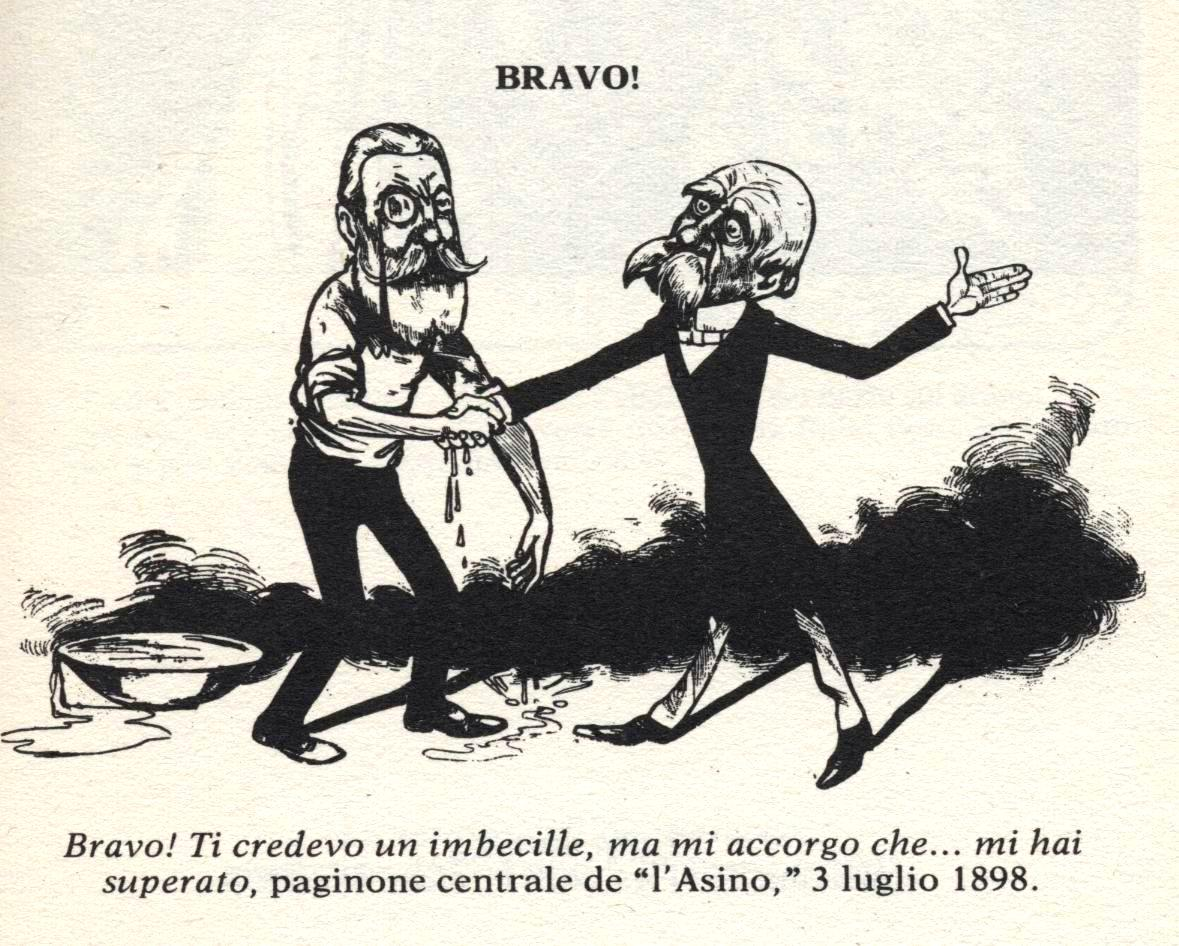
Illustrazione di Gabriele Galantara intitolata «Bravo» da L'Asino del 3 luglio 1898 in cui Francesco Crispi (responsabile del massacro di Caltavuturo e dell'intervento militare contro i Fasci siciliani) si congratulava con il marchese di Rudinì per la dura repressione dei moti popolari del 1898 da parte dei governi da lui presieduti

Il 3 febbraio Perugia venne posta in stato d'assedio e occupata da due compagnie di fanteria. Il 16 febbraio l'esercito intervenne contro una manifestazione a Palermo e la truppa sparò su disoccupati, donne e ragazzi e con un bilancio di cinque morti e ventotto feriti la città. Il 22 febbraio a Modica i carabinieri fecero altri cinque morti.
In marzo Bassano fu messa sotto controllo dal regio esercito mentre nel bolognese sono sciolte le cooperative e arrestati vari sindacalisti e lavoratori.
Il popolo insorse nelle città di Ferrara, Faenza, Pesaro e Napoli. Il 25 aprile l'esercito e le forze dell'ordine occupano Bari, messa in stato d'assedio, mentre dal mare l'incrociatore Etruria punta i cannoni sulla città. Fra il 28 e il 30 aprile sono represse con durezza le manifestazioni in Campania e in Puglia. I fermenti, non più contenuti dalle normali misure di pubblica sicurezza, si allargano a macchia d'olio coinvolgendo Rimini, Ravenna e Benevento, finendo con l'interessare in breve tempo buona parte della penisola.
Il 2 maggio a Firenze fu dichiarato lo stato d'assedio, così come a Napoli due giorni dopo.
Nei tumulti diversi rivoltosi furono uccisi: il 1º maggio a Molfetta si contarono cinque morti e il 5 maggio altri due. Da Bari accorse la fanteria mentre anche a Minervino e altrove nella Puglia si accendono qua e là focolai di protesta. La situazione è critica e il governo affida la regione al generale Luigi Pelloux.
Ai primi di maggio l'esercito aprì il fuoco a Bagnacavallo e si contano sei morti. Nello stesso periodo cadono due manifestanti a Piacenza e uno a Figline Valdarno. Il 5 maggio durante una pubblica assemblea davanti al municipio i carabinieri falciarono quattro manifestanti a Sesto Fiorentino.
Il 5 maggio a Pavia mentre si cominciavano ad avere tafferugli tra manifestanti e agenti viene ucciso dalle forze dell'ordine Muzio Musso, figlio del sindaco di Milano, che tentava un'opera di mediazione per evitare tragedie.

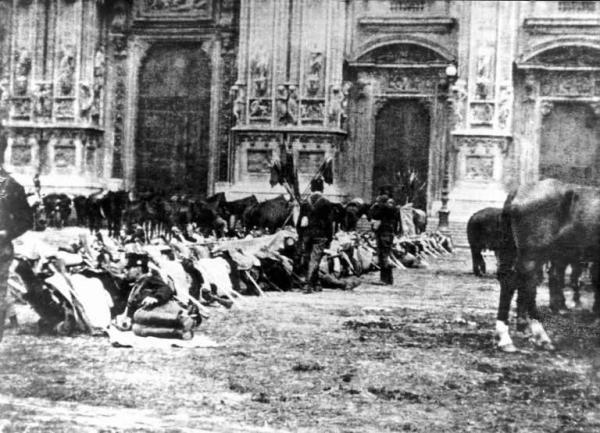
Piazza Duomo a Milano presidiata dalle truppe nel 1898 in una foto di Luca Comerio

Il 6 maggio a Milano la polizia arresta sindacalisti e operai, che vengono rilasciati grazie all'intervento di Filippo Turati. Nel pomeriggio in risposta al lancio di sassi da parte di un gruppo di dimostranti una compagnia di soldati aprì il fuoco.
La popolazione milanese reagì compatta e venne indetto uno sciopero generale di protesta per il giorno 8 maggio. Intanto la cittadinanza si riunì in massa, riversandosi nelle strade principali della città. Entrò in azione la cavalleria, le cui cariche vennero però vanificate dalle barricate erette per strada e dalle tegole lanciate dai tetti delle abitazioni. Nel pomeriggio del 7 maggio il governo, utilizzando come scusa un possibile intento rivoluzionario delle manifestazioni, decretò per Milano lo stato d'assedio, affidando i pieni poteri al generale Fiorenzo Bava Beccaris.
L'8 maggio i cannoni aprirono il fuoco contro la folla e l'esercito ricevette l'ordine di sparare contro ogni assembramento di persone superiore alle tre unità. Restarono uccise centinaia di persone e oltre un migliaio di feriti. Il numero esatto delle vittime non è mai stato precisato in quanto secondo la polizia rimasero a terra uccisi 100 manifestanti e si contarono 500 feriti mentre per l'opposizione i morti furono invece 350 e i feriti più di mille.
Il 9 maggio quando ormai l'ordine era stato pienamente ristabilito a Milano e nel resto del Paese il generale Bava Beccaris, appoggiato dal governo, ordinò lo scioglimento associazioni e circoli ritenuti sovversivi e l'arresto di migliaia di persone appartenenti a organizzazioni socialiste, repubblicane e anarchiche, fra cui anche alcuni parlamentari come Filippo Turati (eletto deputato dal 1895), Anna Kuliscioff, Andrea Costa, Leonida Bissolati, Carlo Romussi (deputato radicale) e Paolo Valera.
Tutti i giornali antigovernativi vennero messi al bando e il 12 maggio a Roma fu tratta in arresto l'intera redazione dell'Avanti! e sono fatte chiudere fino a nuovo ordine tutte le università.
In conseguenza di questi arresti verranno inflitte da tribunali militari oltre 800 condanne e lo stesso Turati subisce una condanna a dodici anni di reclusione.
La repressione dei moti popolari del 1898 rallentò la crescita del PSI, che decise quindi di promuovere un'alleanza tra i partiti della sinistra parlamentare (socialisti, repubblicani e radicali).

#### Nell'età giolittiana
Nel 1901 Filippo Turati in sintonia con le sue istanze minimaliste (il cosiddetto programma minimo, che si poneva come obiettivi parziali riforme che i socialisti riformisti intendevano concordare con le forze politiche moderate o realizzare direttamente se al governo) appoggiò prima il governo liberale moderato presieduto da Giuseppe Zanardelli e successivamente (1903) quello di Giovanni Giolitti, che nel 1904 approvò importanti provvedimenti di legislazione sociale, come leggi sulla tutela del lavoro delle donne e dei bambini, infortuni, invalidità e vecchiaia, comitati consultivi per il lavoro e apertura verso le cooperative.
A causa però della politica messa in atto da Giolitti che favoriva solo gli operai meglio organizzati, dal 1902 appare nel PSI una corrente rivoluzionaria guidata da Arturo Labriola e dall'intransigente Enrico Ferri, che nel congresso di Bologna del 1904 mise in minoranza la corrente di Turati, accusata di ministerialismo. Ferri fu nominato segretario del partito dal 1904 al 1906.
La corrente riformista prevalse nuovamente nel congresso del 1908 in alleanza agli integralisti di Oddino Morgari. Negli anni seguenti Turati rappresentò la personalità principale del gruppo parlamentare del PSI, generalmente più riformista del partito stesso. In questa veste fu l'interlocutore privilegiato di Giolitti, che stava allora perseguendo una politica di attenzione alle emergenti forze di sinistra.

#### Uscita dei sindacalisti rivoluzionari
Dopo lo sciopero generale del settembre 1904, il primo di questa ampiezza in Italia e in tutta Europa, la corrente di sinistra del PSI propugnava i metodi del sindacalismo rivoluzionario mentre i suoi rapporti con il resto del partito andarono peggiorando a tal punto che al congresso di Ferrara del 1907 fu decisa la sua uscita dal partito e l'incremento dell'azione autonoma sindacale.
Nel 1906 Ferri, a capo della corrente integralista e in accordo con i riformisti di Turati, riuscì a conservare la direzione del partito nonostante la rottura con Labriola, tenendo anche la direzione dell'Avanti! e concorrendo alla nomina a segretario del partito di Oddino Morgari che tenne la segreteria fino al 1908, quando dovette cederla al turatiano e riformista Pompeo Ciotti.
Dal 21 al 25 ottobre 1910 si svolse a Milano l'XI Congresso del PSI, che mise in luce crescenti insoddisfazioni e nuove divisioni. Leonida Bissolati e Ivanoe Bonomi criticarono Turati da destra, mentre Giuseppe Emanuele Modigliani e Gaetano Salvemini lo criticarono da sinistra.
All'estrema sinistra si schierò invece un giovane rappresentante della federazione di Forlì, Benito Mussolini, che partecipava per la prima volta a un congresso nazionale del partito.

#### Espulsione di Bissolati, Bonomi, Podrecca e Cabrini e nascita del PSRI

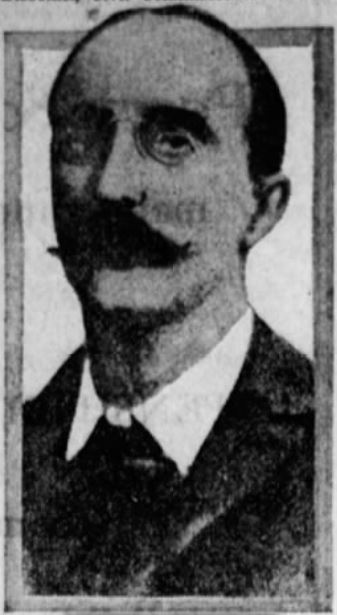
Leonida Bissolati

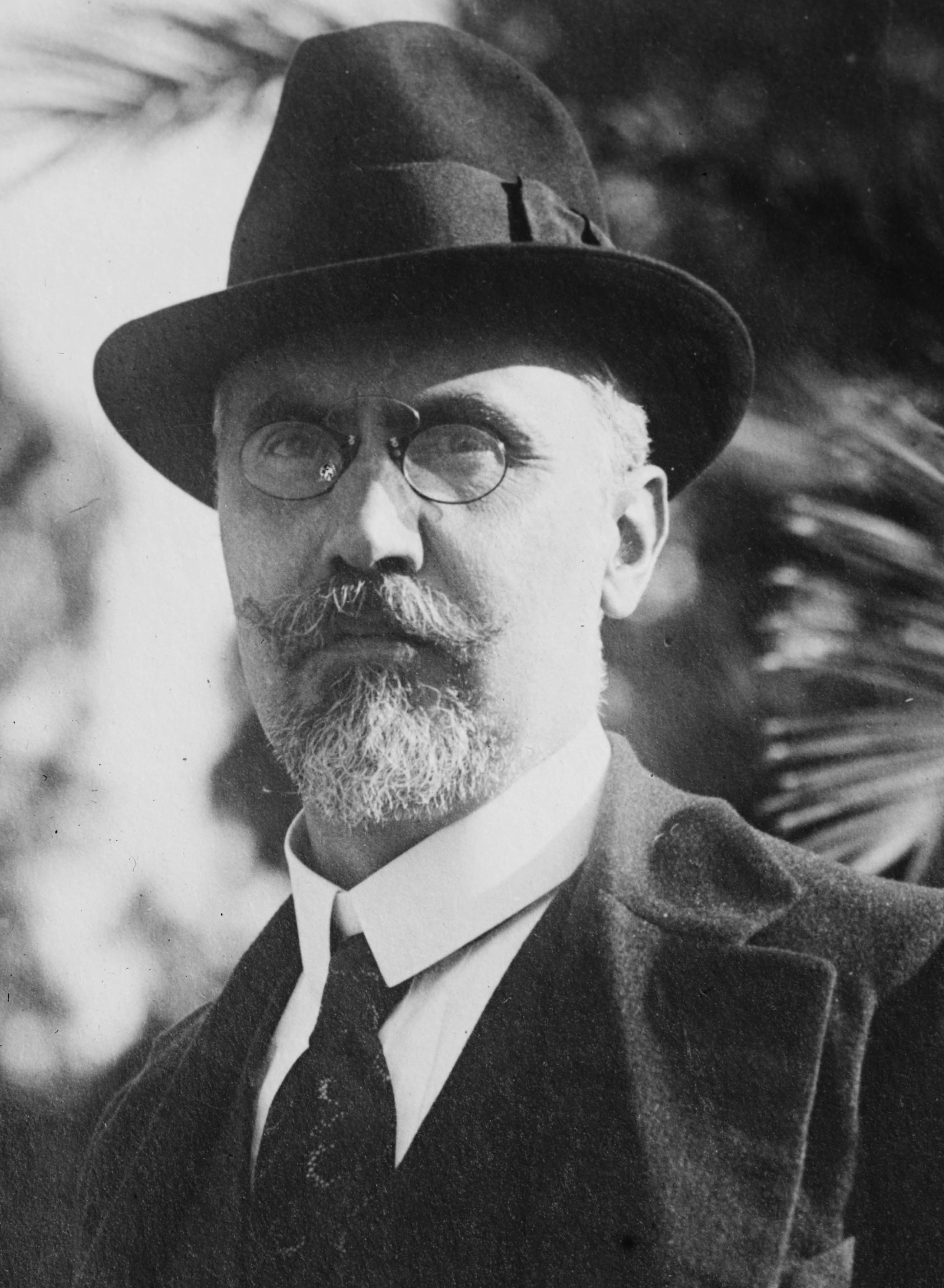
Ivanoe Bonomi

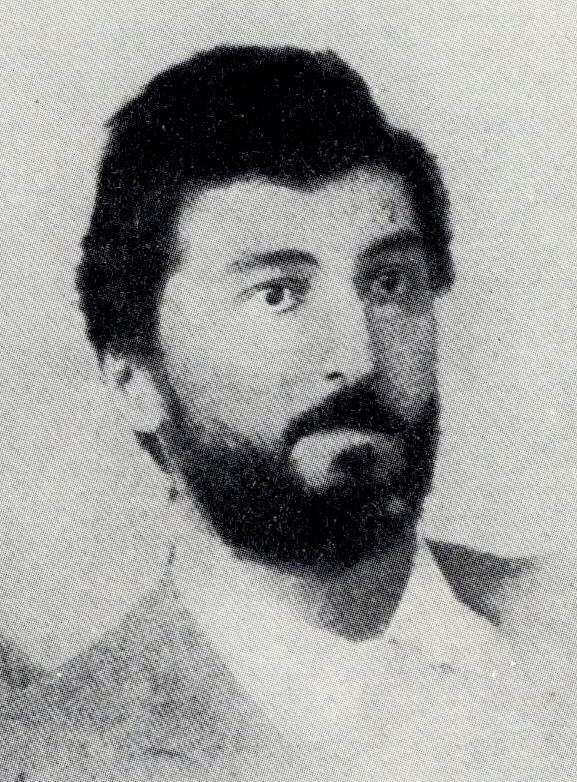
Guido Podrecca

Il XIII congresso, convocato in forma straordinaria dal 7 al 10 luglio 1912 a Reggio Emilia, inasprì le divisioni che attraversano il partito riguardo alla guerra in Libia.
Trionfò la corrente massimalista e si sancì l'espulsione degli esponenti di una delle aree riformiste, capeggiata da Ivanoe Bonomi e Leonida Bissolati e composta da Angiolo Cabrini, Guido Podrecca e altri nove deputati socialisti.
Bissolati nel 1911 si era recato al Quirinale per le consultazioni susseguenti la crisi del Governo Luzzatti, causando il malcontento del resto del partito, compreso quello di Filippo Turati, esponente di spicco dell'altra corrente riformista.

Benito Mussolini direttore dell'Avanti!

L'esponente socialista che al congresso si scagliò ferocemente contro i riformisti, poi espulsi, aizzando la folla contro di loro, fu Benito Mussolini della corrente massimalista, che avanzò una mozione di espulsione (definita da lui anche lista di proscrizione). L'accusa era di «gravissima offesa allo spirito della dottrina e alla tradizione socialista». In virtù di quell'arringa si guadagnò una notevole fama all'interno del PSI che lo portò a entrare nella direzione nazionale del partito e da lì a poco nell'ottobre 1912 gli consentì di diventare direttore dell'Avanti!.
La corrente massimalista elesse il segretario Costantino Lazzari ed esautorò dalla direzione dell'Avanti! il riformista Claudio Treves, sostituendolo con Giovanni Bacci, che guidò il giornale per quattro mesi (dal luglio all'ottobre 1912), prima di essere sostituito a sua volta da Mussolini.
Bissolati e i suoi, cacciati dal partito, diedero vita al Partito Socialista Riformista Italiano (PSRI).

#### XIV Congresso ad Ancona
Il XIV Congresso del partito si tenne ad Ancona dal 26 al 28 aprile 1914. Esso sancì l'incontestabile vittoria dell'ala massimalista e la definitiva sconfitta dei riformisti, presenti soprattutto nel gruppo parlamentare e nella Confederazione Generale del Lavoro (CGdL), già messi in minoranza nel precedente Congresso di Reggio Emilia del 1912. Già la scelta della sede del Congresso era stata fatta per mettere i massimalisti in posizione di vantaggio: Ancona era considerata all'epoca una città particolarmente rivoluzionaria; il Sindacato dei Ferrovieri d'ispirazione massimalista (contrapposto a quello aderente alla CGdL, considerato eccessivamente riformista e contaminato dalla presenza di lavoratori non socialisti) vi aveva addirittura trasferito la propria sede nazionale. La presenza in città di figure importanti, come Errico Malatesta fra gli anarchici e Pietro Nenni, allora segretario della Consociazione repubblicana delle Marche e direttore del periodico repubblicano di Ancona, il Lucifero, dava vita a un dibattito politico molto duro e infuocato con forti tensioni sociali. Il Congresso socialista fu improntato all'esaltazione dell'intransigenza rivoluzionaria e al dileggio dei riformisti, considerati dei traditori della classe operaia. Si consideravano ormai maturi i tempi per l'abbattimento del potere borghese, e vi erano richiami continui alla purezza ideologica, rifiutando ogni compromesso e ogni gradualismo, nonostante negli anni precedenti fossero stati conseguiti importanti miglioramenti della condizione di vita e di lavoro del popolo grazie all'azione riformista di Filippo Turati e degli altri parlamentari socialisti (tra cui l'anconetano Alessandro Bocconi) e alle aperture alle forze popolari del presidente del Consiglio Giovanni Giolitti.
Invece di proseguire queste positive esperienze riformiste, il Congresso di Ancona del 1914 in nome dell'intransigenza bocciò l'ipotesi di alleanze con le altre forze popolari, come i repubblicani e i popolari, per le elezioni amministrative del giugno 1914 e sancì l'incompatibilità tra l'iscrizione al partito e l'appartenenza alla massoneria, il che portò a un grave indebolimento del PSI, con l'espulsione di quadri e dirigenti storici del partito, appartenenti prevalentemente alla fazione riformista.
Nella polemica per l'intransigenza ideologica e contro la massoneria si distinse il battagliero direttore dell'Avanti! Benito Mussolini, insediato l'anno prima alla direzione del quotidiano socialista dopo l'estromissione del riformista Claudio Treves. Il congresso approvò con quasi i tre quarti dei voti l'ordine del giorno Zibordi-Mussolini che sancì l'immediata incompatibilità tra socialismo e massoneria.
Il Congresso avallò a maggioranza le scelte massimaliste, riconfermando segretario Costantino Lazzari. Mussolini colse un successo personale con una mozione di plauso per gli ottimi risultati di diffusione e di vendite dell'Avanti!, tributatagli personalmente dai congressisti. Infatti nel breve periodo di direzione Mussolini l'Avanti! era salito da 30 000–45 000 copie nel 1913 a 60 000–75 000 copie nei primi mesi del 1914.

#### Prima guerra mondiale e crisi del neutralismo
Il 28 luglio 1914 scoppiò la prima guerra mondiale con la dichiarazione di guerra dell'Impero austro-ungarico al Regno di Serbia in seguito all'assassinio dell'arciduca Francesco Ferdinando d'Asburgo-Este, avvenuto il 28 giugno 1914 a Sarajevo. Il PSI sviluppò un forte impegno per la neutralità dell'Italia, sposando senza indugio la linea non interventista dell'Internazionale Socialista.
Il 26 luglio 1914 Mussolini pubblicò sull'Avanti un editoriale intitolato «Abbasso la guerra» a favore della scelta antibellicista, dichiarando che il conflitto non potesse giovare agli interessi dei proletari italiani, bensì solo a quelli dei capitalisti. Il 27 luglio propose uno sciopero generale insurrezionale nel caso dell'entrata italiana nel conflitto.
Nello stesso periodo all'insaputa dell'opinione pubblica il Ministero degli Esteri, guidato da Antonino Paternò Castello, marchese di San Giuliano, stava avviando un'operazione di persuasione negli ambienti socialisti e cattolici per ottenere un atteggiamento favorevole verso un possibile intervento dell'Italia in guerra.
Fra i primi esponenti di area socialista a porre dubbi sulla posizione della neutralità assoluta vi furono Leonida Bissolati e Gaetano Salvemini, cui seguirono i socialisti riformisti e i sindacalisti rivoluzionari. Già nei primi mesi del conflitto appariva quindi tutta l'incertezza del PSI, che non sapeva risolversi tra la sua inclinazione antimilitarista e la propensione verso la guerra come mezzo per rinnovare la lotta politica e smuovere gli equilibri consolidati nel Paese.
Fu significativa la posizione accesamente interventista del dirigente socialista trentino e quindi cittadino austro-ungarico Cesare Battisti, arruolatosi volontario nell'Esercito Italiano, catturato dagli austriaci, condannato a morte per alto tradimento e impiccato al Castello del Buonconsiglio di Trento.
Mussolini cominciò a mostrare un atteggiamento più aperto verso la possibilità di un intervento italiano nella grande guerra, che gli valse un primo attacco il 28 agosto 1914 in un articolo de Il Giornale d'Italia, attacchi che continuarono in settembre e ottobre su altri quotidiani. Fu in questo contesto che Filippo Naldi, faccendiere con numerosi agganci tra gli ambienti finanziari e il giornalismo, nonché direttore del quotidiano bolognese Il Resto del Carlino, pubblicò sul suo giornale il 7 ottobre 1914 un polemico articolo (scritto da Libero Tancredi) in cui accusava Mussolini di doppiogiochismo, ottenendo l'irata reazione di Mussolini. A seguito di questa polemica Naldi avviò contatti diretti con Mussolini per portarlo sul fronte interventista.
Il 18 ottobre, mutando esplicitamente la propria originaria posizione, Mussolini pubblicò sulla terza pagina dell'Avanti! un lungo articolo intitolato «Dalla neutralità assoluta alla neutralità attiva ed operante» in cui rivolse un appello ai socialisti sul pericolo che una neutralità avrebbe comportato per il partito, cioè la condanna all'isolamento politico. A suo avviso le organizzazioni socialiste avrebbero dovuto appoggiare la guerra fra le nazioni, con la conseguente distribuzione delle armi al popolo, per trasformarla in seguito in una rivoluzione armata contro il potere borghese.
La nuova linea proposta da Mussolini non venne accettata dal partito e nel giro di due giorni (20 ottobre) rassegnò le dimissioni dalla direzione del giornale socialista. Grazie all'aiuto finanziario di alcuni gruppi industriali (ancora con la mediazione di Filippo Naldi), Mussolini riuscì rapidamente a fondare Il Popolo d'Italia, il cui primo numero uscì il 15 novembre 1914. Dalle colonne del suo nuovo giornale Mussolini intraprese una veemente campagna interventista nel corso della quale attaccò senza remore i suoi vecchi compagni.
I tempi dell'operazione e la provenienza dei finanziamenti per il nuovo quotidiano insospettirono i socialisti, che accusarono Mussolini di indegnità morale. Secondo il PSI egli avrebbe ricevuto fondi occulti da agenti francesi in Italia, che lo avrebbero corrotto per farlo aderire alla causa dell'interventismo pro-Intesa. Il 29 novembre Mussolini venne espulso dal PSI.
Dopo l'entrata in guerra dell'Italia i socialisti italiani trovarono un punto di mediazione al loro interno nella formula «né aderire né sabotare» elaborata dal segretario nazionale dell'epoca Costantino Lazzari.

### Dal primo dopoguerra all'esilio all'estero e alla clandestinità in Italia
Nell'immediato dopoguerra, cavalcando lo scontento per la «vittoria mutilata», Mussolini fondò i Fasci italiani di combattimento (23 marzo 1919), movimento di dichiarata ispirazione almeno inizialmente socialrivoluzionaria e nazionalista, che si sarebbe poi trasformato nel 1921 nel Partito Nazionale Fascista.

#### Scissione comunista e espulsione dei riformisti

Il XVII Congresso nazionale del PSI nel 1921 a Livorno

A partire dal primo dopoguerra le diverse anime del movimento socialista si separarono a seguito della rivoluzione russa e della nascita dello Stato sovietico, dando vita a tre differenti partiti.
Nel 1921 si tenne a Livorno il XVII Congresso del partito. Dopo giorni di intenso confronto fra rispettive mozioni i massimalisti unitari di Giacinto Menotti Serrati raccolsero 89 028 voti, i comunisti puri di Amadeo Bordiga e di Antonio Gramsci 58 783 e i riformisti concentrazionisti di Filippo Turati 14 695.
I comunisti di Bordiga uscirono dal congresso e fondarono il Partito Comunista d'Italia (PCD'I), al fine di adeguarsi ai «21 punti» dell'Internazionale Comunista. Lenin aveva invitato il PSI a conformarsi ai suoi dettami e a espellere la corrente riformista di Turati, Claudio Treves e Camillo Prampolini, ricevendo tuttavia il diniego da parte di Menotti Serrati, che non intendeva rompere con alcune delle voci più autorevoli, seppur minoritarie, del partito.
Nell'estate del 1922 Turati, in contrasto con la disciplina del partito, si recò dal re Vittorio Emanuele III per le rituali consultazioni in occasione della crisi di governo, nella quale non fu possibile raggiungere un accordo fra i socialisti e Giolitti. Il sovrano diede quindi l'incarico di presidente del Consiglio a Luigi Facta.
Per aver violato il divieto di collaborazione con i partiti borghesi, nel corso del XIX Congresso del Partito Socialista Italiano del 3 ottobre 1922 la corrente riformista venne espulsa dalla maggioranza massimalista.
Turati e i suoi diedero quindi vita al Partito Socialista Unitario (PSU), di cui fu nominato segretario il deputato del Polesine Giacomo Matteotti.

#### Assassinio di Matteotti, trasformazione del fascismo in regime, esilio a Parigi e clandestinità in Italia

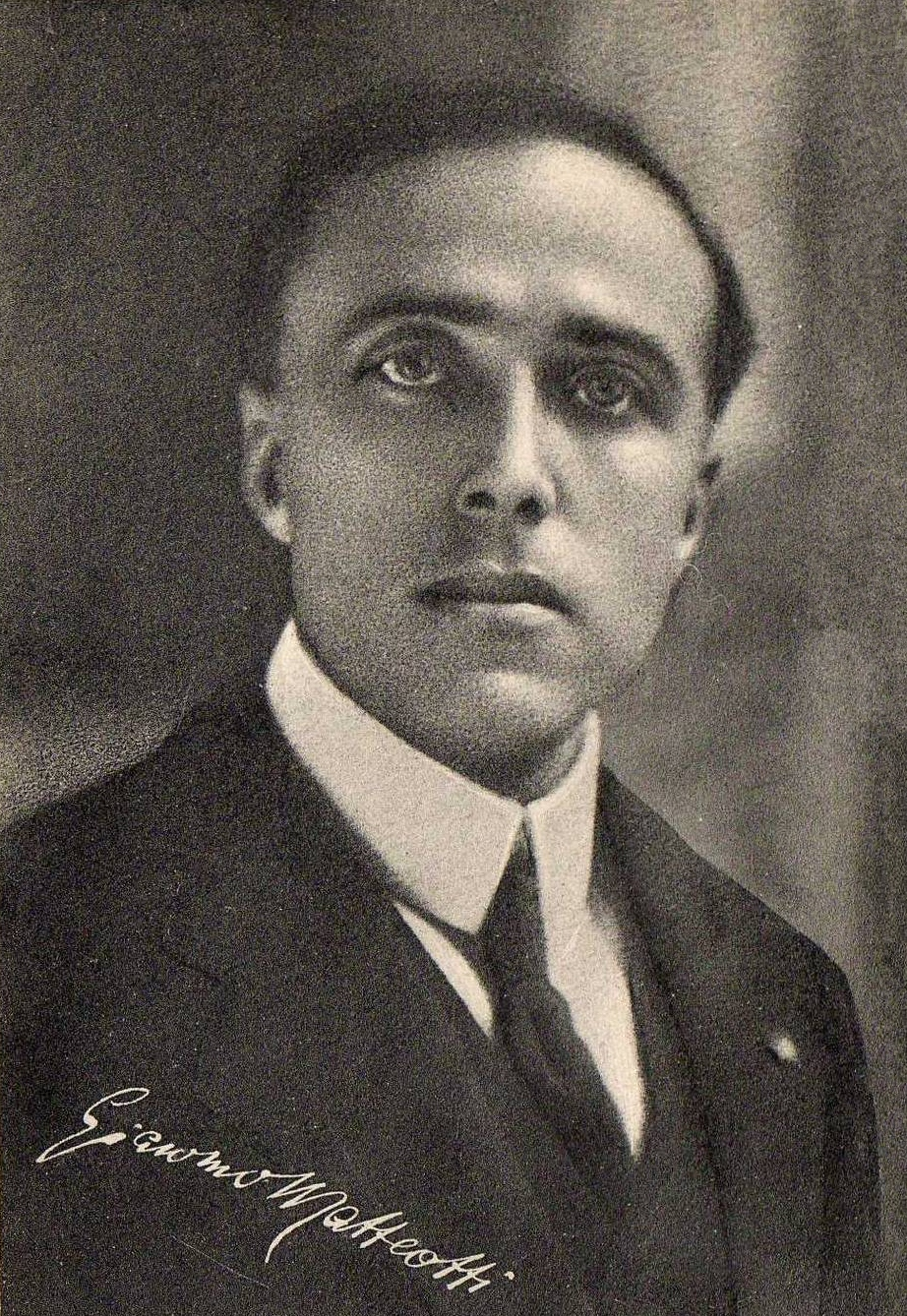
Giacomo Matteotti. Insieme a Filippo Turati e a Claudio Treves diede vita al Partito Socialista Unitario

Il 10 giugno 1924 il deputato e segretario del PSU Giacomo Matteotti, dieci giorni dopo il suo discorso di denuncia delle violenze e dei brogli perpetrati dai fascisti nelle elezioni appena celebrate pronunciato il 30 maggio alla Camera dei deputati, venne rapito e ucciso da una squadraccia fascista, la cosiddetta CEKA di Amerigo Dumini, che rispondeva agli ordini della direzione del Partito Nazionale Fascista ed era finanziata direttamente dall'ufficio stampa del presidente del Consiglio Benito Mussolini.
Tra il 1925 e il 1926 il fascismo, con l'appoggio della monarchia, provvide alla soppressione in Italia di tutti i partiti di opposizione, compreso il PSI (R.D. n. 1848/26), costringendo all'esilio i socialisti non rinchiusi in carcere o assegnati al confino.

#### Militanza politica in esilio
Dopo la messa al bando del partito da parte del regime fascista i membri della direzione del PSI furono costretti a espatriare per evitare il carcere o il confino e si rifugiarono in Francia, come la gran parte degli antifascisti italiani in esilio.
In questo periodo il PSI guidato da Ugo Coccia si adoperò per la conclusione di alleanze tra i partiti italiani antifascisti in esilio. Già il 6 dicembre 1926 si costituì a Parigi un primo Comitato d'attività antifascista, composto dai rappresentanti del Partito Repubblicano Italiano, del PSU di Turati e Treves e del PSI, allo scopo di accertare se esistessero le condizioni per trasformare in alleanza stabile la collaborazione tra le forze antifasciste. Il comitato approvò la proposta di costituire una «concentrazione d'azione», formata da un cartello di partiti autonomi e di diversa estrazione ideologica e politica che condividevano un'identica base programmatica di opposizione al fascismo. Il 28 marzo successivo si costituì la Concentrazione d'azione antifascista, anche con la Lega italiana dei diritti dell'uomo e l'ufficio estero della Confederazione Generale Italiana del Lavoro del socialista Bruno Buozzi. Nel maggio del 1928 il Comitato centrale della concentrazione indicò nell'instaurazione in Italia della repubblica democratica dei lavoratori, l'obiettivo finale della battaglia antifascista.
Sul finire degli anni 1920 si erano consolidate all'interno del PSI in esilio due posizioni politiche distinte. La prima, guidata da Pietro Nenni e reputata di "destra", auspicava la riunificazione con i riformisti del PSULI e un ingresso congiunto nell'Internazionale Operaia Socialista (IOS).
La seconda posizione di ultra-sinistra era propugnata dalla rivoluzionaria e oratrice poliglotta russa Angelica Balabanoff, già segretaria politica del PSI dal 15 gennaio 1928 e direttrice dell'Avanti!, erede della componente massimalista un tempo maggioritaria nel partito dopo la scissione dei comunisti nel 1921 e l'espulsione dei riformisti nel 1922 e prima dello scioglimento ope legis del PSI nel 1926. Essa difendeva strenuamente la linea e i metodi rivoluzionari, ma in autonomia e financo in polemica con Mosca e al tempo stesso rifiutava qualunque collaborazione con i riformisti (i «socialsciovinisti», nella terminologia d'allora), prospettando a livello internazionale l'affiliazione del PSI al Bureau di Londra.
Nei preliminari del Convegno socialista di Grenoble, tenutosi il 16 marzo 1930, Pietro Nenni e la sua frazione fusionista uscirono dal PSI ufficiale e successivamente in occasione del XXI congresso, tenutosi in esilio a Parigi nella Casa dei Socialisti francesi dal 19 al 20 luglio 1930, passato alla storia come il Congresso dell’Unità, si fusero con il Partito Socialista Unitario dei Lavoratori Italiani di Turati, Treves e Giuseppe Saragat dando vita al Partito Socialista Italiano – Sezione dell'Internazionale Operaia Socialista.
La frazione della Balabanoff, conosciuta col nome di Partito Socialista Italiano (massimalista), proseguì l'attività politica pubblicando l'Avanti! (che restò ai massimalisti) fin oltre il 1940, sciogliendosi al finire della seconda guerra mondiale con l'adesione dei suoi esponenti al Partito Socialista Italiano di Unità Proletaria (PSIUP), tra cui la Balabanoff, o al ricostituito PCd'I come Partito Comunista Italiano (PCI).
Nel XXII congresso, svoltosi in esilio a Marsiglia nell'aprile del 1933, Nenni fu eletto per la prima volta segretario politico, sostituendo il suo predecessore Ugo Coccia, morto il 23 dicembre 1932. Anche direttore dell'Avanti!, Nenni ricoprì la carica di segretario per quattordici anni sino all'aprile del 1945.
Inizialmente il programma concentrazionista di Nenni dette vita anche a un accordo con il movimento Giustizia e Libertà di Carlo Rosselli che sancì l'ingresso dello stesso nella Concentrazione Antifascista (ottobre 1931). Il successivo orientamento di Nenni in direzione di un patto d'unità d'azione con il PCd'I condusse nel maggio 1934 allo scioglimento definitivo della Concentrazione Antifascista. Il documento del patto d'unità d'azione con il PCI, sottoscritto da Nenni nell'agosto 1934 non ignorava le divergenze ideologiche e tattiche delle due formazioni politiche, ma ne ribadiva la piena autonomia.
Nell'ottobre 1935 Nenni promosse insieme al PCI la convocazione di un congresso degli Italiani all'estero contro la guerra d'Abissinia.

#### Partecipazione alla guerra civile spagnola
Il 27 ottobre 1936 durante la guerra civile spagnola repubblicani, socialisti e comunisti italiani firmarono a Parigi l'atto costitutivo del Battaglione Garibaldi, del quale venne designato a comandante Randolfo Pacciardi. La formazione venne inquadrata nelle Brigate internazionali.
Anche Nenni combatté al fianco di democratici provenienti da tutto il mondo e venne nominato commissario politico di divisione e delegato dell'IOS.
Dopo la caduta di Barcellona, avvenuta il 26 gennaio del 1939, i sopravvissuti antifascisti italiani rientrarono in Francia.
Pochi mesi dopo scoppiò la seconda guerra mondiale, con l'entrata in guerra dell'Italia e l'occupazione tedesca della Francia (giugno 1940), che vide la collaborazione dei socialisti con il movimento partigiano nella Francia occupata dai nazisti.
Con l'aggressione nazista all'Unione Sovietica e la conseguente rottura del Patto Molotov-Ribbentrop, nell'ottobre 1941 venne firmato a Tolosa un nuovo patto di unità d'azione tra socialisti e comunisti italiani, con l'adesione anche di Giustizia e Libertà.
Arrestato dalla Gestapo a Saint-Flour nel sud della Francia l'8 febbraio 1943, Nenni fu poi trasferito a Parigi nel carcere di Fresnes, dove rimase rinchiuso per circa un mese. Il 5 aprile venne consegnato alla polizia fascista italiana alla frontiera del Brennero, probabilmente su richiesta di Mussolini, che così lo salvò dalla deportazione nei campi di concentramento nazisti.

### Rinascita tra la Resistenza e la Repubblica

#### Ricostituzione clandestina nel territorio dell'Italia centrale e meridionale

Il documento falso usato da Olindo Vernocchi durante la Resistenza

Il 22 luglio 1942 nello studio di Olindo Vernocchi a Roma si tenne la riunione nella quale si decise la ricostituzione clandestina del PSI sul territorio dell'Italia centrale e meridionale. Vi parteciparono Oreste Lizzadri, Giuseppe Romita, Nicola Perrotti ed Emilio Canevari. Il partito cominciò a consolidarsi e il cosiddetto «gruppo dei cinque» riallacciò i contatti con i vecchi militanti, viaggiando per tutta l'Italia centrale e meridionale e promuovendo azioni antifasciste direttamente nella città di Roma, oltre alla diffusione di volantini e stampa clandestina e sostegno agli scioperi (particolarmente importante quello del 1º maggio 1943 di cui furono protagonisti gli studenti universitari).
Il 26 luglio 1943, il giorno seguente l'arresto di Mussolini sfiduciato dal Gran Consiglio del Fascismo con l'ordine del giorno Grandi, Vernocchi e Romita andarono in rappresentanza del PSI in seno al Comitato delle Opposizioni dal re Vittorio Emanuele III a chiedere lo scioglimento del Partito Nazionale Fascista. Vernocchi si adoperò in particolar modo affinché nel detto Comitato fossero inclusi anche i comunisti, vincendo le resistenze di Alcide De Gasperi.
L'11 settembre 1943 venne pubblicato il primo e unico numero del giornale il Lavoro d'Italia, che sostituiva il precedente Lavoro Fascista, nel quale si esortavano i lavoratori italiani alla resistenza contro i nazisti. Diretto congiuntamente da Vernocchi, dal democristiano Alberto Canaletti Gaudenti e dal comunista Mario Alicata, era espressione del comitato sindacale interconfederale, segno della volontà dei maggiori partiti antifascisti di concentrare le forze sindacali in un unico soggetto.

#### Nascita del Partito Socialista Italiano di Unità Proletaria

Falso documento di identità intestato a Nicola Durano di Siracusa utilizzato da Sandro Pertini durante la clandestinità

Il 22–25 agosto 1943, nel corso dell'incontro tenutosi in casa di Oreste Lizzadri, in viale Parioli 44 a Roma, i militanti del PSI clandestino dell'Alta Italia, il PSI clandestino del Centro-Sud Italia e gli esponenti del PSI rientrati dall'esilio in Francia si fusero con il Movimento di Unità Proletaria di Lelio Basso. Nacque così il Partito Socialista Italiano di Unità Proletaria (PSIUP), che raggruppava una parte consistente di personalità influenti della sinistra italiana antifascista, come i futuri presidenti della Repubblica Giuseppe Saragat e Sandro Pertini, il giurista Giuliano Vassalli, lo scrittore Ignazio Silone, l'avvocato Lelio Basso e il futuro Ministro dell'interno Giuseppe Romita. A diventare segretario del partito fu Pietro Nenni.
Il PSIUP durante la Resistenza partecipò attivamente al Comitato di Liberazione Nazionale organizzando proprie formazioni partigiane denominate Brigate Matteotti. In questo contesto si avvicinò in particolare al PCI, con una politica di unità d'azione volta a modificare le istituzioni in senso socialista.
Il 4 agosto 1944, dopo la liberazione della capitale, Romita e Olindo Vernocchi firmarono assieme ai comunisti Giorgio Amendola e Giovanni Roveda il patto d'azione tra PSI e PCI.
Si arrivò anche a ipotizzare una possibile fusione tra i due partiti che potesse ricomporre la storica frattura della scissione di Livorno. Questa politica, osteggiata dalla destra del partito guidata da Saragat, era in buona parte legata alla preoccupazione che divisioni interne alla classe operaia potessero favorire l'ascesa di movimenti di destra autoritaria come era avvenuto nel primo dopoguerra con il fascismo.

#### XXIV Congresso a Firenze del PSI e I Congresso del PSIUP
Al XXIV congresso, il primo nel dopoguerra, che si svolse al teatro comunale di Firenze tra l’11 e il 17 aprile del 1946, il partito si trovò unito sotto la guida di Pietro Nenni a rivendicare la paternità e l’attualità della Costituente, alla quale i socialisti, più dei comunisti, avevano lavorato con coerenza e senza ripiegamenti. Tuttavia sui caratteri fondamentali del partito, in particolare sul rapporto col PCI, il PSIUP si trovò diviso in tre. L'obiettivo della fusione con il PCI era stato ufficialmente abbandonato anche dalla maggioranza che faceva capo a Lelio Basso e Rodolfo Morandi con la copertura di Nenni. A questa prospettiva restavano legati ormai solo Oreste Lizzadri e Francesco Cacciatore, che furono poi indotti a ritirare il loro documento e a convergere sulla mozione Morandi-Basso.
Sandro Pertini si era spostato su posizioni mediane, difendendo l’autonomia e l’indipendenza del partito dai comunisti e firmando una mozione assieme a Ignazio Silone. Su questa mozione ripiegarono anche i giovani raccolti attorno alla rivista Iniziativa Socialista, che contestavano i governi ciellenisti e sognavano una rivoluzione libertaria e non leninista. Saranno il perno su cui Saragat agirà poi nel 1947 per far scattare la molla della scissione.
Su posizioni ancora più intransigentemente autonomiste stavano i socialisti raccolti nella mozione di Critica Sociale, appunto Saragat, Giuseppe Faravelli, Giuseppe Emanuele Modigliani, Ludovico D'Aragona e Alberto Simonini.
Il congresso segnò una svolta. Il confronto, anzi lo scontro, non era più sul tema dell’attualità o meno della fusione, ma sul modello di socialismo. Nel suo intervento Saragat richiamò il fatto che «lo sviluppo di un socialismo autocratico e autoritario [era] uno dei problemi attuali» e gli contrapponeva il suo socialismo democratico. Basso parlò di un profondo dissenso «tra lo spirito classista e lo spirito liberalsocialista». Alla fine il congresso diede un esito clamoroso. Le mozioni di Pertini, Silone e di Critica Sociale raggiunsero il 51 per cento mentre quella cosiddetta di Base, cioè di Basso e Morandi, solo il 49. La direzione venne composta per metà da membri della mozione di Base e per metà da esponenti delle altre due. Nenni da segretario si trasferì alla presidenza e segretario del partito venne eletto Ivan Matteo Lombardo, un esponente relativamente conosciuto, invece di Pertini, come ci si attendeva.

#### Campagna elettorale per l'Assemblea Costituente e referendum monarchia o repubblica
In occasione del referendum istituzionale del 2 giugno del 1946 il PSIUP fu uno dei partiti più impegnati sul fronte repubblicano, al punto da venire identificato come «il partito della Repubblica»; famoso rimase lo slogan di Nenni «O la Repubblica, o il caos!»

### Dall'Assemblea Costituente al centro-sinistra

#### Scissione socialdemocratica di palazzo Barberini
Il XXV congresso socialista, convocato in via straordinaria a Roma nella Città Universitaria dal 9 al 13 gennaio 1947, fu voluto fortemente da Nenni per analizzare la situazione di attrito tra le componenti di maggioranza e minoranza con l'obiettivo di riunire le diverse posizioni, ma fallì questo scopo primario.

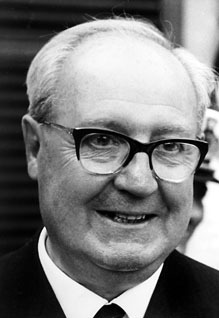
Giuseppe Saragat

La componente riformista del PSIUP guidata da Saragat rimproverava agli altri esponenti socialisti di essere pressoché schiacciati sulle posizioni del PCI e di mantenere dei forti legami con l'Unione Sovietica, a differenza della collocazione assai più autonoma degli altri partiti socialisti europei. Saragat volle parlare alla Città universitaria e svolse una dura requisitoria contro Nenni e poi con un gruppo di delegati se ne andò raggiungendo gli altri delegati democratico-riformisti già riuniti a Palazzo Barberini dove propose ai presenti la costituzione di un nuovo partito socialista autonomo dai comunisti.

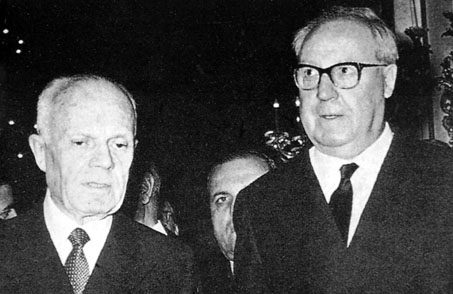
Giuseppe Saragat con Sandro Pertini nel 1979

Sandro Pertini e Alberto Simonini si sforzarono comunque di mediare fra i due gruppi, per tentare di mantenere unito il partito, anche in vista delle probabili decisive elezioni politiche dell'anno successivo. «Pertini non si rassegnò e decise di gettarsi a capofitto, com'era nella sua indole, nella baraonda congressuale recandosi personalmente a Palazzo Barberini per un disperato estremo tentativo. Quando arrivò venne accolto da un grido di vittoria, «Sandro, Sandro», coi delegati scissionisti tutti in piedi, convinti che anche Pertini si fosse unito a loro. Ma quando egli volle manifestare il suo proposito unitario, Saragat gli rispose ringraziandolo, ma dichiarando che ormai la scissione era stata consumata. Simonini, invece, aveva parlato alla Città universitaria invitando i seguaci di Nenni e Basso a non rompere i ponti, a «non spezzare le possibilità».
Tutti i tentativi di mediazione fallirono. Come disse Nenni in maniera rassegnata, la scissione fu causata dalla «forza delle cose».
Il 10 gennaio 1947, su proposta di Olindo Vernocchi, il PSIUP tornò a chiamarsi PSI nel timore che gli scissionisti potessero appropriarsi della denominazione storica del partito.
L'11 gennaio l'ala guidata da Giuseppe Saragat uscì dal PSIUP e diede vita al Partito Socialista dei Lavoratori Italiani (PSLI), in seguito divenuto Partito Socialista Democratico Italiano (PSDI), riprendendo il nome deciso dal II Congresso socialista di Reggio Emilia nel 1893 e poi adottato da Turati, Treves e dallo stesso Saragat negli anni dell'esilio a Parigi.
La scissione costò al PSIUP la trasmigrazione nel nuovo partito di 50 parlamentari, quasi la metà dei rappresentanti socialisti alla Costituente, detti per questo autonomisti, oltre che di una folta schiera di dirigenti e intellettuali, fra cui Paolo Treves, Ludovico D'Aragona, Giuseppe Emanuele Modigliani e Angelica Balabanoff.

#### Fronte Democratico Popolare con il Partito Comunista Italiano
In ottobre la scissione socialdemocratica fu parzialmente compensata dall'ingresso nel PSI dell'ala socialista degli ex-azionisti (tra cui Emilio Lussu, Riccardo Lombardi, Norberto Bobbio e Francesco De Martino) a seguito dello scioglimento di quel partito.
Al XXVI Congresso di Roma del 19–22 gennaio 1948 Nenni propose ai socialisti la presentazione di liste unitarie con il PCI per le elezioni politiche dell'aprile 1948. Tale proposta incontrò l'opposizione di Pertini, che pur essendo fautore dell'unità del movimento dei lavoratori e dell'unità d'azione con i comunisti era anche un fervido sostenitore dell'autonomia socialista nei confronti del PCI. La sua mozione fu tuttavia minoritaria e al prevalere della linea di Nenni si adeguò alla decisione della maggioranza.
La lista comune del PSI e del PCI, denominata Fronte Democratico Popolare, contrassegnata dal simbolo dell'effigie di Giuseppe Garibaldi, perse nettamente le elezioni politiche del 1948 e per quanto riguarda i socialisti essi elessero un numero molto ridotto di deputati e senatori rispetto alla rappresentanza del 1946, essendo i candidati socialisti penalizzati nelle preferenze rispetto agli esponenti del PCI, sorretti dalla capillare e strutturata macchina organizzativa del loro partito.
L'anno successivo parte della corrente autonomista del PSI, capeggiata da Giuseppe Romita, uscì dal partito per unirsi nel dicembre 1949 a una parte dei socialisti democratici a loro volta usciti dal PSLI perché in polemica con il suo eccessivo centrismo, dando vita a un nuovo partito che prenderà il nome di Partito Socialista Unitario.
Nel maggio 1951 il PSLI e il PSU si riunificheranno nel Partito Socialista – Sezione Italiana dell'Internazionale Socialista (PS-SIIS), che nel gennaio 1952 assume la denominazione di Partito Socialista Democratico Italiano (PSDI).
Dopo la sconfitta elettorale del 1948 la lista del Fronte Democratico Popolare non venne riproposta e il partito rimase fedele alleato del PCI negli anni a seguire, accomunati dall'opposizione ai governi centristi guidati dalla Democrazia Cristiana.

Insieme condussero nel 1949 la battaglia contro l'ingresso dell'Italia nella NATO. L'allora presidente del gruppo parlamentare al Senato, il futuro presidente della Repubblica Sandro Pertini, dichiarò il voto contrario del partito all'adesione al Patto Atlantico, inteso come uno strumento di guerra e in funzione antisovietica nell'intento di dividere l'Europa e di scavare un solco profondo per separare il continente europeo, sottolineando come il Patto Atlantico avrebbe influenzato la politica interna italiana con conseguenze negative per la classe operaia. In quella seduta difese anche la pregiudiziale pacifista del gruppo socialista, esprimendo solidarietà nei confronti dei compagni comunisti, a suo dire veri obiettivi del Patto Atlantico, concludendo con le seguenti parole: 
PCI e PSI, seguendo le indicazioni che giungevano dal Cominform, agirono costantemente per contrastare il ruolo egemonico degli Stati Uniti d'America nel mondo occidentale, sostenendo la lotta dei paesi dell'Africa e dell'Asia contro le potenze coloniali.
Una grande battaglia parlamentare e di piazza venne ingaggiata dai due partiti contro la nuova legge elettorale maggioritaria del 1953, la cosiddetta legge truffa. Sandro Pertini pronunciò un duro intervento in Senato contro l'approvazione del provvedimento nella seduta del 10 marzo.

#### Primi governi di centro-sinistra e centro-sinistra organico
Preannunciata da Pietro Nenni al XXXI congresso di Torino del 1955, la svolta nella storia del PSI si concretizza nel XXXII Congresso di Venezia del 1957 quando anche a seguito della diversa valutazione dell'invasione sovietica dell'Ungheria del 1956, che aveva portato ad una rottura col PCI, i socialisti cominciavano a guardare favorevolmente a una collaborazione con la Democrazia Cristiana (DC). Si rafforzò il nesso socialismo uguale democrazia e il PSI abbandona i legami con il blocco sovietico.
Il PSI condurrà comunque una battaglia al fianco del PCI contro il Governo Tambroni appoggiato dal Movimento Sociale Italiano.
Nel 1963 il PSI entrò direttamente nel governo, con il primo esecutivo guidato da Aldo Moro, dopo aver già iniziato l'avvicinamento all'area di governo con l'astensione nei confronti dei precedenti governi Fanfani III, Fanfani IV e Leone I.

#### Scissione della sinistra socialista
L'entrata al governo però causò una nuova spaccatura. La corrente di sinistra capeggiata da Lelio Basso, Dario Valori, Tullio Vecchietti e Vincenzo Gatto nel gennaio del 1964 uscì dal partito e diede vita a una nuova formazione politica che si definì Partito Socialista Italiano di Unità Proletaria (PSIUP), riprendendo il nome adottato dal PSI nel periodo 1943-1947.

#### Breve esperienza del PSI-PSDI Unificati
Il 30 ottobre 1966 il PSI e il PSDI, dopo alcuni anni di comune presenza all'interno dei governi di centro-sinistra, decisero di riunificarsi nel Partito Socialista Unificato (PSU); i rispettivi apparati rimasero tuttavia distinti e, all'atto pratico, la fusione non venne mai concretizzata appieno. Nelle successive elezioni politiche del 1968 il PSU conseguì il 14,48% dei voti alla Camera e il 15,22% al Senato, un pessimo risultato elettorale in quanto il nuovo partito perse il 5,46% dei voti alla Camera e il 5,14% al Senato rispetto alla somma dei voti ottenuti dai due partiti divisi nelle precedenti elezioni politiche del 1963 (Camera 19,94% = 13,84% PSI + 6,10% PSDI; Senato 20,36% = 14,01% PSI + 6,35% PSDI) perdendo complessivamente 29 deputati e 12 senatori, a tutto vantaggio della DC e del PRI da un lato e del PCI dall'altro, i quali videro aumentare i propri consensi.
Di conseguenza l'unità socialista entrò in crisi e il 28 ottobre 1968 il PSU riprese la denominazione di Partito Socialista Italiano mentre la componente socialdemocratica nel luglio 1969 prese il nome di Partito Socialista Unitario, che nel febbraio 1971 ridiventò Partito Socialista Democratico Italiano. I due partiti tornarono a concorrere con proprie liste autonome in occasione delle elezioni politiche del 1972, nelle quali il PSI conseguì il 9.61% dei voti alla Camera e il 10,71% al Senato mentre il PSDI il 5.14% dei voti alla Camera e il 5,36% al Senato.

#### Crisi definitiva del centro-sinistra
Le divergenze tra socialisti e democristiani, che avevano fatto concludere anticipatamente la legislatura precedente, si mantennero anche dopo il voto, tanto che Giulio Andreotti formò un governo composto da DC, PSDI e PLI (quest'ultimo per la prima volta al governo dal 1957), con l'appoggio esterno del PRI e senza il sostegno del PSI. Il governo, che rappresentava un debole tentativo di ritorno al centrismo, cadde dopo un anno e Andreotti fu sostituito da Mariano Rumor, che ripropose la formula del centro-sinistra. Dopo solo un anno tornarono a presentarsi dissensi nella coalizione di governo che decretarono la caduta di Rumor e il ritorno di Aldo Moro a guida di un governo centrista, ma sostenuto anche da socialisti e socialdemocratici.

### Referendum sul divorzio del 1974

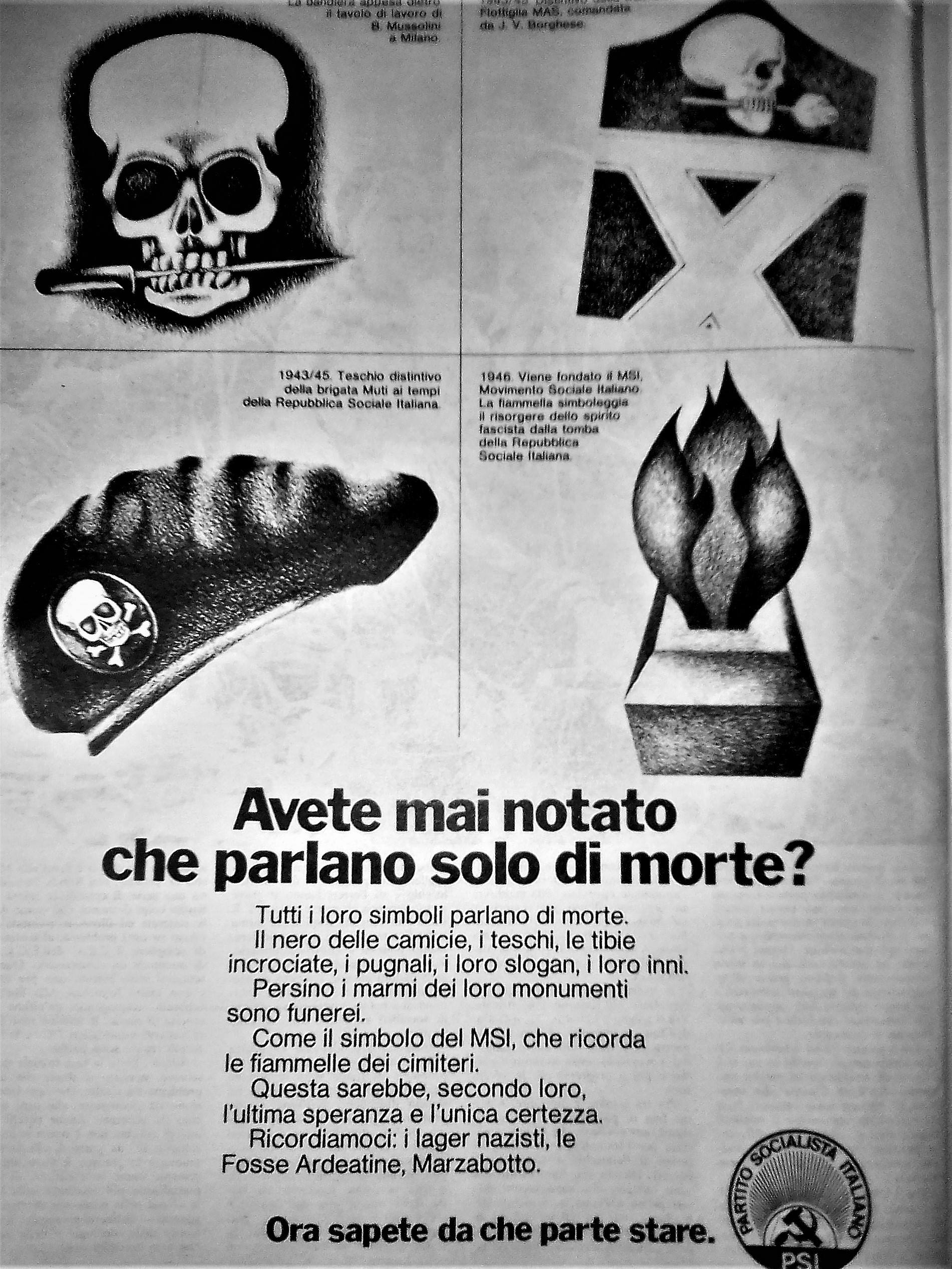
Inserzione antifascista sul periodico socialista "Proposta" (1972)

La campagna referendaria sul divorzio contribuì a dividere ulteriormente il fronte dei partiti laici (capitanato da radicali e socialisti, ma in cui erano presenti anche socialdemocratici, repubblicani e liberali) dalla DC, il cui segretario dell'epoca Amintore Fanfani si era messo a capo dello schieramento antidivorzista, composto anche da varie associazioni cattoliche e dal Movimento Sociale Italiano (nonostante il suo segretario Giorgio Almirante avesse divorziato dalla prima moglie in Brasile) e con l'appoggio dichiarato delle gerarchie ecclesiastiche.
Fanfani aveva scelto di condurre sul referendum una battaglia campale, confortato in questo da tutto il suo partito, anche se la sinistra DC e il governo (compreso il presidente del Consiglio Mariano Rumor) rimasero in disparte durante la campagna referendaria. L'esito della consultazione fu perciò interpretato al di là del merito della questione come una dura sconfitta personale per Fanfani, visto come l'attore principale del fronte del «sì», che aveva cercato di sfruttare la campagna referendaria anche a fini prettamente politici, convinto che un'eventuale vittoria abrogazionista avrebbe frenato l'allora ascesa del PCI di Enrico Berlinguer, fra i maggiori esponenti del fronte del «no». La sconfitta antidivorzista rappresentò di fatto l'inizio della caduta politica di Fanfani, fra i più longevi protagonisti della Prima Repubblica. La successiva débâcle democristiana alle elezioni regionali del 1975 lo costringerà a lasciare la carica di segretario a Benigno Zaccagnini.
La vittoria del «no» al referendum convinse la maggioranza del PSI che i tempi erano maturi per l'alternativa di sinistra, ovvero per l'ingresso al governo del PCI con i socialisti e i partiti laici minori.

### Differenze ideologiche e politiche interne
Nel luglio 1972 aderisce al PSI la maggioranza degli esponenti del Movimento Politico dei Lavoratori (formazione politica di cattolici di sinistra candidatasi autonomamente alle elezioni politiche del 1972, raggiungendo lo 0,36% di voti alla Camera senza eleggere alcun deputato), tra cui Livio Labor, Luigi Covatta, Gennaro Acquaviva e Marco Biagi (la corrente di sinistra dell'MPL promuove invece la nascita di Alternativa Socialista, poi confluita nel PdUP).
Questi eventi danno un'idea del travaglio politico del PSI di quegli anni, periodo nel quale convivevano nel partito due anime, ovvero una tendente a una maggiore coesione con il PCI (con l'idea che il PSI non sarebbe mai tornato al governo senza il PCI) e un'altra tendente a perseguire una politica di riforme progressive sulla scia dei partiti della socialdemocrazia europea.
All'epoca tra le file socialiste si fronteggiavano le posizioni di Francesco De Martino, tendente a intensificare i legami con i comunisti nella prospettiva dell'alternativa di sinistra, quelle di Giacomo Mancini, incline a ritagliare un ruolo autonomo del PSI tra democristiani e comunisti, quelle di Riccardo Lombardi, che auspicava un governo con un PCI indirizzato verso la socialdemocrazia e quelle degli autonomisti, sostenitori delle riforme progressive e vicini alle opinioni saragattiane (questi ultimi erano in minoranza quando Bettino Craxi venne eletto segretario).

### Elezioni amministrative del 1975
Le elezioni amministrative e regionali del 15-16 giugno 1975 vedono per la prima volta al voto i diciottenni a seguito dell'entrata in vigore della legge di abbassamento della maggiore età da 21 a 18 anni. L'affluenza alle urne è del 92,8% degli aventi diritto. Si registra un forte avanzamento del PCI, ora al 33% e a soli 3 punti dalla DC. Il PCI governa in cinque regioni (Emilia, Toscana, Umbria, Piemonte e Liguria). Nascono le cosiddette «giunte rosse» nelle prime quattro città italiane:
- Milano, con il sindaco Aldo Aniasi (PSI) fino al 12 maggio 1976, e con il sindaco Carlo Tognoli (PSI) fino al 1985;
- Napoli, con il sindaco Maurizio Valenzi (PCI) fino al 1983;
- Torino, con il sindaco Diego Novelli (PCI) fino al 1985;
- Genova, con il sindaco Fulvio Cerofolini (PSI) fino al 1985;

a cui si aggiunge nel 1976
- Roma, con il sindaco Giulio Carlo Argan (sinistra Indipendente) dal 9 agosto 1976 al 25 settembre 1979 e con il sindaco Luigi Petroselli (PCI) fino al 1981.

Il PSI ottiene modesti risultati, ma grazie agli accordi con il PCI riesce a ottenere i sindaci di Milano e Genova e importanti incarichi assessorili nelle giunte rosse.

### XL Congresso a Roma

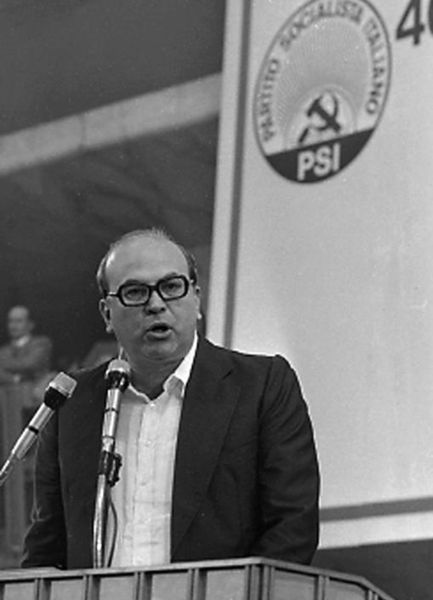
Bettino Craxi al XL Congresso del PSI a Roma

Nel marzo 1976 si tenne a Roma il XL Congresso del PSI. Le correnti socialiste erano cinque:
- area Francesco De Martino (42,7%);
- area Giacomo Mancini (19,8%);
- area Riccardo Lombardi (17,8%);
- area Pietro Nenni (14%);
- area Luigi Bertoldi (5,7%).

La maggioranza venne costituita da un'alleanza fra De Martino e Mancini e prevedeva la nomina del primo alla carica di segretario.

### Alternativa di sinistra
Sotto la guida di De Martino il PSI ritira l'appoggio ai governi a guida democristiana con l'obiettivo di supportare la crescita elettorale del PCI al fine di arrivare a un esecutivo guidato dalle sinistre. De Martino disse che il PSI aveva una funzione politica a termine, cioè permettere la completa maturazione del PCI fino alla sua partecipazione diretta al governo. Una volta raggiunta tale maturazione, il PSI avrebbe esaurito la propria funzione.
Alle elezioni politiche del 1976 dopo una campagna elettorale svolta all'insegna dell'alternativa di sinistra alla DC ottenne gli stessi risultati elettorali del 1972, il punto più basso di sempre mai raggiunto dal PSI, con un'imprevista flessione negativa rispetto al precedente turno di elezioni amministrative e lo squilibrio elettorale col PCI che sfiora il 35%. In ogni caso dopo le elezioni politiche proprio grazie al PSI la sopraddetta alternativa era stata resa possibile in quanto vi fu il «non dissenso» di PSDI, PRI e DP, ma non l'assenso del PCI, fisso nella sua politica del «compromesso storico».

### Segreteria Craxi

#### Elezione di Craxi a segretario politico
In questo contesto il Comitato Centrale del PSI, tenutosi all'Hotel Midas di Roma nel luglio 1976, ritira la fiducia a De Martino, eleggendo segretario nazionale l'allora quarantenne Benedetto Craxi, detto Bettino, in quel momento vicesegretario e membro di punta della corrente autonomista di Pietro Nenni. Il nome di Craxi viene proposto da Giacomo Mancini per un mandato "di transizione" e ottiene i consensi di Claudio Signorile e di Enrico Manca. Infine, è eletto all'unanimità dai 23 delegati del partito. Nuovo vicesegretario sarà il dirigente siciliano Salvatore Lauricella della corrente demartiniana.
La scelta di Craxi, considerato un segretario di transizione in quanto esponente della corrente minoritaria del PSI, è legata anche a una rivolta generazionale dei cosiddetti «quarantenni», ovvero i luogotenenti dei vecchi leader del partito: Enrico Manca e il citato Lauricella della componente demartiniana, Claudio Signorile, Fabrizio Cicchitto e Gianni De Michelis della componente di sinistra lombardiana, con il beneplacito dell'anziano leader calabrese Giacomo Mancini.
Craxi, conscio della necessità di risvegliare l'orgoglio dei socialisti per garantire la permanenza in vita del Partito (primum vivere), inizia una politica di disturbo della strategia berlingueriana del compromesso storico, riproponendo con forza la proposta dell'alternativa di sinistra (il che gli garantisce il consenso della componente di sinistra del PSI), ma sulla base di una politica di autonomia dalla tradizione social-comunista, attaccando i legami ancora forti del PCI con l'Unione Sovietica e cercando un costante collegamento con i partiti socialisti e socialdemocratici europei.

#### Progetto Socialista
Negli ultimi mesi del 1977 la Direzione del PSI si riunisce per elaborare i punti e i progetti principali di un programma, da presentare al prossimo Congresso, su cui basare l'azione politica del Partito. Le prime riunioni si svolsero a Trevi il 3 e il 4 ottobre.
Nella riunione del Comitato Centrale del PSI del 19 gennaio 1978, il segretario Craxi presenta una relazione scritta che contiene al suo interno una bozza del cosiddetto Progetto Socialista, un documento in cui si prefigura un PSI libertario, "critico, non dogmatico" nei confronti del marxismo, fautore di una maggiore "democrazia industriale" e aperto a tutte le istanze del socialismo e della sinistra.
Alla visione di tale bozza, l'ex segretario Francesco De Martino esprime le sue perplessità riguardo un PSI critico nei confronti del marxismo e, in generale, riguardo un Progetto da lui considerato grezzo e ambiguo.
Ebbe inizio un dibattito all'interno e all'esterno del partito, con conferenze, manifestazioni e incontri organizzati dal PSI, dall'Avanti! e dalle riviste Mondoperaio e Critica Sociale.

#### XLI Congresso a Torino
Dal 30 marzo al 2 aprile 1978 si tiene a Torino il XLI Congresso del PSI in cui Craxi riuscì a farsi rieleggere segretario col 65% di voti, percentuale mai raggiunta prima da un segretario socialista, grazie al consolidamento del pur innaturale asse tra la sua corrente Autonomia Socialista di ispirazione nenniana e la sinistra lombardiana rappresentata da Claudio Signorile e Gianni De Michelis e con la benedizione dell'ex segretario Giacomo Mancini. L'opposizione era guidata dall'ex demartiniano Enrico Manca.
Il Congresso discute il progetto socialista, un documento in cui si prefigura un'Italia volta ad un socialismo liberale e libertario, basato sull'affermazione dei diritti civili e il superamento della legislazione d'emergenza dovuta all'offensiva terroristica.
Il Congresso infatti si svolge proprio durante i drammatici giorni del sequestro del leader democristiano Aldo Moro rapito il 16 marzo 1978 a Roma dalle Brigate Rosse. Nella sua replica al termine dei lavori congressuali Craxi si distacca dai sostenitori più intransigenti della ragion di Stato, affermando che essendo in gioco una vita umana non dovrebbero essere lasciati cadere alcuni margini ragionevoli di trattativa. Craxi respinge anche polemicamente le richieste avanzate dal leader repubblicano Ugo La Malfa riguardo alle dimissioni del presidente della Repubblica Giovanni Leone (la proposta di La Malfa era che il Parlamento eleggesse Moro prigioniero delle Brigate Rosse nuovo capo dello Stato) e ricorda al segretario repubblicano di essere stato uno dei grandi elettori di Leone.

#### Tentativi di salvare la vita di Aldo Moro
Nei giorni successivi Craxi intensifica gli sforzi per favorire una «soluzione umanitaria» che consentisse la liberazione dello statista democristiano senza intavolare una vera e propria trattativa con il cosiddetto «partito armato», ma ipotizzando un atto autonomo di clemenza dello Stato nei confronti di un esponente brigatista non macchiatosi di omicidi. Tutto il PSI, con alcune eccezioni come quella dell'ex presidente della Camera Sandro Pertini, appoggiò questa linea del segretario, che si rifaceva alla tradizione del cosiddetto «umanesimo socialista» (si pensi alla più importante istituzione sociale milanese, la Società Umanitaria, risalente ai primi del XX secolo, alla quale collaborarono Turati, Osvaldo Gnocchi Viani e Emilio Caldara, primo sindaco socialista di Milano).
Craxi fu l'unico leader politico insieme ad Amintore Fanfani e Marco Pannella a dichiararsi contrario all'intransigente «linea della fermezza» che arrivava a sostenere la non riferibilità a Moro delle lettere inviate dallo statista democristiano dalla «prigione del popolo» brigatista perché plagiato dallo stato di soggezione fisica, morale e psicologica dovuto alla prigionia.
Il PSI si attirò addosso le pesanti critiche del cosiddetto «partito della fermezza», guidato innanzitutto dai comunisti e dal direttore del quotidiano La Repubblica Eugenio Scalfari, peraltro ex-parlamentare socialista.
La politica si divise in due fazioni. Da una parte vi era il fronte della fermezza composto dalla DC, dal PSDI, dal PLI e con particolare insistenza dal Partito Repubblicano (il cui leader Ugo La Malfa proponeva il ripristino della pena di morte per i terroristi), che rifiutava qualsiasi ipotesi di trattativa; PCI e MSI, anche se con atteggiamenti diversi, erano gli estremi del «no» alla trattativa. Nel fronte possibilista spiccavano Bettino Craxi e la gran parte dei socialisti, i radicali, la sinistra non comunista, i cattolici progressisti come Raniero La Valle e uomini di cultura come Leonardo Sciascia. Tuttavia all'interno di entrambi gli schieramenti vi erano delle posizioni in dissenso con la linea ufficiale. Per esempio, una parte della DC era per il dialogo, tra cui il presidente della Repubblica Giovanni Leone (pronto a firmare eventuali richieste di grazia) e il presidente del Senato Amintore Fanfani, nel PCI Umberto Terracini era per un atteggiamento «elastico», tra i socialdemocratici Giuseppe Saragat era in dissenso dalla posizione ufficiale del segretario Pier Luigi Romita mentre tra i socialisti Sandro Pertini dichiarò di non voler assistere al funerale di Moro, ma neppure a quello della Repubblica.
Prevalse il primo orientamento, anche in considerazione del gravissimo rischio di ordine pubblico e di coesione sociale che si sarebbe corso presso la popolazione, in particolare presso le forze dell'ordine, che in quegli anni avevano pagato un tributo di sangue altissimo a causa dei terroristi.
Craxi, sulla scorta di una risoluzione della direzione del suo partito, incaricò Giuliano Vassalli di trovare nei fascicoli pendenti il nome di qualche brigatista che non si fosse macchiato di atti di sangue e che potesse essere rilasciato per motivi umanitari.
Il tragico epilogo con cui si concluse il sequestro Moro anticipò comunque una presa di posizione definitiva da parte del mondo politico.

#### Adozione del simbolo del garofano
Già a partire dal 41º congresso il PSI si rinnova nell'ideologia e nell'immagine: quanto a quest'ultima, ai tradizionali falce, martello, sole e libro viene affiancato, e quindi reso dominante, il garofano rosso, in omaggio alla tradizione iconografica ottocentesca pre-bolscevica e alla rivoluzione portoghese dei garofani del 1974.
Sotto la segreteria Craxi avviene un mutamento anche esteriore dei simboli del partito.

Sandro Pertini al 41º congresso nazionale del PSI a Torino il 30 marzo 1978

La grande novità del XLI Congresso del PSI a Torino nel marzo 1978 fu l'apparizione, dietro alla tribuna, di un enorme garofano rosso, simbolo che faceva parte della tradizione socialista italiana già prima del 1917, il quale relegava in basso, e quindi in secondo piano, la falce e martello su libro e sole nascente.
Il logo del PSI ha subito molti mutamenti nel corso della sua storia, i primi dei quali, negli anni quaranta e (a opera di Sergio Ruffolo) nel 1971, non avevano però intaccato la natura del simbolo, imperniata sull'iconografia di falce e martello.
Già prima di arrivare alla segreteria del partito, tra gli anni 1960 e 1980, Bettino Craxi aveva confidato ad amici e collaboratori la volontà di dotare il PSI di un simbolo del tutto rinnovato e (in prospettiva) privo di falce e martello, così da marcare una netta distinzione rispetto al PCI.
Il garofano era già stato usato dai socialisti italiani il 1º maggio 1973, quando Ettore Vitale realizzò per il manifesto del partito dedicato alla festa dei lavoratori l'immagine di un pugno chiuso che stringeva un garofano rosso in orizzontale. Questa venne poi utilizzata come logo del XL Congresso socialista, tenutosi nel febbraio 1976 a Roma. L'immagine recuperava vari stereotipi: il garofano rosso o la rosa rossa del socialismo ottocentesco, il pugno chiuso della tradizione comunista e anarchica, il fiore rosso (garofano o rosa) nel pugno simbolo storico dei partiti socialdemocratici del Nord Europa.
Nel frattempo nel 1974 in Portogallo c'era stata la rivoluzione dei garofani mentre nel 1975 i socialisti francesi avevano scelto il simbolo della "rosa rossa nel pugno", adottato all'epoca anche dai socialdemocratici tedeschi, dai socialisti spagnoli e dall'Internazionale Socialista. In Italia il predetto simbolo socialista era stato adottato dai radicali e quindi non era disponibile per il rinnovato PSI a guida craxiana.
Fu così che nel 1978 al XLI Congresso socialista di Torino venne presentato un nuovo simbolo, ideato e disegnato dall'artista siciliano Filippo Panseca dove campeggiava un garofano rosso enorme, a danno di sole (privato dei raggi), falce, martello e libro, rimpiccioliti in basso. La scelta di Panseca di allestire la scenografia congressuale col solo simbolo del garofano provocò però le ire di alcuni esponenti storici, tra i quali Rino Formica e Nerio Nesi, i quali lamentarono l'assenza di una votazione di approvazione preventiva. Il simbolo "storico" di Sergio Ruffolo fu quindi recuperato e montato in alto a sinistra sopra il palco, mentre il garofano sul podio dell'oratore venne coperto con la bandiera italiana.
Poco dopo si chiese a Ettore Vitale di apportare qualche modifica al simbolo presentato a Torino: rimase l'enorme garofano rosso in mezzo al cerchio, mentre sole senza raggi, falce, martello e libro, seppur ribassati, vennero mantenuti in proporzioni più generose; nella corona circolare rossa venne apposta la scritta Partito Socialista – PSI. In tal modo il nuovo emblema poté essere approvato.
Nei primi anni 1980 Panseca, sempre su incarico di Craxi, cominciò a lavorare a un'ulteriore evoluzione del simbolo, da cui sarebbero definitivamente spariti falce, martello, libro e sole, per lasciare solo il garofano rosso con un lungo gambo verde. Dopo una lunga serie di prove e bozzetti, nel gennaio 1984 il nuovo simbolo era pronto, ma occorse il congresso di Rimini nel 1987 per vederne l'adozione ufficiale, in concomitanza col completamento del percorso di allontanamento dei socialisti dal marxismo. Nel 1991 la scritta Partito Socialista – PSI venne sostituita da Unità Socialista – PSI.
Il garofano rosso sarebbe rimasto l'emblema del partito fino all'Assemblea Nazionale del 16 dicembre 1993, quando venne modificata la scritta nel simbolo in PSI Partito Socialista e il garofano venne sostituito da una rosa rossa. L'intenzione era quella di marcare la discontinuità del nuovo corso del PSI rispetto alla precedente gestione craxiana, collegandosi alla realtà del socialismo e della socialdemocrazia europea: da qui la decisione di eliminare la dizione Italiano dal nome e di inserire nel simbolo la rosa del Partito del Socialismo Europeo. Mantengono il simbolo della rosa nel pugno il partito socialista francese e quello albanese. La rosa rossa in varie modalità grafiche è presente inoltre nei simboli del Partito del Lavoro olandese, del Partito Socialista portoghese, del Partito Laburista inglese, del Partito Socialdemocratico romeno e del Partito Socialdemocratico svedese.
Seguendo la nuova simbologia del Partito socialdemocratico tedesco, il Partito del Socialismo Europeo ha poi trasformato il suo simbolo in un quadrato rosso, adottato in un primo momento anche dal rinnovato PSI, che lo ha personalizzato aggiungendo in basso una banda tricolore. Nel 2019 il rifondato PSI ha adottato nuovamente un logo contenente il garofano rosso, opportunamente ridisegnato, a seguito di una consultazione tra gli iscritti.

#### Elezione di Sandro Pertini a presidente della Repubblica
L'8 luglio 1978, in seguito alle dimissioni del presidente della Repubblica Giovanni Leone, dopo un'estenuante battaglia parlamentare Craxi riuscì a far convergere un gran numero di voti sul nome di Sandro Pertini, primo esponente del partito socialista a salire al Quirinale, che ottenne l'appoggio determinante del PCI, che riteneva l'anziano partigiano socialista non favorevole al nuovo corso craxiano in quanto legato a una concezione tradizionale della sinistra.

#### Revisionismo ideologico socialista, allontanamento dal marxismo e dialettica col PCI
Nell'agosto 1978 apparve sul settimanale L'Espresso un ampio articolo dal titolo Il Vangelo Socialista, le cui idee rielaboravano quelle presenti in un testo fatto pervenire a Craxi da Luciano Pellicani, docente di sociologia politica, in analogia con quello da questi già presentato in una raccolta di contributi in onore di Willy Brandt. Il pezzo, cofirmato da Craxi, sancì la svolta ideologica del PSI con l'apertura di un percorso culturale, distinto da quello del PCI, che prendendo le mosse da Pierre-Joseph Proudhon smarcava nettamente il PSI dal marxismo, rivalutando il socialismo liberale di Carlo Rosselli. L'abbandono della concezione dottrinale del marxismo era stato già effettuato dalla SPD durante il congresso di Bad Godesberg del 1959. La stessa trasformazione avviene in seno agli altri partiti socialisti europei e negli anni 1980 si svolge così anche nel PSI.
Per acquisire credibilità a livello internazionale e candidarsi alla guida della sinistra italiana, al pari con gli altri partiti socialisti e socialdemocratici europei, il gruppo dirigente di Craxi sostenne convintamente un nuovo corso intenzionato a tranciare definitivamente i riferimenti al marxismo, ritenuto non al passo di una realtà sociale ed economica alquanto diversa da quella ottocentesca e della prima metà del XX secolo. Il PSI avrebbe inoltre dovuto dimenticare il suo ruolo di ponte tra DC e PCI e andare all'assalto per demolirlo del compromesso storico.
Il nuovo corso socialista avrebbe anche dovuto chiarire che il capitalismo, sistema economico-politico che i socialisti autonomisti craxiani preferivano chiamare «di libero mercato», fosse perfettamente compatibile con i propri valori. Sotto la sigla del Lib/Lab, nome del saggio redatto dal giornalista Enzo Bettiza e da Ugo Intini nel 1979, il PSI e L'Avanti! lanciarono un dibattito con personalità del mondo liberale, repubblicano e laico come Enzo Bettiza, Giovanni Spadolini e Massimo Pini, cercando di rendere popolare tra i militanti socialisti, attraverso la propaganda e la divulgazione, non solamente la socialdemocrazia, bensì con un ulteriore passo avanti proprio il liberalsocialismo, considerato anche che ancora ai tempi del Midas l'accusa di socialdemocrazia appariva infamante a molti dentro al PSI. Da allora il termine «liberalsocialismo» entrò stabilmente nel linguaggio del PSI, significando che sempre secondo i craxiani tra il socialismo e il libero mercato non esisteva nessuna contraddizione e ponendo la base per la collaborazione nei futuri governi pentapartitici.

Bettino Craxi interviene alla manifestazione funebre per Pietro Nenni

Al decesso di Pietro Nenni avvenuto il primo gennaio 1980, gli subentrava, nella carica di presidente del partito, Riccardo Lombardi: ma questi la manterrà per soli tre mesi, in ragione del contrasto ideologico con la segreteria Craxi che lo porterà alle dimissioni.
Già nei primi mesi della segreteria Craxi, infatti, si era intrapresa la strada di un revisionismo e un rinnovamento ideologico del partito, di cui Luciano Pellicani, che all'epoca era il direttore della rivista socialista Mondoperaio, ne fu l'anima. Con la rivalutazione del pensiero socialista libertario rispetto al marxismo, che culminò nel saggio di Craxi su L'Espresso nel quale si sottolineava tutte le ragioni che conducevano a una sostanziale differenza tra comunismo burocratico e totalitario e socialismo democratico e liberale, condannando senza appello il leninismo: «La profonda diversità dei «socialismi» apparve con maggiore chiarezza quando i bolscevichi si impossessarono del potere in Russia. Si contrapposero e si scontrarono due concezioni opposte. Infatti c'era chi aspirava a riunificare il corpo sociale attraverso l'azione dominante dello Stato e c'era chi auspicava il potenziamento e lo sviluppo del pluralismo sociale e delle libertà individuali. [...] La meta finale è la società senza Stato, ma per giungervi occorre statizzare ogni cosa. Questo è, in sintesi, il grande paradosso del leninismo. Ma come è mai possibile estrarre la libertà totale dal potere totale? [...] [Invece si] è reso onnipotente lo Stato. [...] Il socialismo non coincide con lo stalinismo, [...] è il superamento storico del pluralismo liberale, non già il suo annientamento». Ciò acuì i contrasti con il PCI, già manifestatisi aspramente sulla gestione del sequestro Moro.
Craxi si presentò agli italiani in una maniera nuova in quanto da un lato prese esplicitamente le distanze dal leninismo ispirandosi a forme di socialismo non autoritario e dall'altro si mostrò attento ai movimenti della società civile e alle battaglie per i diritti civili, sostenute dai radicali. Curava inoltre la propria immagine attraverso i mass media e mostrò di non disdegnare la politica-spettacolo.

#### Alleanza del Pentapartito e Presidenza del Consiglio di Craxi
Nel 1981, vista l'indisponibilità del PCI a perseguire l'alternativa di sinistra e la scelta della maggioranza della DC di non proseguire nei cosiddetti «governi di larghe intese», con la partecipazione dei comunisti alla maggioranza di governo (ma senza la presenza di loro rappresentanti nell'esecutivo), si inaugura la stagione dei governi di Pentapartito, costituito dal PSI insieme a DC, PSDI, PLI e PRI.

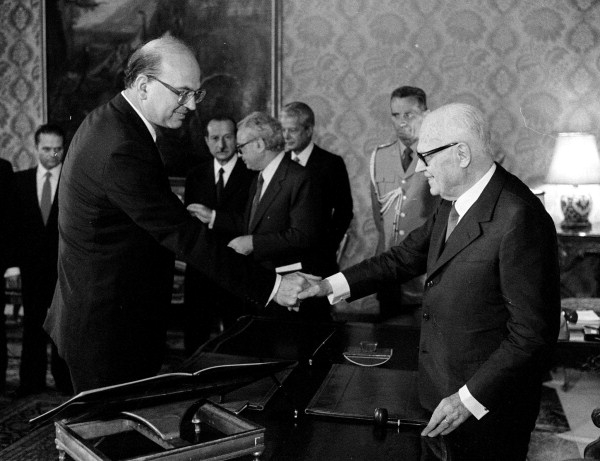
Giuramento del 1º governo Craxi il 4 agosto 1983 davanti al presidente della Repubblica Sandro Pertini

Dopo i primi due governi a presidenza laica guidati dal repubblicano Giovanni Spadolini nel 1981 e nel 1982, nel 1983 nasce il primo governo a guida socialista e Craxi è il primo presidente del Consiglio socialista della storia d'Italia.
Avviò una campagna per la governabilità assumendo toni sempre più decisionisti, con quella che nei giornali sarà chiamata la «grinta» di Craxi. Vi fu anche chi la presentò come l'unica forma di alternativa fino a quando vi fosse stata una «democrazia bloccata» dalla presenza del più grande partito comunista dell'Occidente.

#### XLIII Congresso
Il XLIII congresso nazionale del PSI si svolse a Verona nel maggio 1984. In tale congresso, il presidente di turno dell'assemblea, Carlo Tognoli, propose la candidatura di Craxi come segretario del partito: alla proposta seguì un lungo applauso da parte dei delegati, portando la presidenza dell'assemblea ad eleggere Craxi segretario per acclamazione.
Tale evento, verificatosi per la prima volta nella storia del PSI, destò un certo scalpore, al punto che Norberto Bobbio scrisse un articolo sul quotidiano La Stampa dove criticò il metodo dell'elezione per acclamazione, ritenuto in radicale antitesi per un partito che si considera democratico: il giorno dopo la pubblicazione dell'articolo, lo stesso quotidiano pubblicò due lettere, una di Tognoli e l'altra di Francesco Forte, inviate al direttore del quotidiano, nelle quali i due esponenti socialisti spiegarono che quest'elezione era stata la manifestazione di una volontà unitaria espressa dopo un confronto tra gli iscritti, avvenuto in tutte le fasi congressuali, che rendeva superflua una votazione dall'esito scontato.
Riferendosi a quest'episodio, lo storico Giuseppe Tamburrano così criticò in seguito i modi di gestione di Craxi del partito e delle relazioni con il gruppo dirigente: «Nel PSI vi fu il capo investito direttamente dal Congresso (con una riforma dello Statuto proposta e preparata da me, la quale però prevedeva anche la contestuale elezione congressuale della direzione per bilanciare il potere del leader che fu ovviamente rinviata). Bettino, che aveva oltre all'investitura congressuale un personale carisma, dispensava con un sistema di tipo feudale benefici (cariche) in cambio di risorse e di voti, nel partito e soprattutto alle elezioni. Si crearono così dei veri e propri potentati con un potere relativamente autonomo (come i signori del sistema feudale)».

#### Elezioni politiche del 1987
Nel 1987 il PSI rimuove definitivamente la falce, il martello, il sole e il libro dal proprio simbolo per rimarcare la sua intenzione di costruire una sinistra alternativa e profondamente riformista guidata dal PSI e non più egemonizzata dal PCI.
L'elettorato premia questa scelta con la percentuale di consensi che sale dal 9,8% ottenuto nel 1979 al 14,3% nel 1987. Il PSI però è ancora ben lontano dal rappresentare una guida della sinistra alternativa al PCI, il quale ottiene nel 1987 il 26,6% dei voti.

#### Fine del comunismo e progetto di Unità Socialista
Con la caduta del muro di Berlino avvenuta nel 1989 e la fine del regime comunista nell'Unione Sovietica e nei Paesi dell'ex-blocco sovietico, reputando imminente una conseguente crisi del PCI in Italia, Craxi lancia l'idea dell'Unità Socialista allo scopo di superare la scissione di Livorno del 1921 determinata all'epoca proprio dai diktat sovietici e di ricostituire l'unità della sinistra italiana, inserendola nella tradizione del socialismo democratico dell'Europa occidentale.
La proposta è rivolta al PSDI, essendo ormai superate le motivazioni politiche della scissione di Palazzo Barberini del 1947, e alla componente migliorista del PCI, auspicando che quest'ultima riesca a convincere la maggioranza del partito ad aderire al progetto.
Craxi dimostrerà così una certa lungimiranza in quanto il PCI, perso il suo storico riferimento a livello internazionale, si divide tra coloro che daranno vita al più moderato e riformista Partito Democratico della Sinistra e i militanti che non accettando di non definirsi più comunisti confluiranno nel Partito della Rifondazione Comunista.
Anche i primi riscontri elettorali da parte del PSI paiono incoraggianti, poiché alle elezioni regionali del 1990 i socialisti si portano al 15,3% come media nazionale.
In questo periodo l'immagine del partito viene quasi a coincidere con quella del suo leader, tanto che molti politici, scrittori e giornalisti parleranno di «craxismo». Fu anche in questo periodo che il PSI cominciò a mostrare alcune posizioni severe su temi etico/sociali, come la ferma opposizione alla criminalità organizzata e alla droga: riguardo quest'ultima, secondo alcuni esponenti del Partito Radicale, i socialisti avrebbero rivendicato "coerenze che non esistono" dal momento che diversi anni prima furono presentate proposte di legge, redatte proprio dai socialisti, atte alla depenalizzazione della detenzione di modiche quantità di droghe leggere, come la cannabis.
La vita interna al partito registrava una dialettica sempre più asfittica e la gestione amministrativa, nella quale Rino Formica aveva abbandonato il suo ruolo di tesoriere a favore di Vincenzo Balzamo, vede una preponderanza del segretario politico, riflesso della sua stragrande maggioranza all'interno del congresso. Il ruolo di garante tra le correnti del segretario amministrativo viene meno con la totalitarietà del consenso craxiano e il segretario amministrativo si riduce a mero esecutore delle direttive che sempre più puntualmente gli rivolge il segretario politico.
Nello stesso tempo la gestione del PSI cominciò ad essere accentrata nelle mani del leader, «il partito di Craxi», a cui tutti i notabili ormai si richiamavano. Questo provocò quella che fu detta una mutazione genetica nella base del Partito Socialista Italiano e nel suo elettorato, attratto più dalle capacità leaderistiche di Craxi che dal partito stesso, con conseguenze che dopo le vicende di Tangentopoli saranno fatali per la sinistra italiana. Le Elezioni politiche del 1994 porteranno l’elettorato socialista craxiano, ma anche molti dirigenti socialisti tra i quali Gianni Baget Bozzo, Margherita Boniver, Renato Brunetta, Fabrizio Cicchitto, Franco Frattini e la stessa Stefania Craxi, a contribuire significativamente allo schieramento di centro-destra guidato da Silvio Berlusconi.

### Crisi e messa in liquidazione
In seguito allo scandalo di Tangentopoli del 1992, sollevato dalla magistratura milanese con l'inchiesta denominata mani pulite che coinvolse pesantemente tutti i partiti della Prima Repubblica, il partito entrò in crisi e dopo le dimissioni di Craxi cambiò rapidamente diversi segretari fino al suo definitivo sfaldamento in vari partitini e movimenti.

#### Tangentopoli e governo Amato

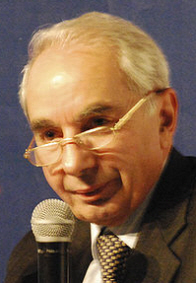
Giuliano Amato

Alle elezioni politiche dell'aprile 1992 il PSI raccolse il 13,5% dei consensi, perdendo lo 0,65% rispetto alle elezioni precedenti e 1,8% rispetto alle elezioni regionali del 1990, con l'elezione di 92 deputati e 49 senatori.
Il presidente della Repubblica Oscar Luigi Scalfaro chiese a Craxi come segretario del PSI una terna di candidati per l'incarico di presidente del Consiglio e ne ricevette l'indicazione di Amato, De Michelis o Martelli, così proposti «non solo per motivi di ordine alfabetico». La presidenza del Consiglio venne così affidata a Giuliano Amato, ma il governo durò meno di un anno, indebolito dalle critiche sul finanziamento pubblico dei partiti e soprattutto dalla sconfitta dei partiti di governo ai referendum del 18 e 19 aprile 1993 promossi dai Radicali. In particolare i cittadini si espressero a favore dell'abolizione del finanziamento pubblico ai partiti con una maggioranza del 90,30%.
Al logoramento seguì il crollo del sistema, puntellato fino alla caduta del muro di Berlino dalla guerra fredda, ma che tolto questo sostegno iniziò ad andare in pezzi. Già durante tutto il decennio precedente alcuni dirigenti del PSI erano stati coinvolti, assieme ad esponenti di altri partiti, funzionari pubblici e imprenditori, in vicende legate a prassi gestionali imputate da anni alla generalità del sistema dei partiti: tra gli scandali che diedero luogo ad inchieste penali a carico di esponenti del partito vi furono quello di Torino del febbraio 1983 (legato ad Adriano Zampini, con un primo coinvolgimento dell'esponente nazionale Giusi La Ganga), quello di Savona del giugno 1983 (legato ad Alberto Teardo, con l'arresto dell'esponente socialista ligure per associazione a delinquere finalizzata ad intimidire gli imprenditori renitenti alla «mazzetta»), quello di Brindisi del giugno 1987 (con l'arresto del segretario del ministro dei Trasporti Claudio Signorile, Rocco Trane, per tangenti che riguardavano l'aeroporto di Venezia e alcuni scali ferroviari), quello di Viareggio nell'estate del 1987 (con l'arresto per tangenti di alcuni amministratori locali compreso Walter De Ninno, funzionario della segreteria nazionale del PSI) e quello di Trento (il giudice Carlo Palermo nel giugno del 1983 iniziò con alcune perquisizioni ad indagare su forniture d'armi all'Argentina e a proposito della cooperazione in Somalia e Mozambico, in cui sarebbero stati coinvolti Paolo Pillitteri e Ferdinando Mach di Palmstein).

Furono individuati dal vertice craxiano come i responsabili delle vicende di Tangentopoli il «partito dei giornali» con Agnelli, De Benedetti e Gardini che li controllavano quasi completamente, il «partito dei magistrati» con il pool di mani pulite che si materializzò a Roma e a Milano, coadiuvati dal PCI-PDS, che avrebbe agito con l'intento di liquidare il PSI e soprattutto Craxi, per prenderne il posto in Italia e nell'Internazionale Socialista. Massimo D'Alema avrebbe confermato questo disegno nel libro-intervista D'Alema: la prima biografia del segretario del PDS, edito da Longanesi nel 1995: 
Nel maggio 1992 arrivarono i primi avvisi di garanzia a molti parlamentari di vari partiti, tra cui spiccavano i nomi di due ex sindaci socialisti di Milano, tra cui Carlo Tognoli e Paolo Pillitteri, cognato di Craxi.

Il 2 settembre 1992 il deputato socialista Sergio Moroni, raggiunto da due avvisi di garanzia per ricettazione, corruzione e violazione della legge sui finanziamenti ai partiti, si suicidò, lasciando una lettera-testamento indirizzata all'allora presidente della Camera Giorgio Napolitano, nella quale denunciava: 
L'amministratore del partito Vincenzo Balzamo venne colpito da infarto miocardico esteso e operato d'urgenza il 26 ottobre dopo aver ricevuto avvisi di garanzia per ricettazione, corruzione e violazione della legge sui finanziamenti ai partiti. Balzamo morì all'Ospedale San Raffaele di Milano la mattina del 2 novembre 1992 all'età di 63 anni.
Intanto Claudio Martelli prese definitivamente le distanze da Craxi, fondando all'interno al PSI il gruppo di Rinnovamento Socialista.
Il 26 novembre 1992 l'Assemblea Nazionale del PSI si divise per la prima volta dopo undici anni di sostanziale unanimismo craxiano. Vennero presentati tre documenti: da parte di Giuseppe La Ganga a sostegno della piena solidarietà a Craxi, da Mauro Del Bue a sostegno delle posizioni di Martelli, e da Valdo Spini. Al primo andarono 309 voti (63%), al secondo 160 (33%) e a Spini 20 (4%). Craxi restò ancora saldamente alla guida del partito, tuttavia, per la prima volta, con una maggioranza più ristretta, a causa della defezione del gruppo di Martelli.
Nel dicembre del 1992 il segretario del PSI ricevette il suo primo avviso di garanzia.

#### Segreterie Benvenuto e Del Turco
Il 26 gennaio 1993 i «quarantenni» del partito, organizzati da poco nella corrente Alleanza Riformista, promossero la manifestazione nazionale Uscire dalla crisi. Costruire il futuro. Ad aprire la manifestazione fu il Presidente della Regione Emilia-Romagna Enrico Boselli.
Il 31 gennaio fu invece il gruppo di Valdo Spini a promuovere l'assemblea aperta Il rinnovamento del PSI.
L'11 febbraio 1993 Craxi si dimise da segretario del PSI, dopo rivelazioni sul conto protezione che lo coinvolgevano, insieme al suo ex delfino Claudio Martelli, nell'accusa di bancarotta fraudolenta.
Lo stesso Martelli in quel momento era in lizza per succedere a Craxi come segretario, ma la notizia dell'avviso di garanzia lo spinse a dimettersi dal governo e dal PSI.
All'assemblea nazionale del 12 febbraio venne quindi eletto segretario l'ex-segretario nazionale della UIL Giorgio Benvenuto, battendo il candidato alternativo Valdo Spini che ricevette 223 voti (42%). Presidente del partito fu eletto Gino Giugni.
Il 22 aprile 1993 il Governo Amato, falcidiato dalle continue dimissioni di ministri e sottosegretari, man mano che questi venivano raggiunti da avvisi di garanzia, annunciò le dimissioni.
Gli successe il 28 aprile 1993 il Governo Ciampi che, inizialmente, vide anche la partecipazione di tre ministri post-comunisti del Partito Democratico della Sinistra.
Il 29 aprile 1993, dopo una veemente autodifesa di Craxi, che tra l'altro chiamò nuovamente in causa tutti i suoi colleghi parlamentari, la Camera dei Deputati negò l'autorizzazione a procedere contro l'ex presidente del Consiglio socialista; a seguito di ciò, il PDS ritirò i propri ministri dal governo insiediatosi il giorno prima. Il 30 aprile 1993, subito dopo una manifestazione a Roma in piazza Navona per contestare il voto parlamentare in favore di Craxi, nella quale intervennero il segretario del PDS Achille Occhetto, Francesco Rutelli all'epoca capogruppo alla Camera della Federazione dei Verdi e l'ex-magistrato Giuseppe Ayala, all'epoca deputato eletto nella lista del Partito Repubblicano Italiano, che incitarono i presenti alla protesta, avvenne la contestazione pubblica in largo Febo, davanti all'uscita dall'Hotel Raphael contro l'ex Presidente del Consiglio, con il famoso lancio di monetine e i cori irridenti all'indirizzo di Craxi.
Dopo appena cento giorni dalla sua nomina a segretario del PSI, durante i quali il 4 maggio aveva ottenuto dall'esecutivo del PSI che gli inquisiti fossero sospesi da ogni attività di partito, Benvenuto si dimise, anche a causa del continuo ostruzionismo degli ultimi craxiani al suo progetto di rinnovamento del PSI. Gli veniva rimproverato di voler abbandonare Craxi al suo destino, proprio nel momento di maggior attacco nei suoi confronti da parte del PDS, ovvero quel partito con cui egli avrebbe voluto che il PSI si alleasse.
Anche Giugni si dimise, ma venne riconfermato nel suo ruolo di presidente del PSI.
Il 28 maggio l'assemblea nazionale elesse l'ex-segretario nazionale aggiunto della CGIL Ottaviano Del Turco nuovo segretario nazionale del PSI. Il gruppo di Spini presentò un documento alternativo.
Il giorno dopo nacque il gruppo di Rinascita Socialista guidato da Benvenuto e Enzo Mattina, che via via si defilarono dal PSI. Benvenuto poi lasciò il partito e fu uno dei fondatori del movimento politico di Alleanza Democratica.
Nelle elezioni amministrative del 6 giugno 1993 molti voti passarono dai partiti tradizionali alla Lega Nord e al Movimento Sociale, due partiti anti-sistema che si presentavano agli elettori come immuni dal finanziamento illecito e dalla corruzione.
Il PSI uscì decimato: a Milano, vecchia roccaforte del socialismo e poi del craxismo, il PSI candidò il sindaco uscente Giampiero Borghini che ricevette solo un catastrofico 2,2%. Nelle altre grandi città la situazione non fu migliore e a Torino, dove il PSI era in alleanza coi socialdemocratici, raccolse l'1,8%; a Catania, dove la DC faticosamente tenne, il PSI non si presentò nemmeno.
Queste elezioni, per quanto limitate a un campione non rappresentativo di tutto l'elettorato italiano, indicavano l'imminente collasso del Partito Socialista. Grazie al voto del sud, comunque, il PSI era al 5% su base nazionale. Tuttavia al nord il PSI era svanito, schiacciato da una Lega dirompente e un PDS in crescita.
Ottaviano Del Turco sconfessò la posizione difensiva di Craxi e rifiutò di raccogliere la sua indicazione di alcuni conti bancari esteri. Per salvare il partito decise di non candidare tutti gli esponenti accusati di corruzione.
Il 16 dicembre si tenne l'ultima Assemblea Nazionale del PSI nella quale Craxi prese la parola. I craxiani tentarono di riprendere il controllo del partito. All'ordine del giorno c'era la proposta di cambiamento del nome e del simbolo: da PSI a PS e dal garofano alla rosa, riferimento al simbolo del socialismo europeo. L'intervento di Craxi fu in difesa di tutti i socialisti nella sua stessa condizione di indagato o rinviato a giudizio e contro quella parte del gruppo dirigente che sosteneva di voler portare avanti una forma di rinnovamento attraverso l'emarginazione dei craxiani e l'ancoramento definitivo del partito al nascente polo progressista. La maggioranza del PSI si schierò con Del Turco con 156 voti contro i 116 pro Craxi.
Intanto il partito del garofano, già nel mirino delle inchieste giudiziarie, dovette anche affrontare una drammatica situazione finanziaria: il deficit era pari a 70 miliardi di lire ed era presente una galassia di debiti pari a circa 240 miliardi di lire. Nell'agosto 1993 il partito, per morosità, dovette lasciare la sede storica di Via del Corso, divenuta nell'ultimo periodo uno dei simboli del potere craxiano. La crisi finanziaria costrinse il PSI a chiudere le riviste storiche di Mondoperaio e Critica Sociale. Anche il quotidiano Avanti! dovette chiudere i battenti e la direzione nazionale del partito a Roma si trasferì nei locali di Via Tomacelli, già sede dell'Avanti! e del centro Mondoperaio.
Molti craxiani come Ugo Intini, Margherita Boniver e Franco Piro non condivisero le scelte di Del Turco e sostennero la nullità dell'assemblea nazionale del 16 dicembre 1993, a loro parere convocata senza il numero legale, nonché delle decisioni assunte in quella sede con la convocazione degli Stati Generali per la Costituente Socialista, riunione non prevista dallo statuto, la sostituzione del garofano con la rosa e l'apertura al PDS.
Quindi questi esponenti lasciarono il partito ed il 28 gennaio 1994 diedero vita alla Federazione dei Socialisti, che alle successive elezioni politiche si presentò congiuntamente con il PSDI dando luogo alla lista Socialdemocrazia per le Libertà.
Il 29 gennaio 1994 Del Turco celebrò gli Stati Generali per la Costituente Socialista, con ospite il presidente dell'Internazionale Socialista, il francese Pierre Mauroy, affermando che il partito sarebbe rimasto a sinistra alleandosi con il Partito Democratico della Sinistra di Achille Occhetto.

#### Elezioni politiche del 1994 nell'alleanza di sinistra
In occasione delle elezioni politiche del 27 e 28 marzo 1994, le prime con il sistema elettorale maggioritario del Mattarellum, il PSI partecipò alla coalizione di sinistra Alleanza dei Progressisti promossa in primo luogo dagli ex comunisti del PDS, con l'indicazione come presidente del Consiglio del suo segretario Achille Occhetto, che però perse le elezioni, vinte dal nuovo partito Forza Italia fondato poco prima delle elezioni da Silvio Berlusconi, in coalizione con la Lega Nord nell'Italia settentrionale e con il Movimento Sociale Italiano nel Centro-sud dell'Italia.
Il PSI sperava di superare la soglia di sbarramento del 4% dei voti, il che gli avrebbe consentito di eleggere propri parlamentari anche nella quota proporzionale, ma raccolse solo il 2,5% dei consensi, pari a circa 800 000 voti. I socialisti riuscirono comunque a eleggere 14 deputati nei collegi uninominali per la Camera, contro i 92 eletti nella precedente legislatura del 1992 con il sistema elettorale proporzionale, oltre a 9 senatori.
I deputati del PSI, non avendo i numeri per costituire un gruppo parlamentare autonomo, entrarono a far parte del gruppo unitario di sinistra denominato Progressisti – Federativo. Al Senato invece riuscirono a costituire un gruppo autonomo, grazie all'adesione del senatore a vita Francesco De Martino, ex segretario nazionale del PSI.
La partecipazione dei socialisti nella coalizione di Occhetto non è stata comunque scontata. Durante gli anni del crollo meravigliò un'improvvisa sortita di Craxi ancora segretario, ma investito dallo sgretolamento del sistema quando disse: «Se proprio i comunisti non potranno essere fermati, abbiamo una carta di riserva. Bisogna che Berlusconi entri in politica personalmente». La discesa in campo, come auspicato da Craxi, del futuro fondatore di Forza Italia e presidente del Consiglio venne confermata più tardi nel 1994 e nella imminenza delle elezioni politiche durante una telefonata a Ugo Intini di Silvio Berlusconi, dove questo disse: «Speriamo che si riesca a far ragionare Segni e che si decida a guidare uno schieramento per battere Occhetto. Se no, tenterò io direttamente».

#### Elezioni europee del 1994 con Alleanza Democratica
Alle successive elezioni europee del 1994, tenutesi con il sistema proporzionale senza soglie di sbarramento, il partito creò la lista Democratici per l'Europa assieme ad Alleanza Democratica, che raccolse l'1,8% ed elesse al Parlamento europeo gli esponenti socialisti Riccardo Nencini e Elena Marinucci.

#### Uscita dal partito della componente laburista
A seguito del deludente esito delle elezioni, Del Turco rassegnò le dimissioni da segretario. Il 21 giugno 1994 il Comitato direttivo del PSI prese atto delle sue dimissioni e col voto di tutti i presenti, tranne quelli di Manca e Cicchitto, nominò Valdo Spini coordinatore nazionale, affidandogli il compito di organizzare entro il successivo mese di settembre il Congresso straordinario del partito.
Tuttavia Spini, ormai convinto della necessità che il PSI dovesse cambiare completamente la propria identità, eliminando anche il nome di «Socialisti», che nell'immaginario collettivo, a causa anche del continuo insistere dei media e della satira politica sul ruolo del PSI nelle vicende di Tangentopoli, era ormai diventato sinonimo di corruzione, convocò il 26 luglio 1994 una riunione per promuovere la Costituente laburista. Il 5 novembre 1994 a Firenze venne quindi costituita la Federazione Laburista, alla quale aderì la grande maggioranza dei parlamentari eletti nelle liste socialiste, che uscirono quindi dal PSI, determinando così il definitivo tracollo finanziario del Partito, privato anche del contributo mensile dei deputati e senatori socialisti.

#### XLVII Congresso e messa in liquidazione

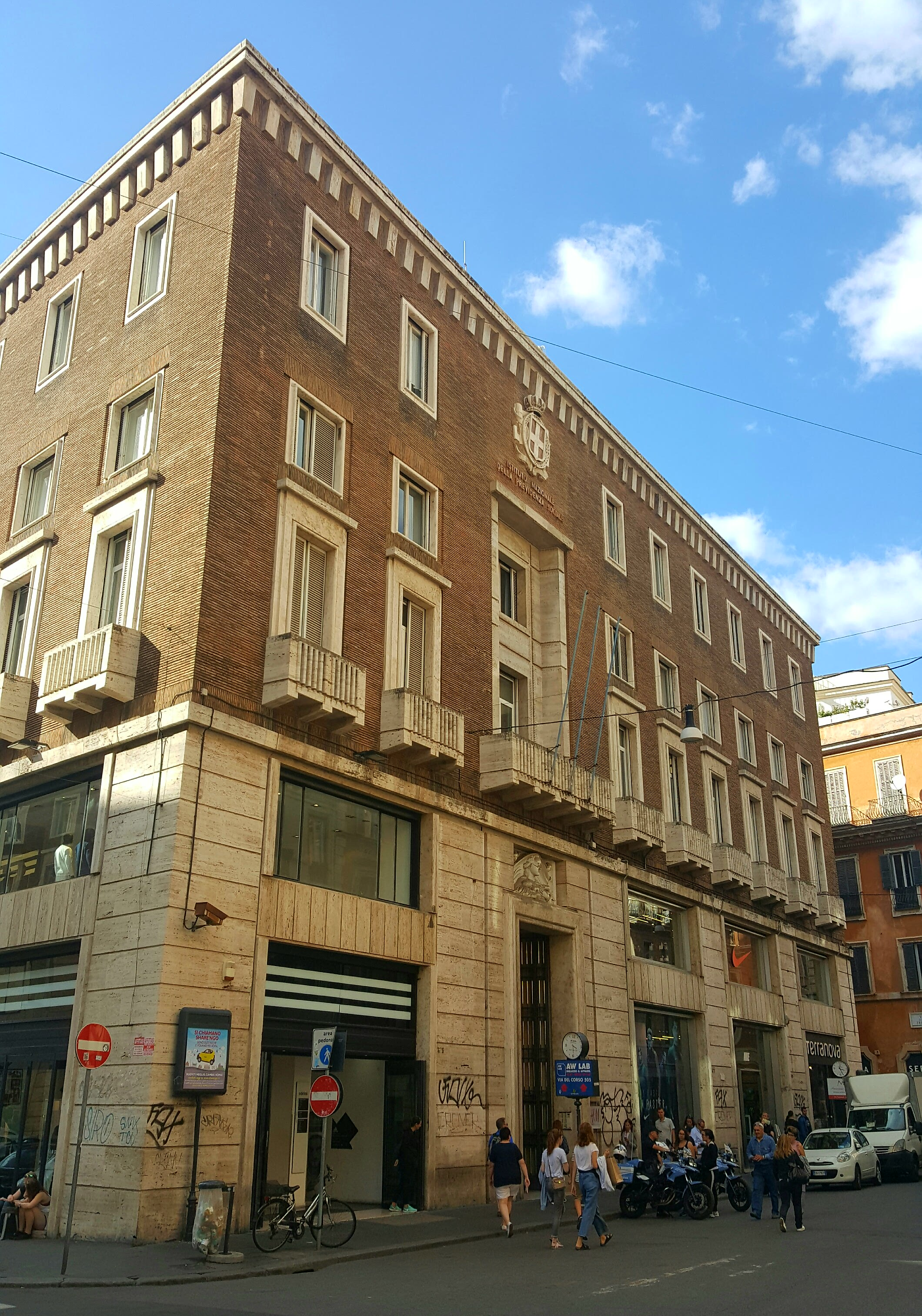
Sede storica del PSI a Roma, via del Corso 476, divenuta sede dell'ARAN negli anni 1990

Appena una settimana dopo, il 13 novembre 1994, si tenne presso la Fiera di Roma il XLVII Congresso dello storico Partito Socialista Italiano, composto dai delegati socialisti che avevano deciso di non seguire Spini nel nuovo partito laburista.
Si confrontarono due posizioni: quella maggioritaria, sostenuta dall'ex-segretario del PSI Ottaviano Del Turco e da Enrico Boselli, che a causa della disastrosa situazione finanziaria del partito proponeva la sua messa in liquidazione e la costituzione di una nuova formazione politica denominata Socialisti Italiani. La mozione minoritaria era contraria allo scioglimento del PSI ed era sostenuta da Fabrizio Cicchitto e da Enrico Manca.
L'Assemblea, preso atto della gravissima crisi politica e dell'insostenibile situazione finanziaria in cui versava il partito, decise la messa in liquidazione del PSI e di fatto il suo scioglimento; la maggioranza del partito confluì quindi nei Socialisti Italiani, mentre la minoranza guidata da Cicchitto e Manca diede vita al Partito Socialista Riformista.

### Diaspora socialista
Il giorno dello scioglimento del partito ebbe inizio ufficialmente la diaspora socialista in Italia.
Il 13 novembre 1994 nacquero due diverse formazioni socialiste:
- i Socialisti Italiani, con segretario Enrico Boselli e presidente Gino Giugni, che auspicavano di creare una coalizione democratica di sinistra;
- il Partito Socialista Riformista, con segretario Fabrizio Cicchitto e presidente Enrico Manca, che decise di rimanere a sinistra, ma in una posizione autonoma.

Altre formazioni attorno alle quali si coagularono le istanze socialiste furono inoltre:
- la Federazione Laburista guidata da Valdo Spini;
- Alleanza Democratica nella quale era confluito il gruppo di Rinascita Socialista guidato da Giorgio Benvenuto ed Enzo Mattina.

Oltre che nelle formazioni politiche sopra elencate, importanti esponenti del disciolto Partito Socialista Italiano confluirono attraverso varie esperienze nei seguenti partiti:
- Forza Italia/Il Popolo della Libertà
- Nuovo Centrodestra/Alternativa Popolare
- Democratici di Sinistra-La Margherita/Partito Democratico

Infatti collaterali a questi partiti vi sono spesso vere e proprie associazioni politico-culturali d'ispirazione socialista: con Forza Italia Noi Riformatori Azzurri, Fondazione Free e Giovane Italia di Stefania Craxi, con il Partito Democratico l'associazione politico-culturale Socialisti Democratici per il Partito Democratico e l'ex corrente diessina dei Socialisti Liberali.
Nel panorama politico vi sono diversi gruppi d'ispirazione socialista. I due gruppi autonomi principali sono il Nuovo PSI e il Partito Socialista Italiano guidato da Enzo Maraio.

### Rinascita

Il logo del rifondato Partito Socialista Italiano, in uso dal 2019.

Nel 2007 si è assistito alla rinascita del PSI, sia pure fortemente ridimensionato, ad opera di esponenti politici di varia provenienza, la maggioranza dei quali provenienti dai Socialisti Democratici Italiani e dal Nuovo PSI.
Nel luglio 2007 infatti Enrico Boselli, allora segretario dello SDI e membro della Rosa nel Pugno insieme ai Radicali Italiani, annunciò di voler ricostituire l'originale PSI, dando vita a una costituente aperta alle forze laiche di sinistra moderata e democratica che non si riconoscevano nel Partito Democratico.
Si è così costituito un nuovo soggetto politico che ha preso il nome di Partito Socialista. Alle elezioni politiche dell'aprile 2008 il PS ha ottenuto lo 0,9% dei consensi. Il risultato elettorale, insufficiente per eleggere rappresentanti socialisti in Parlamento, ha portato alle dimissioni di Enrico Boselli in forte polemica con l'allora segretario del PD Walter Veltroni, che aveva rifiutato l'apparentamento del suo partito con il Partito Socialista, preferendogli l'Italia dei Valori di Antonio Di Pietro, che si era impegnato a costituire un gruppo unico con il PD in Parlamento, impegno che dopo il voto venne però ritrattato.
Il congresso del PS di fine giugno 2008 vede affrontarsi tre candidati per la carica di segretario, tra cui Riccardo Nencini, all'epoca presidente del Consiglio regionale della Toscana e forte esponente della linea continuatrice della visione di Enrico Boselli, che punta all'alleanza con il Partito Democratico; Pia Locatelli, eurodeputata e sostenitrice della tesi lanciata all'assemblea di Chianciano Terme per un soggetto politico liberale, radicale, socialista e laico autonomo; e Angelo Sollazzo, che auspicava un'apertura con i partiti della sinistra radicale. La vittoria va a Riccardo Nencini, che viene eletto Segretario nazionale.
Dal 7 ottobre 2009 il PS ha ripreso lo storico nome di Partito Socialista Italiano.
Dagli anni 2010 l'eredità ideologica diretta del PSI storico, compreso il logo del garofano rosso presente in entrambi i simboli, è quindi politicamente contesa tra il PSI di Nencini e il Nuovo PSI.

## L'ideologia del PSI nel tempo

### Dalla fondazione all'avvento del fascismo
Nel corso degli anni l'ideologia alla base del PSI cambiò molto, adeguandosi al contesto storico e alla società. Inizialmente con la fondazione nel 1892 il PSI era un aggregato di forze spesso rivoluzionarie di varie matrici ideologiche, da socialisti, a marxisti, ad anarchici e a repubblicani rivoluzionari, con una certa vena anticlericale. Il primo deputato socialista della storia d'Italia Andrea Costa ad esempio aveva anche idee anarchiche oltre che socialiste rivoluzionarie, mentre lo storico leader socialista Filippo Turati era più vicino a posizioni marxiste. Vi era inoltre una forte componente femminista, che chiedeva maggiori diritti per le donne italiane, promossa soprattutto dalla rivoluzionaria russa Anna Kuliscioff, moglie di Costa.
Intorno al 1904 le correnti ideologiche interne del PSI iniziarono a delinearsi verso un partito maggiormente organico e di ispirazione più coerentemente socialista. Vi fu infatti una divisione tra socialisti massimalisti e socialisti riformisti (detti anche turatiani, poiché guidati da Filippo Turati). Entrambe le correnti facevano riferimento al marxismo (la prima in modo ortodosso e rivoluzionario, la seconda in modo eterodosso, gradualista e parlamentarista), all'epoca identificato come unica corrente socialista.
Nel 1912 con l'Italia giolittiana che entrava in guerra per occupare la Libia, fu chiara da parte di entrambe le fazioni una connotazione fortemente pacifista e antimilitarista (anche se i massimalisti avrebbero giustificato la violenza e la lotta armata se si fosse trattato di lotta di classe).
Nel 1914 la possibilità per l'Italia di entrare nella prima guerra mondiale porta ad una frattura nel partito: la maggioranza riformista si dichiara ancora una volta pacifista e neutralista, mentre la minoranza massimalista e interventista guidata dal direttore dell'Avanti! Benito Mussolini si schiera a favore dell'entrata in guerra. La crisi rientrò con l'espulsione di Mussolini dal partito nel novembre dello stesso anno.
Dopo la fine della Grande Guerra e lo scoppio della rivoluzione d'ottobre in Russia la corrente massimalista prevaleva decisamente su quella riformista e auspicava una rivoluzione proletaria anche in Italia su modello di quella russa. In questo periodo i massimalisti si avvicinarono molto a posizioni leniniste e comuniste. Lenin sollecitava affinché il PSI assumesse posizioni massimaliste, divenisse un partito satellite del Partito Comunista dell'Unione Sovietica ed entrasse nell'Internazionale Comunista: si giunse così ai congressi XVII e XIX del PSI, che videro rispettivamente l'uscita dal partito di una parte della componente massimalista, che diede vita al Partito Comunista d'Italia in sostegno alla rivoluzione d'ottobre, e all'espulsione della corrente di Turati, i cui esponenti dettero poi vita al Partito Socialista Unitario. Successivamente nel 1930, in Francia, il PSU di Turati ritornò nel PSI guidato da Nenni.

### Dal dopoguerra alla segreteria Craxi
Dopo che il partito venne ricostituito dopo la guerra come Partito Socialista Italiano di Unità Proletaria, la linea fu soprattutto marxista centrista, erede del vecchio riformismo turatiano, poiché gli ex massimalisti erano quasi tutti confluiti nel PCI. In vista delle elezioni politiche del 1948 nel PSI si delinearono due correnti: i frontisti, favorevoli a coalizioni con i comunisti e con la sinistra più rivoluzionaria, e gli autonomisti, che chiedevano autonomia socialista rispetto alla politica dei comunisti, considerati troppo vincolati all'Unione Sovietica, ed erano molto critici nei confronti del marxismo. Durante il Congresso del PSI del 1947, prevalse la corrente frontista e venne creato il Fronte Democratico Popolare, mentre gran parte della corrente autonomista fuoriuscì dal partito e diede vita al Partito Socialista dei Lavoratori Italiani, denominato successivamente Partito Socialista Democratico Italiano. In seguito Pietro Nenni, che era stato uno dei promotori del FDP, diventò capo lui stesso della corrente autonomista visto anche il mancato successo delle elezioni del 1948.
La questione del rapporto con i comunisti contraddistinse tutto il periodo dagli anni trenta al secondo dopoguerra fino agli anni sessanta, quando il partito si avvicinò sempre più alle posizioni della socialdemocrazia europea, soprattutto con le ridefinizioni ideologiche successive all'affermazione della linea autonomista dopo la denuncia dei crimini di Iosif Stalin durante il XX Congresso del PCUS e i fatti d'Ungheria del 1956.
Questa evoluzione ideologica portò non solo a un maggiore avvicinamento al PSDI ma anche, all'inizio degli anni sessanta, alle aperture di capi politici democristiani come Amintore Fanfani e Aldo Moro verso il PSI, e si aprì una stagione di confronto programmatico tra centristi e socialisti, che contribuì in campo politico alla creazione di un'alleanza tra il centro egemonizzato dalla DC e la sinistra rappresentata dal PSI, detta centro-sinistra "organico", che fu alla base di molti governi della cosiddetta Prima Repubblica.
Nel 1966 il PSI e il PSDI diedero vita al Partito Socialista Unificato, che tuttavia avrà poco successo alle urne e nel 1969 si scisse nuovamente in PSI e PSDI. Dopo il fallimento della riunificazione con i socialdemocratici e l'entrata in crisi della formula del centro-sinistra a seguito della nascita della contestazione studentesca e del protagonismo operaio nelle lotte degli anni settanta, il PSI con il segretario Francesco De Martino elaborò nel 1974 la strategia della alternativa di sinistra che avrebbe dovuto mandare all'opposizione la DC e portare al governo la sinistra unita.

### La segreteria di Bettino Craxi e lo scioglimento del partito
A partire dagli anni settanta si affermò nel partito una nuova posizione ideologica volta a riscoprire la tradizione socialista liberale e libertaria, non marxista e non bolscevica, culminata con la nomina di Bettino Craxi a segretario nel 1976. Il nuovo capo politico autonomista e riformista marcò ancora di più la nuova direzione del PSI verso il socialismo liberale, rendendo il partito più autonomo dal PCI, più contrapposto allo stesso e più marcatamente indirizzato ad un centro-sinistra socialdemocratico. L'azione politica di Craxi sarà denominata «craxismo».
A seguito di questa svolta ideologica venne gradualmente modificato il simbolo del PSI, sostituendo a falce e martello l'immagine ottocentesca del garofano rosso, a sua volta sostituito con una rosa prima della liquidazione del partito nel 1994.

## Correnti

### 1904–1930
- Massimalisti: la corrente inizialmente maggioritaria, minoritaria a partire dall'età giolittiana e nuovamente maggioritaria dopo la rivoluzione d'ottobre, di cui furono generalmente sostenitori. I suoi esponenti, guidati da Giacinto Menotti Serrati, si ispiravano ai concetti del socialismo rivoluzionario e alla lotta di classe, considerata il fine ultimo di un "programma massimo" che avrebbe portato l'Italia a sperimentare con successo un modello di Stato socialista che andasse al di fuori dei limiti della democrazia liberale, sistema verso cui si opponevano rifiutando ogni tipo di dialogo. Alcuni di loro sostennero l'intervento italiano come possibilità di guadagnare nuove terre per i contadini, altri si opposero, ricalcando le posizioni di gran parte dei riformisti. Dopo la rivoluzione in Russia misero in minoranza i riformisti, che vennero espulsi nel 1922. Un gruppo di massimalisti guidato da Antonio Gramsci e Amadeo Bordiga confluì nel 1921 nel Partito Comunista d'Italia, mentre altri rimasero nel PSI, che venne ricostituito clandestinamente dopo lo scioglimento ad opera del regime fascista con lo stesso nome di Partito Socialista Italiano e che sarà la base del rinnovato partito nel Partito Socialista Italiano di Unità Proletaria.
- Riformisti e turatiani: capitanata da Filippo Turati, fu una componente molto forte in un partito all'epoca ancorato alle posizioni rivoluzionarie, e sosteneva il riformismo parlamentare come via per arrivare al socialismo. Convinti pacifisti e antimilitaristi, avversi sia all'intervento italiano in Libia che a quello nella Prima Guerra Mondiale, furono favorevoli ad un'apertura ai liberali di Giovanni Giolitti durante l'età giolittiana. Un gruppo di riformisti guidato da Leonida Bissolati e Ivanoe Bonomi decise di rinunciare alla pregiudiziale che impediva la partecipazione diretta dei socialisti al governo, e per questo venne espulso nel 1912 e confluì nel Partito Socialista Riformista Italiano. Critici nei confronti della rivoluzione d'ottobre e del suo leader Lenin, su pressione di quest'ultimo i riformisti vennero espulsi nel 1922 dal partito e fondarono il Partito Socialista Unitario, ancorato su posizioni più democratiche e con segretario Giacomo Matteotti.

### 1930–1948
- Frontisti (Quarto Stato) e fusionisti[129]: sostenitori dell'unità d'azione con il Partito Comunista Italiano e del blocco orientale filo-sovietico, anti atlantisti e in disaccordo con i democristiani, sostennero la formazione del Fronte Democratico Popolare e della successiva unità d'azione social-comunista. Generalmente più democratici rispetto ai comunisti, sebbene ancora vicini alle aspirazioni rivoluzionarie e massimaliste,[130] non condivisero l'apertura al centrismo effettuata dal segretario Nenni, e fondarono il Partito Socialista Italiano di Unità Proletaria, che mirava a portare avanti le posizioni frontiste e filo-comuniste. Inizialmente era favorevole al frontismo anche il segretario Pietro Nenni, futuro autonomista.
- Autonomisti e saragatiani:[131] critici nei confronti del comunismo, erano inizialmente in minoranza vista la decisione di Pietro Nenni di agire con i comunisti. Attivi nelle correnti Critica Sociale (la corrente socialdemocratica) e Iniziativa Socialista (comprendente istanze marxiste centriste, libertarie e trockiste), essi sostenevano invece una autonomia socialista e, nel caso dei saragatiani, uno schieramento con il blocco occidentale e la Democrazia Cristiana. Nel 1947, in contrasto con la politica frontista decisa dal PSI, molti di loro fondarono il Partito Socialista dei Lavoratori Italiani. A partire dal 1957 lo stesso Nenni che aveva promosso l'unità d'azione frontista divenne capo della fazione autonomista che progetterà la breve riunificazione con i socialdemocratici.

### 1963-1994

Pietro Nenni e Bettino Craxi nel 1979

- Autonomisti e craxiani: con a capo lo storico capo politico socialista Pietro Nenni, succeduto dal suo delfino Bettino Craxi, in diversi periodi fu la corrente predominante. Composta inizialmente da socialisti autonomisti particolarmente ostili alle teorie comuniste, essa costituiva la destra interna, legata ai valori del socialismo liberale e attenta ai temi legati all'identità nazionale. Favorevole all'alleanza con la DC, espresse interesse per una maggiore sinergia con il PSDI, nonché in certe occasioni con radicali, PRI, PLI, e per un maggiore dialogo con esponenti del socialismo cristiano, del cristianesimo sociale e del liberalismo nazionale.
- Giolittiani: guidati da Antonio Giolitti. Se da un lato si opponevano ai comunisti (in particolare in seguito alle tumultuose vicende ungheresi del 1956), avversò anche la DC, di cui criticava l'opportunismo e la corruzione di alcuni suoi membri. In economia guardavano con attenzione al keynesismo. Ne erano membri, fra gli altri, Giuliano Amato, Luciano Cafagna, Gino Giugni, Giusi La Ganga e Carlo Ripa di Meana.[132]

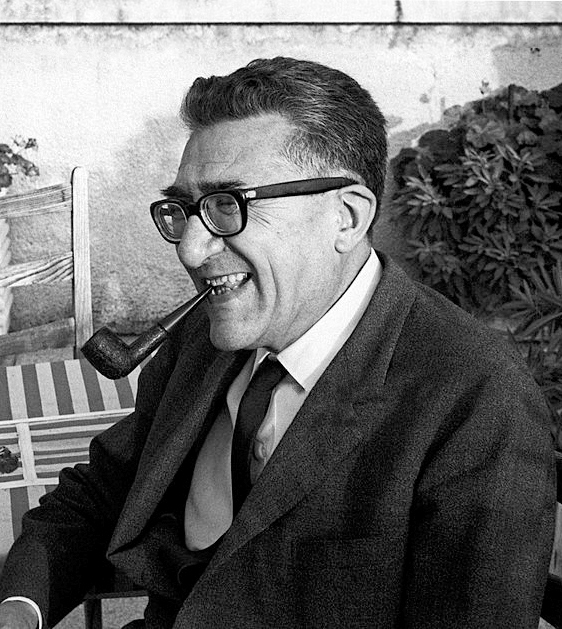
Riccardo Lombardi

- Riscossa socialista: nata dalla diarchia tra Francesco De Martino e Giacomo Mancini, alleata affidabile agli occhi di Nenni, si distinse talvolta per le critiche rivolte a Craxi. I suoi esponenti avevano un punto di riferimento a livello di teorie macroeconomiche nelle posizioni post-keynesiane di Federico Caffè[133][134].
- Sinistra lombardiana: corrente marcatamente di sinistra, fu in minoranza sia rispetto a Nenni (nonostante un iniziale appoggio) che a Craxi (anch'egli inizialmente sostenuto dai lombardiani, che furono determinanti per la sua elezione a segretario). Prendendo il nome dello storico capo politico Riccardo Lombardi, essa si ispirava al socialismo classico, al sindacalismo e al pensiero di Filippo Turati.[135] Non mancò mai di auspicare un'evoluzione in senso socialdemocratico del PCI, a cui proponeva la prospettiva dell'alternativa di sinistra,[136] rispetto alla quale esso si espresse sfavorevolmente. La corrente, della quale facevano parte Claudio Signorile e Valdo Spini tra gli altri, teorizzava una linea di "acomunismo"[137], una sorta di terza via tra il marxismo e il riformismo (Lombardi, proveniente dal Partito d'Azione, nel 1947 si era opposto alla partecipazione dei socialisti al Fronte Democratico Popolare), che rese spesso altalenanti i rapporti con il PCI.[138]

Prima del 1964 la sinistra socialista era stata invece rappresentata dal gruppo guidato da Lelio Basso, Vittorio Foa, Francesco Cacciatore e Lucio Libertini, contrari all'alleanza con la DC volta alla costituzione del governo di centro-sinistra organico, in quanto favorevoli a una politica di «unità di classe» col PCI. L'area che sarebbe successivamente diventata il Partito Socialista Italiano di Unità Proletaria (PSIUP) era divisa al suo interno tra una fazione legata alla tradizione del socialismo libertario di ascendenza marxista-luxemburghista (Basso), settori di estrema sinistra  critici del moderatismo del PCI (Libertini), nonché una fazione che guardava convintamente all'unità con i comunisti (Tullio Vecchietti e Dario Valori). Fu proprio l'uscita di parte di questo gruppo, che formò il PSIUP in dissenso al centro-sinistra, a consentire ai lombardiani di occupare lo spazio della sinistra dentro il PSI.

### Mozioni ai Congressi
- 1959
  - Mozione Nenni – 273 271 voti – 47 seggi
  - Mozione Basso – 40.933 voti – 7 seggi
  - Mozione Vecchietti – 153.060 – 27 seggi
- 1965
  - Mozione Nenni-De Martino – 345.907 voti – 80 seggi
  - Mozione Giolitti-Lombardi – 80.923 voti – 19 seggi
  - Mozioni locali – 6.660 voti – 2 seggi
- 1968 (Partito Socialista Unificato)
  - Mozione Ferri (Autonomia Socialista) – 35,54%
  - Mozione De Martino (Riscossa e Unità Socialista) – 32,23%
  - Mozione Tanassi (Rinnovamento Socialista) – 17,35%
  - Mozione Lombardi (Sinistra Socialista) – 9,09%
  - Mozione Giolitti (Impegno Socialista) – 5,78%
- 1972
  - Mozione De Martino – 45%
  - Mozione Mancini – 20%
  - Mozione Nenni – 13%
  - Mozione Lombardi – 12%
  - Mozione Bertoldi – 10%
- 1976
  - Mozione De Martino – 42,7%
  - Mozione Mancini – 19,8%
  - Mozione Lombardi – 17,8%
  - Mozione Nenni – 14%
  - Mozione Bertoldi – 5,7%
- 1978
  - Mozione Nenni-Craxi-Lombardi-Signorile – 63,05%
  - Mozione Manca-De Martino – 25,9%
  - Mozione Mancini – 7,1%
  - Mozione Achilli – 3,95%
- 1981
  - Mozione Craxi – 70%
  - Mozione Lombardi – 20%
  - Mozione Achilli-De Martino – 7,7%
  - Mozione Mancini – 2,3%
- 1994
  - Mozione Del Turco – 63,26%
  - Mozione Manca-Cicchitto – 11,81%
  - Mozioni locali (Biscardini e Nencini) – 24,93%

### Scissioni
- 1912 – Partito Socialista Riformista Italiano
- 1914 – Fascio d'azione rivoluzionaria
- 1921 – Partito Comunista d'Italia
- 1922 – Partito Socialista Unitario
- 1947 – Partito Socialista dei Lavoratori Italiani
- 1948 – Unione dei Socialisti
- 1949 – Movimento Socialista Autonomista
- 1964 – Partito Socialista Italiano di Unità Proletaria
- 1969 – Partito Socialista Democratico Italiano
- 1981 – Lega dei Socialisti
- 1993 – Rinascita Socialista
- 1994 – Federazione dei Socialisti
- 1994 – Federazione Laburista

### Acquisizioni o unificazioni
- 1893 – Partito Socialista Rivoluzionario Italiano
- 1930 – Partito Socialista Unitario
- 1943 – Movimento di Unità Proletaria
- 1947 – componente socialista del Partito d'Azione
- 1949 – Partito Sardo d'Azione Socialista
- 1957 – Unità Popolare
- 1972 – Movimento Politico dei Lavoratori

### Tavola schematica d'insieme

#### Origini - 1895
|                            |                            | |                                                        |                                      |                                      |
|                            |                            | SOMS * post 1848 |                                                        |                                      |                                      |
|                            |                            | |                                                        |                                      |                                      |
|                            |                            | |                                                        |                                      |                                      |
|                            |                            | non si tratta di discendenza diretta, ma l'ambito di rinnovamento all'interno delle attività politiche della seconda metà del XIX secolo che ha suscitato le condizioni di quanto si è in seguito creato |                                                        |                                      |                                      |
|                            |                            | |                                                        |                                      |                                      |
|                            |                            | |                                                        |                                      |                                      |
| PSR di Romagna *1881 †1884 | PSR di Romagna *1881 †1884 | Partito Operaio Italiano *1882 †1892 | Partito Operaio Italiano *1882 †1892                   | Lega Socialista Milanese *1889 †1892 | Lega Socialista Milanese *1889 †1892 |
|                            |                            | |                                                        |                                      |                                      |
|                            |                            | |                                                        |                                      |                                      |
| PSRI *1884 †1893           | PSRI *1884 †1893           | Partito dei Lavoratori Italiani *1892 †1893 | Partito dei Lavoratori Italiani *1892 †1893            | ·                                    | ·                                    |
|                            |                            | |                                                        |                                      |                                      |
|                            |                            | |                                                        |                                      |                                      |
| ·                          | ·                          | Partito Socialista dei Lavoratori Italiani *1893 †1894 | Partito Socialista dei Lavoratori Italiani *1893 †1894 |                                      |                                      |
|                            |                            | |                                                        |                                      |                                      |
|                            |                            | |                                                        |                                      |                                      |
|                            |                            | Nel 1894 il Presidente del Consiglio dei ministri Francesco Crispi, reprimendo con severità i disordini operai, sciolse per decreto il Partito Socialista dei Lavoratori Italiani. Nel 1895 gli attivisti socialisti, nel corso del III congresso svoltosi clandestinamente a Parma, rifondano il partito denominandolo Partito Socialista Italiano |                                                        |                                      |                                      |
|                            |                            | |                                                        |                                      |                                      |
|                            |                            | |                                                        |                                      |                                      |
|                            |                            | · |                                                        |                                      |                                      |

#### 1895-1943
|                  |                  |                 |                 |                 |                 |                         |                         |   |                      |                      |                   |                   |
|                  |                  |                 |                 |                 | PSI *1895 †1926 |                         |                         |   |                      |                      |                   |                   |
|                  |                  |                 |                 |                 |                 |                         |                         |   |                      |                      |                   |                   |
|                  |                  |                 |                 |                 |                 |                         |                         |   |                      |                      |                   |                   |
| PSRI *1912 †1926 | PSRI *1912 †1926 | FAR *1914 †1918 | FAR *1914 †1918 | PSU *1922 †1930 | PSU *1922 †1930 | · PSI-IOS · *1930 †1943 | · PSI-IOS · *1930 †1943 |   | · PSIm · *1930 †1940 | · PSIm · *1930 †1940 | PCd'I *1921 †1926 | PCd'I *1921 †1926 |
|                  |                  |                 |                 |                 |                 |                         |                         |   |                      |                      |                   |                   |
|                  |                  |                 |                 |                 |                 |                         |                         |   |                      |                      |                   |                   |
|                  |                  |                 |                 | · PSI-IOS       | · PSI-IOS       | PSIUP                   | PSIUP                   | · | ·                    | · PCI ·              | · PCI ·           |                   |

#### 1943-1994
|                      |                      |                 |                                 |                                      |                                      |                                  |                     |                          |                          |                  |                 |                 |
|                      |                      |                 | PSIUP *1943 †1947               |                                      |                                      |                                  |                     |                          |                          |                  |                 |                 |
|                      |                      |                 |                                 |                                      |                                      |                                  |                     |                          |                          |                  |                 |                 |
|                      |                      |                 |                                 |                                      |                                      |                                  |                     |                          |                          |                  |                 |                 |
| PSLI *1947 †1948     | PSLI *1947 †1948     | UdS *1948 †1949 | UdS *1948 †1949                 | Movim. Socialista Auton. *1949 †1949 | Movim. Socialista Auton. *1949 †1949 |                                  | · PSI · *1947 †1966 | · PSI · *1947 †1966      |                          |                  |                 |                 |
|                      |                      |                 |                                 |                                      |                                      |                                  |                     |                          |                          |                  |                 |                 |
|                      |                      |                 |                                 |                                      |                                      |                                  |                     |                          |                          |                  |                 |                 |
| · PSDI · *1948 †1966 | · PSDI · *1948 †1966 | PSU *1949 †1951 | PSU *1949 †1951                 | ·                                    | ·                                    | PSIUP *1964 †1972                | PSIUP *1964 †1972   | · PSI-PSDI · *1966 †1969 | · PSI-PSDI · *1966 †1969 |                  |                 |                 |
|                      |                      |                 |                                 |                                      |                                      |                                  |                     |                          |                          |                  |                 |                 |
|                      |                      |                 |                                 |                                      |                                      |                                  |                     |                          |                          |                  |                 |                 |
|                      |                      | · PSDI ·        | · PSDI ·                        |                                      |                                      |                                  | PSI *1969 †1994     | PSI *1969 †1994          | PSDI *1969 †1998         | PSDI *1969 †1998 |                 |                 |
|                      |                      |                 |                                 |                                      |                                      |                                  |                     |                          |                          |                  |                 |                 |
|                      |                      |                 |                                 |                                      |                                      |                                  |                     |                          |                          |                  |                 |                 |
|                      |                      |                 | Lega dei Socialisti *1981 †1983 | Lega dei Socialisti *1981 †1983      | Rinascita Socialista *1993 †1995     | Rinascita Socialista *1993 †1995 | FL *1994 †1998      | FL *1994 †1998           | SI *1994 †1998           | SI *1994 †1998   | PSR *1994 †1996 | PSR *1994 †1996 |
|                      |                      |                 |                                 |                                      |                                      |                                  |                     |                          |                          |                  |                 |                 |
|                      |                      |                 |                                 |                                      |                                      |                                  |                     |                          |                          |                  |                 |                 |
|                      |                      |                 | · PCI ·                         | · PCI ·                              | · FL ·                               | · FL ·                           |                     |                          |                          |                  |                 |                 |

## Struttura

### Direzioni collettive
- Comitato Centrale Provvisorio nominato dal Congresso Operaio Italiano (Milano, 2 e 3 agosto 1891): Enrico Bertini, Silvio Cattaneo, Carlo Cremonesi, Giuseppe Croce, Costantino Lazzari, Antonio Maffi e Anna Maria Mozzoni[140]
- Comitato Centrale eletto al congresso costitutivo del Partito dei Lavoratori Italiani (Genova, 14 e 15 agosto 1892): Enrico Bertini, Giuseppe Croce, Carlo Dell'Avalle, Annetta Ferla, Giuseppe Fossati, Costantino Lazzari e Antonio Maffi[140]
- Commissione Esecutiva del Comitato Centrale eletta al congresso (Reggio Emilia, 1893) del Partito Socialista dei Lavoratori Italiani (nuova denominazione assunta dal PLI): Enrico Bertini, Carlo Dell'Avalle, Giuseppe Croce, Costantino Lazzari e Leopardi[140]
- Ufficio Esecutivo Centrale eletto al congresso clandestino di Parma (13 gennaio 1895) del Partito Socialista Italiano (nuova denominazione assunta dal PSLI): Carlo Dell’Avalle (segretario), Enrico Bertini (cassiere), Costantino Lazzari e Dino Rondani[140]
- Comitato Esecutivo Centrale eletto al IV congresso del PSI (Firenze, luglio 1896): Carlo Dell’Avalle (segretario), Enrico Bertini, Garzia Cassola, Costantino Lazzari e Dino Rondani.[141]
- Ufficio Esecutivo Centrale eletto al congresso di Bologna (settembre 1897): Enrico Bertini, Carlo Dell’Avalle e Dino Rondani[141]
- Direzione eletta al congresso di Roma (settembre 1900): Cesare Alessandrini, Nicola Barbato, Giovanni Lerda, Arnaldo Lucci, Romeo Soldi, Alfredo Bertesi, Andrea Costa, Enrico Ferri, Rinaldo Rigola, Filippo Turati e Leonida Bissolati[141]
- Direzione eletta al congresso di Imola (1902): Alfredo Bertesi, Alessandro Bocconi, Pietro Chiesa, Andrea Costa, Enrico Ferri, Ernesto Cesare Longobardi, Romeo Soldi, Filippo Turati, Giuseppe Parpagnoli, Pozzani e Leonida Bissolati[141]
- Direzione eletta al congresso di Bologna (aprile 1904): Giuseppe Croce, Paride Fabi, Eugenio Guarino, Giovanni Lerda, Ernesto Cesare Longobardi, Romeo Soldi, più Enrico Ferri (nuovo direttore dell'Avanti! dall’11 maggio 1903) e Oddino Morgari in rappresentanza del gruppo parlamentare[141]
- Comitato Esecutivo della Direzione, composto dai membri della Direzione residenti a Roma, eletto dal congresso del 1906: Adolfo Zerbini, Camillo Camerini, Luigi Colli, Alberto Paglierini, Billinovich, Francesco Paolini, Luigi Salvatori, Enrico Ferri e dal 22 febbraio 1908 al 30 settembre 1908 anche Oddino Morgari[141]

### Elenco dei Segretari politici
Il X congresso del PSI (Firenze, 1908) istituì la figura del segretario politico (eletto dalla Direzione), dirigente e rappresentante del partito.

| Nº | Segretari | Segretari | Segretari                                                                          | Mandato           | Mandato           |
| Nº | Segretari | Segretari | Segretari                                                                          | Inizio            | Fine              |
| -- | --------- | --------- | ---------------------------------------------------------------------------------- | ----------------- | ----------------- |
| 1  |           |           | Pompeo Ciotti                                                                      | 13 febbraio 1909  | 10 luglio 1912    |
| 2  |           |           | Costantino Lazzari                                                                 | 10 luglio 1912    | 11 ottobre 1919   |
| 3  |           |           | Nicola Bombacci                                                                    | 11 ottobre 1919   | 25 febbraio 1920  |
| 4  |           |           | Egidio Gennari                                                                     | 25 febbraio 1920  | 21 gennaio 1921   |
| 5  |           |           | Giovanni Bacci                                                                     | 21 gennaio 1921   | ottobre 1921      |
| 6  |           |           | Domenico Fioritto                                                                  | ottobre 1921      | aprile 1923       |
| 7  |           |           | Tito Oro Nobili                                                                    | aprile 1923       | 25 aprile 1925    |
| 8  |           |           | Olindo Vernocchi                                                                   | 25 aprile 1925    | 5 novembre 1926   |
| 9  |           |           | Ugo Coccia                                                                         | dicembre 1926     | 15 gennaio 1928   |
| 10 |           |           | Angelica Balabanoff                                                                | 15 gennaio 1928   | 6 marzo 1930      |
| 11 |           |           | Pietro Nenni                                                                       | 17 marzo 1930     | 20 luglio 1930    |
| -  |           |           | Ugo Coccia                                                                         | 20 luglio 1930    | 23 dicembre 1932  |
| -  |           |           | Pietro Nenni                                                                       | 18 aprile 1933    | 28 agosto 1939    |
| 12 |           |           | Comitato di segreteria composto da Oddino Morgari, Giuseppe Saragat e Angelo Tasca | 2 settembre 1939  | 1941              |
| 13 |           |           | Federazione del Sud-Ovest con segretario Giovanni Faraboli                         | giugno 1940       | 23 dicembre 1941  |
| 14 |           |           | Centro Estero del PSI-IOS con segretario Ignazio Silone                            | 23 dicembre 1941  | 16 aprile 1942    |
| 15 |           |           | Giuseppe Romita                                                                    | 20 settembre 1942 | 22 agosto 1943    |
| -  |           |           | Pietro Nenni                                                                       | 22 agosto 1943    | 1º agosto 1945    |
| 16 |           |           | Sandro Pertini                                                                     | 1º agosto 1945    | 22 dicembre 1945  |
| 17 |           |           | Rodolfo Morandi                                                                    | 22 dicembre 1945  | 16 aprile 1946    |
| 18 |           |           | Ivan Matteo Lombardo                                                               | 16 aprile 1946    | 14 gennaio 1947   |
| 19 |           |           | Lelio Basso                                                                        | 14 gennaio 1947   | 5 luglio 1948     |
| 20 |           |           | Alberto Jacometti                                                                  | 5 luglio 1948     | 18 maggio 1949    |
| -  |           |           | Pietro Nenni                                                                       | 18 maggio 1949    | 10 dicembre 1963  |
| 21 |           |           | Francesco De Martino                                                               | 10 dicembre 1963  | 30 ottobre 1966   |
| 22 |           |           | Francesco De Martino e Mario Tanassi (Co-segretari)                                | 30 ottobre 1966   | 9 novembre 1968   |
| 23 |           |           | Mauro Ferri                                                                        | 9 novembre 1968   | 20 maggio 1969    |
| -  |           |           | Francesco De Martino                                                               | 5 luglio 1969     | 23 aprile 1970    |
| 24 |           |           | Giacomo Mancini                                                                    | 23 aprile 1970    | 13 marzo 1971     |
| -  |           |           | Francesco De Martino                                                               | 13 marzo 1971     | 15 luglio 1976    |
| 25 |           |           | Bettino Craxi                                                                      | 15 luglio 1976    | 12 febbraio 1993  |
| 26 |           |           | Giorgio Benvenuto                                                                  | 13 febbraio 1993  | 22 maggio 1993    |
| 27 |           |           | Ottaviano Del Turco                                                                | 28 maggio 1993    | 16 giugno 1994    |
| 28 |           |           | Valdo Spini (Coordinatore nazionale)                                               | 21 giugno 1994    | 20 settembre 1994 |
| -  |           |           | Ottaviano Del Turco                                                                | 21 settembre 1994 | 12 novembre 1994  |

## Presidenti dei gruppi parlamentari

### Camera dei deputati
- 15 luglio 1946 – 7 febbraio 1947: Paolo De Michelis, vice: Emilio Canevari
- 8 febbraio 1947 – 31 dicembre 1963: Pietro Nenni, vice: Gastone Costa, poi Sandro Pertini
- 1° gennaio 1964 – 9 novembre 1968: Mauro Ferri, vice: Francesco Principe, poi Giorgio Guerrini & Mario Zagari
- 21 dicembre 1968 – 30 settembre 1969: Raffaele Di Primio[156]
- 1º ottobre 1969 – 27 marzo 1970: Antonio Giolitti, vice: Raffaele Di Primio
- 2 luglio 1970 – 7 luglio 1973: Luigi Bertoldi, vice: Raffaele Di Primio, poi Michele Achilli & Mario Ferri
- 27 luglio 1973 – 4 luglio 1976: Luigi Mariotti, vice: Michele Achilli & Mario Ferri
- 15 luglio 1976 – 16 dicembre 1976: Bettino Craxi, vice: Michele Achilli & Giuseppe Di Vagno
- 16 dicembre 1976 – 4 aprile 1980: Vincenzo Balzamo, vice: Michele Achilli & Giuseppe Di Vagno
- 15 aprile 1980 – 11 luglio 1983: Silvano Labriola, vice: Mauro Seppia
- 19 luglio 1983 – 1° agosto 1986: Rino Formica, vice: Angelo Cresco
- 6 agosto 1986 – 1° luglio 1987: Lelio Lagorio, vice: Francesco Colucci & Maurizio Sacconi
- 9 luglio 1987 – 28 aprile 1988: Gianni De Michelis, vice: Franco Piro
- 28 aprile 1988 – 13 aprile 1991: Nicola Capria, vice: Andrea Buffoni & Giorgio Cardetti
- 19 aprile 1991 – 28 giugno 1992: Salvo Andò, vice: Giuseppe Cerutti
- 24 luglio 1992 – 24 giugno 1993: Giusi La Ganga, vice: Andrea Buffoni
- 24 giugno 1993 – 14 aprile 1994: Nicola Capria, vice: Andrea Buffoni
- 16 maggio 1994 – 20 settembre 1994: Valdo Spini[157]

### Senato della Repubblica
- 8 maggio 1948 – 24 giugno 1953: Sandro Pertini, vice: Giovanni Cosattini, poi Michele Giua
- 25 giugno 1953 – 26 luglio 1955: Rodolfo Morandi, vice: Emilio Lussu
- 25 gennaio 1956 – 11 giugno 1958: Emilio Lussu
- 12 giugno 1958 – 19 ottobre 1958: Alceo Negri, vice: Guido Giacometti
- 20 ottobre 1958 – 21 aprile 1959: Giuseppe Alberti, vice: Guido Giacometti
- 22 aprile 1959 – 5 ottobre 1963: Gaetano Barbareschi, vice: Alberto Cianca, poi Luigi Mariotti & Fernando Schiavetti
- 12 dicembre 1963 – 21 luglio 1964: Luigi Mariotti, vice: Fernando Schiavetti, poi Alessandro Bermani
- 30 luglio 1964 – 22 febbraio 1966: Giusto Tolloy, vice: Alessandro Bermani
- 3 marzo 1966 – 10 novembre 1966: Paolo Battino Vittorelli, vice: Alessandro Bermani
- 17 novembre 1966 – 15 marzo 1967: Alessandro Bermani[156]
- 16 marzo 1967 – 4 giugno 1968: Generoso Jodice & Luciano Fabio Stirati[156]
- 5 luglio 1968 – 13 gennaio 1969: Francesco Albertini[156]
- 14 gennaio 1969 – 30 settembre 1970: Rino Formica[156]
- 1° ottobre 1970 – 24 maggio 1972: Francesco Albertini
- 26 maggio 1972 – 6 luglio 1973: Giovanni Pieraccini, vice: Michele Zuccalà & Alberto Cipellini
- 31 luglio 1973 – 4 luglio 1976: Michele Zuccalà, vice: Alberto Cipellini & Luciano Fabio Stirati
- 9 luglio 1976 – 25 gennaio 1983: Alberto Cipellini, vice: Giuseppe Ferralasco, poi Paolo Barsacchi
- 26 gennaio 1983 – 11 luglio 1983: Rino Formica, vice: Paolo Barsacchi
- 22 luglio 1983 – 6 agosto 1986: Fabio Fabbri, vice: Paolo Barsacchi, poi Gino Scevarolli
- 6 agosto 1986 – 1° luglio 1987: Giuliano Vassalli, vice: Andrea Buffoni & Francesco Cimino
- 9 luglio 1987 – 28 giugno 1992: Fabio Fabbri, vice: Silvano Signori & Bruno Vella
- 22 luglio 1992 – 26 gennaio 1994: Gennaro Acquaviva, vice: Franco Castiglione
- 26 gennaio 1994 – 14 aprile 1994: Fabrizio Cicchitto, vice: Franco Castiglione
- 21 aprile 1994 – 20 settembre 1994: Michele Sellitti, vice: Carlo Gubbini

## Simbologia

### Storia
La storia del PSI si lega a filo doppio e non può prescindere dalle icone socialiste e dal loro valore simbolico ed evolve con esse.
Il sole nascente, simboleggiante il sol dell'avvenire e quindi il progetto ideale e il futuro radioso, è presente fino dai primordi nella propaganda e negli scritti socialisti, così come il garofano rosso, fieramente esibito all'occhiello da molti socialisti in occasione di scioperi e manifestazioni.
In occasione delle elezioni politiche del 16 novembre 1919 nel simbolo del partito compaiono falce e martello, mutuati dal simbolo della Repubblica Socialista Federativa Sovietica Russa, posti davanti al sol dell'avvenire e inseriti all'interno di una corona di spighe.
La scissione di Livorno del 1921 che aveva gemmato il Partito Comunista d'Italia implicò una diversificazione delle simbologie. I comunisti adottarono il simbolo che dal 1919 era stato del PSI e che tuttora appartiene al Partito Comunista Internazionalista, l'erede politico della sinistra comunista di Amadeo Bordiga che costituiva la componente maggioritaria nel PCd'I dopo la scissione dal PSI. Nel simbolo del socialisti invece a partire dal 1921 comparve dietro alla falce e al martello un libro aperto a rappresentare la cultura laica e razionale.
Scissioni e ricomposizioni successive portarono spesso le componenti di ispirazione riformista e socialdemocratica a utilizzare nei loro loghi il sole nascente da solo.
Dopo gli anni del fascismo durante le elezioni per la costituente del 1946 gli elementi presenti nel simbolo erano la falce e martello sul libro aperto, completati dal sol dell'avvenire.
Nel 1971 il simbolo che compare sulla tessera socialista è disegnato da Sergio Ruffolo. Libro, falce e martello sono chiusi nella semisfera del sole che sorge, i cui raggi occupano la parte centrale del cerchio. Esso viene utilizzato per oltre sette anni.
Nel 1978 al congresso di Torino viene approvata la proposta del segretario Bettino Craxi di aggiungere un garofano rosso a libro, falce e martello e sole, che vengono rimpiccioliti. Il garofano rosso era uno storico simbolo socialista e inoltre omaggiava la rivoluzione dei garofani in Portogallo del 25 aprile 1974.
Nel 1987 il garofano rosso soppianta tutti gli altri elementi. Nel nuovo simbolo disegnato da Filippo Panseca libro, sole, falce e martello scompaiono e rimane solo il garofano.
Nel 1990, con la crisi del comunismo reale nei paesi dell'ex blocco sovietico, l'esecutivo del PSI decide di cambiare il nome all'interno del simbolo. Il grafico Ettore Vitale sostituisce la scritta Partito Socialista con Unità Socialista, come auspicio per la ricomposizione della scissione di Livorno, con sotto la sigla PSI. Con questo simbolo il partito si presenta alle elezioni politiche del 1992.
Nel 1993 all'Assemblea nazionale del PSI del 16 dicembre viene approvata la proposta del segretario Ottaviano Del Turco di sostituire nel simbolo il garofano rosso con una rosa rossa, simbolo del Partito Socialista francese e dell'Internazionale Socialista. Con questo simbolo in cui il PSI ha perso la dizione Italiano, anche in questo caso a voler marcare il richiamo al Partito Socialista Europeo e all'Internazionale Socialista, il partito si presenta alle elezioni politiche del 1994 e in abbinata con Alleanza Democratica alle elezioni europee del 1994.

### Simboli storici

Partito Socialista Italiano dal 1919 al 1921[160]
Partito Socialista Italiano dal 1921 al 1943
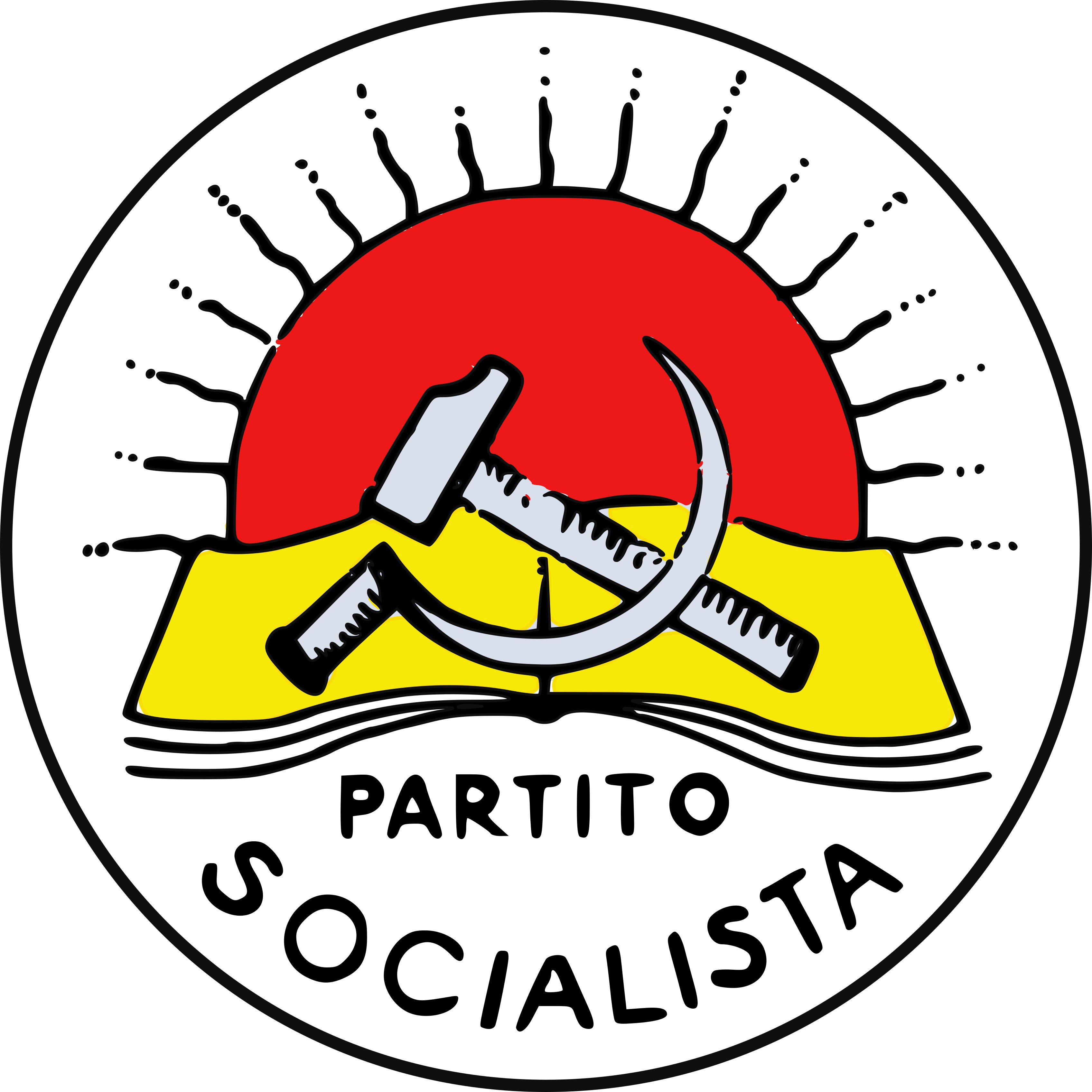
Partito Socialista Italiano di Unità Proletaria dal 1943 al 1947
PSI e PCI uniti nel Fronte Democratico Popolare alle elezioni politiche del 1948
Partito Socialista Italiano dal 1947 al 1966
PSI-PSDI Unificati dal 1966 al 1969
Proposta di simbolo per il Partito Socialista Italiano - S.I.I.S. dal 1969 al 1970
Partito Socialista Italiano dal 1970 al 1978
Partito Socialista Italiano dal 1978 al 1987
Partito Socialista Italiano dal 1987 al 1991
Partito Socialista Italiano dal 1991 al 1993

## Risultati elettorali
| Elezione | Elezione             | Voti                           | %                              | Seggi     |
| --- | -------------------- | ------------------------------ | ------------------------------ | --------- |
| Politiche 1895 | Camera               | 82.523                         | 6,76                           | 15 / 508  |
| Politiche 1897 | Camera               | 37.245                         | 2,95                           | 15 / 508  |
| Politiche 1900 | Camera               | 97.368                         | 12,97                          | 33 / 508  |
| Politiche 1904 | Camera               | 108.510                        | 21,35                          | 29 / 508  |
| Politiche 1909 | Camera               | 170.000                        | 18,87                          | 41 / 508  |
| Politiche 1913 | Camera               | 902.809                        | 17,62                          | 52 / 508  |
| Politiche 1919 | Camera               | 1.834.792                      | 32,28                          | 156 / 508 |
| Politiche 1921 | Camera               | 1.569.559                      | 24,69                          | 123 / 535 |
| Politiche 1924 | Camera               | 341.528                        | 5,03                           | 22 / 535  |
| Politiche 1946 a | Costituente          | 4.758.129                      | 20,68                          | 115 / 556 |
| Politiche 1948 b | Camera               | 8.136.637                      | 30,98                          | 57 / 574  |
| Politiche 1948 b | Senato               | 7.015.092                      | 30,76                          | 41 / 237  |
| Politiche 1953 | Camera               | 3.441.305                      | 12,70                          | 75 / 590  |
| Politiche 1953 | Senato               | 2.893.148                      | 11,90                          | 26 / 237  |
| Politiche 1958 | Camera               | 4.208.111                      | 14,23                          | 84 / 596  |
| Politiche 1958 | Senato               | 3.682.806                      | 14,08                          | 36 / 246  |
| Politiche 1963 | Camera               | 4.257.300                      | 13,84                          | 87 / 630  |
| Politiche 1963 | Senato               | 3.849.878                      | 14,01                          | 44 / 315  |
| Politiche 1968 c | Camera               | 4.605.832                      | 14,48                          | 62 / 630  |
| Politiche 1968 c | Senato               | 4.355.506                      | 15,22                          | 36 / 315  |
| Politiche 1972 | Camera               | 3.210.427                      | 9,61                           | 61 / 630  |
| Politiche 1972 | Senato               | 3.225.804                      | 10,71                          | 33 / 315  |
| Politiche 1976 | Camera               | 3.542.998                      | 9,64                           | 57 / 630  |
| Politiche 1976 | Senato               | 3.209.987                      | 10,20                          | 30 / 315  |
| Politiche 1979 | Camera               | 3.596.802                      | 9,81                           | 62 / 630  |
| Politiche 1979 | Senato               | 3.255.104                      | 10,38                          | 32 / 315  |
| Europee 1979 | Europee 1979         | 3.858.295                      | 11,03                          | 9 / 81    |
| Politiche 1983 | Camera               | 4.223.362                      | 11,44                          | 73 / 630  |
| Politiche 1983 | Senato               | 3.541.101                      | 11,39                          | 38 / 315  |
| Europee 1984 | Europee 1984         | 3.932.812                      | 11,20                          | 9 / 81    |
| Politiche 1987 | Camera               | 5.505.690                      | 14,27                          | 94 / 630  |
| Politiche 1987 | Senato d             | 4.497.672                      | 10,91                          | 43 / 315  |
| Europee 1989 | Europee 1989         | 5.154.515                      | 14,80                          | 12 / 81   |
| Politiche 1992 | Camera               | 5.343.930                      | 13,62                          | 92 / 630  |
| Politiche 1992 | Senato               | 4.513.354                      | 13,57                          | 49 / 315  |
| Politiche 1994 e | Camera proporzionale | 849.429                        | 2,19                           | 0 / 155   |
| Politiche 1994 e | Camera maggioritario | 71.751                         | 0,19                           | 0 / 475   |
| Politiche 1994 e | Totale Camera        | Nell'Alleanza dei Progressisti | Nell'Alleanza dei Progressisti | 16 / 630  |
| Politiche 1994 e | Senato               | Nell'Alleanza dei Progressisti | Nell'Alleanza dei Progressisti | 9 / 315   |
| Europee 1994 f | Europee 1994 f       | 600.106                        | 1,84                           | 2 / 87    |
| a Lista Partito Socialista Italiano di Unità Proletaria b Nel Fronte Democratico Popolare c Lista PSI-PSDI Unificati d Sono esclusi i voti ottenuti dalle liste con PSDI e PR (962.215, 2,97%, 9 seggi) nonché con PSDI, PR e Federazione delle Liste Verdi (58.501, 0,18%, un seggio) e Nell'Alleanza dei Progressisti nella quota maggioritaria della Camera e al Senato f Con Alleanza Democratica |                      |                                |                                |           |

## Congressi

### Congressi dal 1872 al 1892

#### Federazione Italiana Associazione Internazionale dei Lavoratori
- I Congresso, Rimini, 4–6 agosto 1872
- II Congresso, Bologna, 15–17 marzo 1873
- III Congresso, Firenze-Tosi, 21–22 ottobre 1876
- IV Congresso, Pisa, 11 aprile 1878

#### Federazione dell'Internazionale dell'Alta Italia
- I Congresso, ottobre 1876
- II Congresso, Milano, 25–26 settembre 1877
- III Congresso, Chiasso, 5–6 dicembre 1880

#### Partito Socialista Rivoluzionario
- I Congresso, Rimini, agosto 1881
- II Congresso, Ravenna, 5–6 agosto 1883
- III Congresso, Forlì, 20 luglio 1884: PSRI
- IV Congresso, Mantova, 25 aprile 1886
- V Congresso, Ravenna, 19 ottobre 1890

#### Confederazione Operaia Lombarda
- I Congresso, Milano, 25–26 settembre 1881
- II Congresso, Como, 1º ottobre 1882
- III Congresso, Varese, 16–17 settembre 1883
- IV Congresso, Milano, 2–3 febbraio 1884
- V Congresso, Brescia, 4–5 gennaio 1885
- VI Congresso, Mantova, 6–7 dicembre 1885: unificazione con il POI

#### Partito Operaio Italiano
- I Congresso, Milano, 12 aprile e 3 maggio 1885
- II Congresso, Mantova, 6–7 dicembre 1885
- III Congresso, Pavia, 18–19 settembre 1887
- IV Congresso, Bologna, 8–10 settembre 1888
- V Congresso, Milano, 1º–2 novembre 1890
- Congresso delle società operaie, Milano, 2–9 agosto 1891 (comitato centrale provvisorio composto da Bertini, Cattaneo, Cremonesi, Lazzari, Maffi, Anna Maria Mozzoni)

### Congressi dal 1892 al 1994
- (VI POI) I Congresso – Genova, 14–15 agosto 1892
  - È fondato un nuovo partito denominato Partito dei Lavoratori Italiani, che unisce diverse associazioni a due partiti nati pochi anni prima (Partito Operaio Italiano e Lega Socialista Milanese), che assume le idee socialiste come base.
- II Congresso – Reggio Emilia, 8–10 settembre 1893
  - Il partito muta il suo nome in Partito Socialista dei Lavoratori Italiani.
- III Congresso – Parma, 13 gennaio 1895
  - Tenuto in clandestinità a causa dello scioglimento per decreto voluto da Francesco Crispi, il partito assume la denominazione di Partito Socialista Italiano.
- IV Congresso – Firenze, 11–13 luglio 1896
  - Il 25 dicembre 1896 nasce Avanti!, il quotidiano socialista.
- V Congresso – Bologna, 18–20 settembre 1897
- VI Congresso – Roma, 8–11 settembre 1900
  - Formazione di una corrente del socialismo riformista all'interno del partito.
- VII Congresso – Imola, 6–9 settembre 1902
  - Il Tempo di Milano diventa quotidiano della corrente socialista riformista.
- VIII Congresso – Bologna, 8–11 aprile 1904
  - Prevalgono le istanze intransigenti e rivoluzionarie del partito.
- IX Congresso – Roma, 7–10 ottobre 1906
  - Prevalgono le istanze integraliste del partito.
- X Congresso – Firenze, 19–22 settembre 1908
  - Prevalgono le istanze integraliste e riformiste del partito. È proclamata l'incompatibilità dei sindacalisti rivoluzionari con il partito. Viene istituita la figura del segretario politico del partito. Il 13 febbraio 1909 viene nominato segretario Pompeo Ciotti.
- XI Congresso – Milano, 21–25 ottobre 1910
  - Prevalgono le istanze riformiste del partito. È confermato segretario Pompeo Ciotti.
- XII Congresso (straordinario) – Modena, 15–18 ottobre 1911
  - Prevalgono le istanze riformiste del partito. È confermato segretario Pompeo Ciotti.
- XIII Congresso – Reggio Emilia, 7–10 luglio 1912
  - Prevalgono le istanze rivoluzionarie del partito. Sono espulsi alcuni esponenti della componente riformista (Ivanoe Bonomi, Leonida Bissolati, Angiolo Cabrini e Guido Podrecca) che vanno a fondare il Partito Socialista Riformista Italiano. È nominato segretario Costantino Lazzari.
- XIV Congresso – Ancona, 26–29 aprile 1914
  - Prevalgono le istanze rivoluzionarie del partito. È sancita l'incompatibilità tra adesione alla massoneria e al PSI. Costantino Lazzari è confermato segretario. Benito Mussolini è confermato direttore dell'Avanti!.
  - Nel 1914 il PSI dichiara la sua opposizione alla prima guerra mondiale. Mussolini è espulso dal partito per la sua posizione interventista. Lo sostituisce alla direzione dell'Avanti! Giacinto Menotti Serrati.
  - Il 24 gennaio 1918 Oddino Morgari, nominato vicesegretario del partito, assume di fatto la guida dello stesso, in assenza del segretario Lazzari, incarcerato per "disfattismo".
- XV Congresso – Roma, 1–5 settembre 1918
  - Prevalgono le istanze massimaliste del partito legate al marxismo.
  - Il 20 novembre 1918 Costantino Lazzari è confermato segretario.
  - Il 22 marzo 1919, Lazzari viene sostituito di fatto dal vicesegretario Arturo Vella.
- XVI Congresso – Bologna, 5–8 ottobre 1919
  - Prevalgono le istanze massimaliste del partito. Formazione di un nuovo programma politico sull'onda della rivoluzione d'ottobre in Russia e del successo elettorale in Italia.
  - Lotta e conquista delle otto ore lavorative.
  - L'11 ottobre 1919 è nominato segretario Nicola Bombacci.
  - Il 25 febbraio 1920 è nominato segretario Egidio Gennari.
- XVII Congresso – Livorno, 15–21 gennaio 1921
  - Il congresso si apre con forti discussioni sulla linea strategica e programmatica.
  - La corrente rivoluzionaria si scinde e una parte di essa esce dal partito per formare il Partito Comunista d'Italia.
  - È nominato Segretario Giovanni Bacci.
- XVIII Congresso – Milano, 10–15 ottobre 1921.
  - È nominato Segretario Domenico Fioritto.
- XIX Congresso – Roma, 1–4 ottobre 1922
  - Il congresso si apre con forti discussioni sulla linea strategica e programmatica.
  - Vi è l'espulsione dell'ala riformista del movimento (Filippo Turati, Claudio Treves, Camillo Prampolini, Giacomo Matteotti) che fonda il Partito Socialista Unitario (PSU).
  - È confermato segretario Domenico Fioritto.
- XX Congresso – Milano, 15–17 aprile 1923
  - È nominato Segretario Tito Oro Nobili.
  - La corrente fusionista di Giacinto Menotti Serrati lascia il partito e confluisce nel Partito Comunista d'Italia.
  - Nel marzo 1925 è nominato segretario Olindo Vernocchi.
  - A seguito della promulgazione delle Leggi fascistissime del marzo 1926 il partito e l'Avanti! sono sciolti e dichiarati fuorilegge. Per evitare le violenze fasciste e il carcere o il confino i principali esponenti del PSI sono costretti all'espatrio.
  - Il partito è ricostituito in esilio a Parigi da Ugo Coccia che ne diventa segretario.
- XXI Congresso – in esilio a Parigi, 19–20 luglio 1930
  - Il Partito Socialista Unitario dei Lavoratori Italiani (ex PSU) di Turati e Treves si riunifica con la maggioranza fusionista del PSI guidata da Pietro Nenni, dando vita al Partito Socialista Italiano – Sezione dell'Internazionale Operaia Socialista. Organo di stampa ufficiale è il Nuovo Avanti, di cui è direttore Pietro Nenni.
  - Ugo Coccia ne è confermato segretario.
  - La residua componente massimalista ortodossa rimane proprietaria del nome del partito e della testata Avanti!, di cui è direttrice la segretaria Angelica Balabanoff.
- XXII Congresso – in esilio a Marsiglia, 17–18 aprile 1933
  - Pietro Nenni è nominato segretario.
  - Nell'agosto del 1934 Nenni sottoscrive un patto d'unità d'azione con il PCdI.
  - Nell'estate del 1934 Rodolfo Morandi, Lelio Basso, Lucio Mario Luzzatto, Bruno Maffi e altri costituiscono a Milano il Centro interno socialista, organismo clandestino di collegamento dei socialisti in Italia, a cui nel 1935 aderisce Eugenio Colorni, che nell'aprile del 1937 ne diviene di fatto il responsabile dopo gli arresti di Luzzato e Morandi.
- XXIII Congresso – in esilio a Parigi, 26–28 giugno 1937
  - Pietro Nenni è confermato segretario.
  - Il 28 agosto 1939 Nenni è sostituito da una segreteria collegiale composta da Giuseppe Saragat, Oddino Morgari e Angelo Tasca.
  - Il 22 luglio 1942 Olindo Vernocchi, Oreste Lizzadri, Giuseppe Romita, Nicola Perrotti ed Emilio Canevari rifondano a Roma il PSI clandestino del Centro e Sud Italia, Ne è nominato segretario Giuseppe Romita.
  - Il 22 agosto 1943, a Roma, Pietro Nenni è nominato segretario del PSIUP.
  - Il 1º agosto 1945 è nominato segretario Sandro Pertini, che il 4 dicembre 1945 è sostituito da Rodolfo Morandi.
- XXIV Congresso – Firenze, 11–17 aprile 1946.
  - È nominato segretario Ivan Matteo Lombardo.
- XXV Congresso – Roma, 9–13 gennaio 1947, primo congresso del PSIUP e dei socialisti nell'Italia repubblicana.
  - Il congresso discute sulla linea politica da tenere in occasione delle elezioni del 1948.
  - Il congresso vede la scissione della componente riformista di Giuseppe Saragat, che fonda così il Partito Socialista dei Lavoratori Italiani, e il cambio di nome del PSIUP, che torna a chiamarsi Partito Socialista Italiano. Lelio Basso è eletto segretario.
  - Viene soppressa la Federazione Giovanile e abbassato il minimo requisito d'età di iscrizione al partito a 18 anni. Viene istituito il Comitato Centrale, organo intermedio tra il Congresso e la Direzione del Partito. Confluenza nel PSI della sinistra liberalsocialista maggioritaria del Partito d’Azione (21 ottobre 1947), mentre la destra liberaldemocratica minoritaria confluisce nel PRI.
- XXVI Congresso – Roma, 19–22 gennaio 1948.
  - Il Congresso si esprime su proposta di Nenni in maniera favorevole alle liste unitarie con PCI per le elezioni politiche del 1948, nonostante il voto contrario della mozione sostenuta da Pertini. Lelio Basso è confermato segretario.
- XXVII Congresso – Genova, 27 giugno–1º luglio 1948.
  - La sconfitta del Fronte Popolare porta all'affermazione al congresso della corrente autonomista di Alberto Jacometti, Riccardo Lombardi, Vittorio Foa e Fernando Santi. Alberto Jacometti è eletto segretario mentre Lombardi è nominato direttore dell'Avanti!.
- XXVIII Congresso – Firenze, 11–16 maggio 1949.
  - Il congresso si conclude con una sconfitta della uscente Direzione autonomista e con la vittoria della sinistra di Nenni e Rodolfo Morandi con il 51% dei voti. La destra di Giuseppe Romita esce dal partito (21 maggio). Scissione (novembre 1949) del PSU, che confluisce nel PSDI (PSLI + PSU). Nenni è eletto segretario, Morandi vicesegretario e come direttore dell'Avanti! è nominato Pertini.
- XXIX Congresso – Bologna, 17–20 gennaio 1951
- XXX Congresso – Milano, 8–11 gennaio 1953
- XXXI Congresso – Torino, 31 marzo–3 aprile 1955
- XXXII Congresso – Venezia, 6–10 febbraio 1957
- XXXIII Congresso – Napoli, 15–18 gennaio 1959. Confluenza nel PSI del MUIS (Movimento Unità e Autonomia Socialista).
- XXXIV Congresso – Milano, 16–18 marzo 1961
- XXXV Congresso – Roma, 25–29 ottobre 1963. Scissione (12 gennaio 1964) della sinistra fusionista-filocomunista, che fonda il PSIUP (segretari: Vecchietti Tullio, Valori/1971).
- XXXVI Congresso – Roma, 10–14 novembre 1965
- XXXVII Congresso – Roma, 27–29 ottobre 1966. Costituente Socialista (30 ottobre), che fonda il PSU (PSI + PSDI).
- XXXVIII Congresso – Roma, 23–28 ottobre 1968. Il PSU assume il nome PSI-SIS. Il 5 luglio 1969 la corrente PSDI pone fine all’unità socialista.
- XXXIX Congresso – Genova, 9–14 novembre 1972. Scioglimento (12 luglio) del PSIUP: il centro maggioritario confluisce nel PCI, la destra minoritaria nel PSI e la sinistra minoritaria fonda il PUP, che con il Manifesto, nato nel 1969 da una scissione dal PCI, dà vita al PDUP (settembre 1974, confluito nel novembre 1984 nel PCI; segretari: Magri), la cui la minoranza, scissa nel febbraio 1977 dà vita DP (aprile 1978, confluita nel giugno RC; segretari Capanna M., Russo Spena, Vinci).
- XL Congresso – Roma, 3–7 marzo 1976
  - Bettino Craxi è eletto segretario.
- XLI Congresso – Torino, 29 marzo–2 aprile 1978
  - Il congresso dibatte il Progetto socialista. Craxi è confermato segretario con il 65% dei voti dei delegati.
  - Il partito si distingue dal cosiddetto fronte della fermezza per la ricerca di una soluzione umanitaria che possa salvare la vita dello statista democristiano Aldo Moro rapito dalle Brigate Rosse.
  - Sandro Pertini viene eletto presidente della Repubblica, il primo socialista al Quirinale.
- XLII Congresso – Palermo, 22–26 aprile 1981
  - Il congresso si apre nel nome di Pietro Nenni, scomparso l'anno precedente.
  - Viene rinnovato lo Statuto del Partito, che rafforza i poteri del segretario e ne stabilisce l'elezione diretta ed esclusiva da parte del Congresso e non più anche dal Comitato Centrale o dalla Direzione. Craxi è confermato segretario.
- XLIII Congresso – Verona, 11–15 maggio 1984
  - Il congresso dibatte le prime realizzazioni del primo governo a guida socialista. Craxi è confermato segretario per acclamazione.
  - Viene soppresso il Comitato Centrale e al suo posto viene inaugurata l'Assemblea Nazionale, in cui sono presenti anche personalità esterne al partito.
- XLIV Congresso – Rimini, 31 marzo–5 aprile 1987
  - Craxi è confermato segretario.
- XLV Congresso – Milano, 13–16 maggio 1989
  - Craxi è confermato segretario.
- XLVI Congresso – Bari, 27–30 giugno 1991
  - Congresso straordinario. Craxi è confermato segretario.
- XLVII Congresso – Roma, 11–12 novembre 1994.
  - Il partito viene messo in liquidazione e Michele Zoppo viene nominato commissario liquidatore.
  - Dalle sue ceneri nascono i Socialisti Italiani di Enrico Boselli e il Partito Socialista Riformista di Enrico Manca e Fabrizio Cicchitto.

## Iscritti

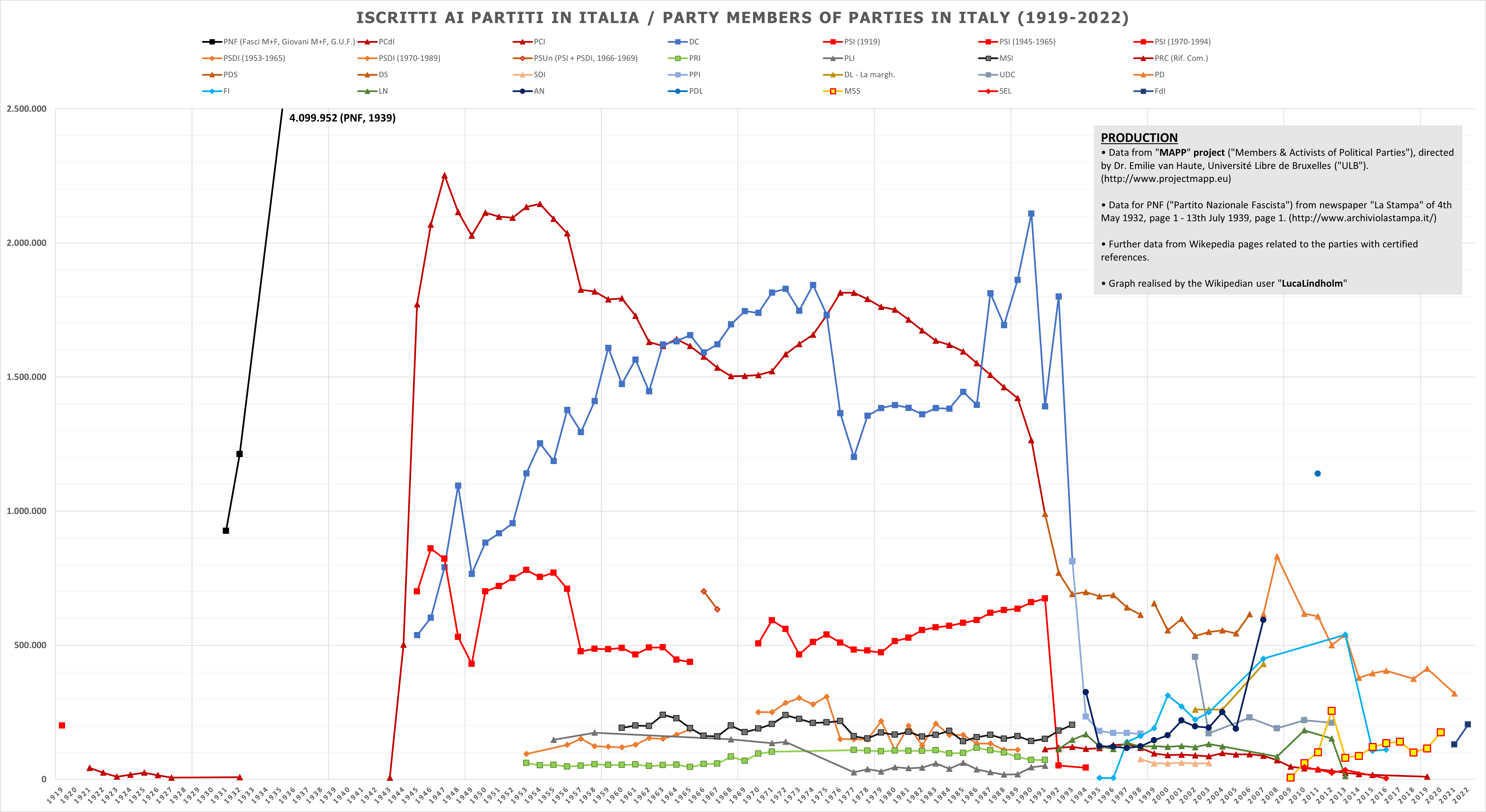
Andamento degli iscritti al PSI (1919 - 1994).

Questi sono gli iscritti al PSI:
- 1919 – oltre 200.000
- 1945 – 700.000
- 1946 – 860.300
- 1947 – 822.000
- 1948 – 531.031
- 1949 – 430.258
- 1950 – 700.000
- 1951 – 720.000
- 1952 – 750.000
- 1953 – 780.000
- 1954 – 754.000
- 1955 – 770.000
- 1956 – 710.000
- 1957 – 477.000
- 1958 – 486.652
- 1959 – 484.652
- 1960 – 489.837
- 1961 – 465.259
- 1962 – 491.216
- 1963 – 491.676
- 1964 – 446.250
- 1965 – 437.458
- 1966 – 700.964[162]
- 1967 – 633.573[162]
- 1968 – —
- 1969 – —
- 1970 – 506.533
- 1971 – 592.586
- 1972 – 560.187
- 1973 – 465.183
- 1974 – 511.741
- 1975 – 539.339
- 1976 – 509.388
- 1977 – 482.916
- 1978 – 479.769
- 1979 – 472.544
- 1980 – 514.918
- 1981 – 527.460
- 1982 – 555.956
- 1983 – 566.612
- 1984 – 571.821
- 1985 – 583.282
- 1986 – 593.231
- 1987 – 620.557
- 1988 – 630.692
- 1989 – 635.504
- 1990 – 660.195
- 1991 – 674.057
- 1992 – 51.224
- 1993 – —
- 1994 – 43.052

## Nelle istituzioni

### Presidenti della Repubblica Italiana
- Sandro Pertini

### Presidenti della Camera dei deputati
- Sandro Pertini (V, VI legislatura della Repubblica Italiana)

### Presidenti del Consiglio dei ministri
- Bettino Craxi
- Giuliano Amato

### Vicepresidenti del Consiglio dei Ministri
- Pietro Nenni (Moro I, II e III)
- Francesco De Martino (Governo Rumor I, III e Colombo)
- Giuliano Amato (Governo Goria)
- Gianni De Michelis (Governo De Mita)
- Claudio Martelli (Governo Andreotti VI, VII)

### Governi

#### Regno d'Italia
- Governo Badoglio II
- Governo Bonomi II
- Governo Bonomi III
- Governo Parri
- Governo De Gasperi I

#### Repubblica Italiana
- Governo De Gasperi II
- Governo De Gasperi III
- Governo Moro I
- Governo Moro II
- Governo Moro III
- Governo Rumor I
- Governo Rumor III
- Governo Colombo
- Governo Rumor IV
- Governo Rumor V
- Governo Cossiga II
- Governo Forlani
- Governo Spadolini I
- Governo Spadolini II
- Governo Fanfani V
- Governo Craxi I
- Governo Craxi II
- Governo Goria
- Governo De Mita
- Governo Andreotti VI
- Governo Andreotti VII
- Governo Amato I
- Governo Ciampi

## Giornali e riviste
- Avanti!
- Avanti! della domenica
- Avanti Europa
- Azione Socialista
- Critica Sociale
- Mondoperaio
- Il compagno

### Articoli
- Oreste Massari, Le trasformazioni nella leadership del PSI: la Direzione e i suoi membri 1976-1986, Rivista Italiana di Scienza Politica, 3, 1987, pp. 399–432, ripubblicazione in Changes in the PSI’s leadership: The National Executive Committee and its Membership 1976-1987, European Journal of Political Research, 3, 1989, pp. 563–582.
- Luciano Pellicani e Bettino Craxi, Il Vangelo socialista. Craxi e Berlinguer 30 anni fa, in DorinoPiras.it, 26 agosto 2008.
- Ferdinando Leonzio, Segretari e leader del socialismo italiano (PDF), in Domani Socialista; La piattaforma del Socialismo Italiano, 25 ottobre 2016.
- Raphael Zariski, The Italian Socialist Party: A Case Study in Factional Conflict, The American Political Science Review, vol. 56, n. 2 (giugno 1962), pp. 372–390.